# Пятигорск
Пятиго́рск — город-курорт в Ставропольском крае Российской Федерации. Административный центр городского округа город-курорт Пятигорск. Крупнейший по численности населения город Кавказских Минеральных Вод и второй в крае после Ставрополя.
С 19 января 2010 года — центр Северо-Кавказского федерального округа (единственный из центров федеральных округов, не являющийся административным центром субъекта Федерации).
Старейший бальнеологический и грязевой курорт федерального (с 17 января 2006 года; до 1991 года всесоюзного) значения, а также промышленный, торговый, научный, культурный и туристический центр эколого-курортного региона Кавказские Минеральные Воды.
29 октября 2020 года городу присвоено почётное звание «Город военно-исторического наследия».

## Этимология
В 1828 году русский архитектор Иосиф Карлович (Джузеппе-Марко) Бернардацци (1788—1840) составил проект будущего города, который был рассмотрен в Комитете министров Российской империи в феврале 1830 года. Тогда же российский военачальник, генерал Георгий Арсеньевич Эммануэль, предоставил варианты названия будущего окружного города: Новогеоргиевск, Константиногорск и, наконец, Пятигорск — по имени горы Бештау («Пять гор» или «Пять вершин»), к подошве которой прилегала его территория.
18 февраля 1830 года Комитет министров утвердил план будущего окружного города и его название — Пятигорск, а 14 мая 1830 года Правительствующий сенат Российской империи приказал привести его в исполнение. Так на карте России появилось название — Пятигорск.
Местность и город у кабардинцев носит название кабард.-черк. Псыхуабэ — «тёплая вода». Русская калька впоследствии дала название станице Горячеводской.

## Физико-географическая характеристика
Географическое положение
Пятигорск расположен в 193 км к юго-востоку от Ставрополя на Минераловодской предгорной равнине (часть предгорий Большого Кавказа); широко раскинулся на берегах реки Подкумок, по юго-западным, южным и северным (пос. Энергетик) склонам у подошвы горы Машук, на высоте 500—600 м над уровнем моря, а также южному подножью горы Бештау.
В черте города находятся гора Машук (993,7 м, с уставленной на ней 112-метровой телеретрансляционной вышкой, к которой ведёт канатная дорога) и её отроги — горы Горячая (557,9 м) и Казачка (633 м), а также горы Дубровка (690,6 м), Пикет (565,3 м), Пост (556 м) и др. (см. также Горячеводские курганы и Новопятигорский курган). Высочайшая точка в окрестностях города — вершина горы Бештау (1401,2 м). С высоты её пяти вершин открывается панорама курорта, видны почти все города-курорты Кавминвод, Эльбрус и горная цепь главного Кавказского хребта.
Часовой пояс
Город Пятигорск находится в часовой зоне МСК (московское время). Смещение применяемого времени относительно UTC составляет +3:00.В соответствии с применяемым временем и географической долготой средний солнечный полдень в Пятигорске наступает в 12:14.
Геология
Город Пятигорск находится в активной сейсмической зоне по причине близости к Главному Кавказскому хребту, в окружении гор (Машук, Бештау и другие), образовавшихся в процессе вулканической деятельности горы Эльбрус. Сейсмическими станциями ежегодно фиксируется несколько сильных землетрясений, которые не приносят вред зданиям, сооружениям и хозяйственной деятельности человека, но ощущаются. Крайне редко на территории города происходят разрушительные землетрясения.
Расположение города на склонах гор обуславливает сложное геологическое строение почв. Районы Пятигорска, расположенные в долине реки Подкумок, построены на речных террасах, сложенных из аллювиальных отложений. Склоны горы Машук сложены из вскрытых из-под толщи поздних отложений известняков. Вокруг Машука отроги сложены из местного камня — травертина. Северные районы города, примыкающие к горе Бештау, находятся на почвах с большим содержанием обломочного каменного материала из изверженных магматических пород — бештаунита.
Гидрография

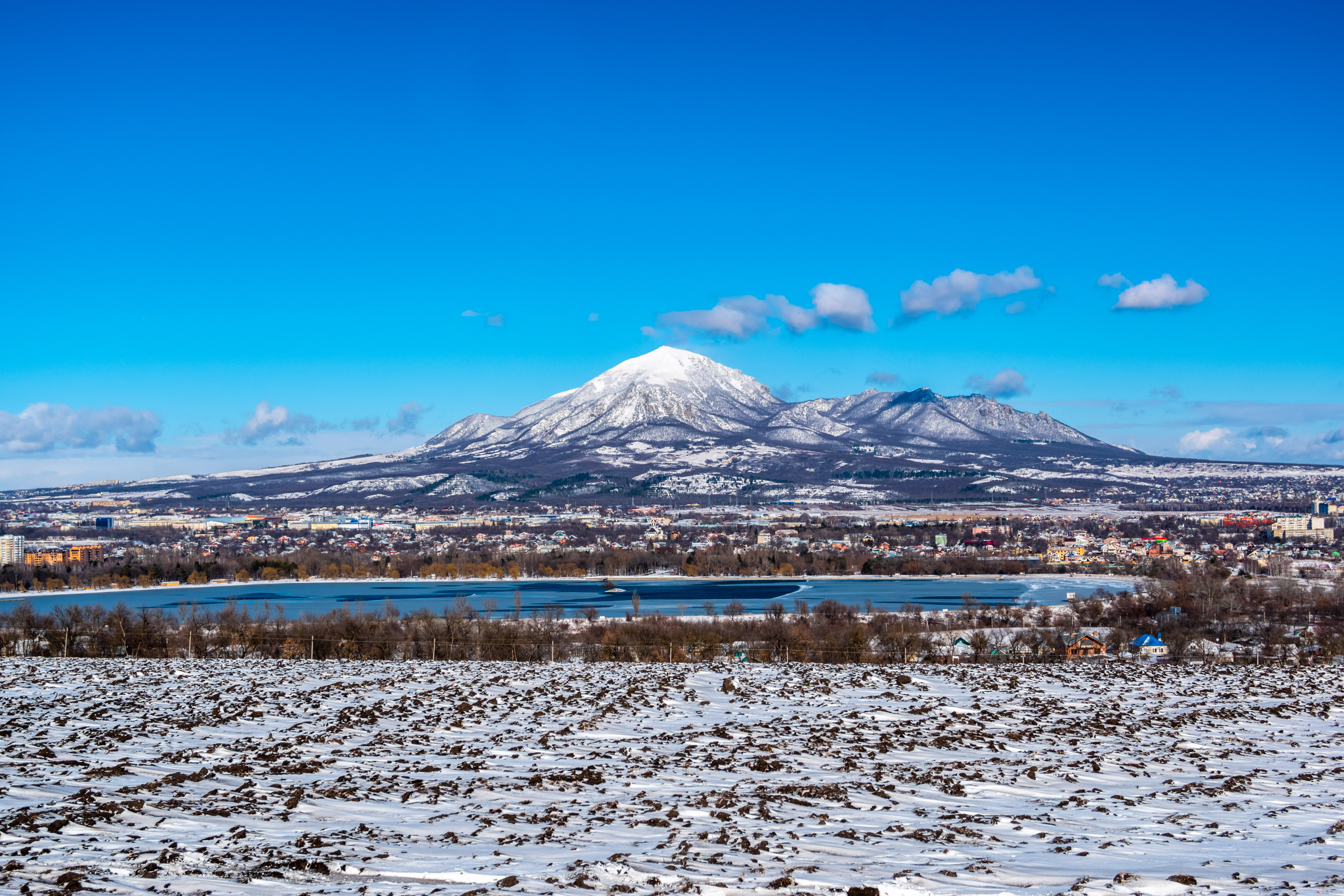
Вид на Бештау от Новопятигорского озера

Город располагается преимущественно на террасах долины, образованной рекой Подкумок. Оборонительная Константиногорская крепость, давшая начало поселению, была построена в 1780 году на левом обрывистом берегу реки. Долгое время городская застройка располагалась на левом берегу реки, разрастаясь вверх по течению реки. В 1825 году на правом берегу Подкумка была основана станица Горячеводская, которая позже стала частью города. Русло Подкумка неоднократно менялось, что нашло отражение в формах рельефа. В пределах города в Подкумок впадает несколько небольших ручьёв: Грязнушка, Вонючка, Золотушка. В восточной части города в Подкумок впадает река Юца.
На территории города находится единственный естественный водоём — подземное карстовое озеро Провал, заполненное минеральной водой. Два водоёма — пруд в Парке культуры и отдыха имени С. М. Кирова и Новопятигорское озеро имеют искусственное происхождение. Они были построены для отдыха пятигорчан и отдыхающих на курорте. Озёра естественного происхождения, встречающиеся за пределами города, имеют небольшие размеры и сезонный характер. Ближайшие крупные водоёмы находятся на расстоянии более 10 км от города: Тамбуканское и Лысогорские горько-солёные озёра. Они содержат лечебную иловую грязь и непригодны для водоснабжения.
До конца XIX века город получал пресную воду из реки Подкумок и источников горы Бештау. В 1890 году для водоснабжения Пятигорска был построен водопровод, который снабжал город пресной водой из источника на горе Юце. В советское время на территории Карачаево-Черкесии построено водохранилище, наполняемое водой из Кубани. Строительством Кубанского водовода была решена проблема водоснабжения Пятигорска и всех курортов Кавминвод. До сих пор часть города (в основном, посёлок Горячеводский) снабжается питьевой водой из Юцкого источника.
Климат
Климат в Пятигорске характеризуется мягкой зимой и жарким летом. Благодаря большому количеству водных ресурсов и мягкому климату город обладает живописными водоёмами, лесополосами и парками. Средняя месячная температура воздуха в январе: −3,8°; в июле: 21,1°. Годовая норма осадков в районе метеостанции 518 мм, а в целом по городу — от 500 до 600 мм в год. (Среднегодовое количество осадков на Кавказе убывает от гор к равнинам: на Бермамыте — 724 мм, в Кисловодске — 599 мм, ещё меньше их в Ессентуках). Месяц с наибольшим количеством осадков — июнь, с наименьшим — январь. Климат благоприятный, умеренно континентальный, без резких колебаний годовых и суточных температур.
| Показатель                                                                                      | Янв. | Фев. | Март | Апр. | Май  | Июнь | Июль | Авг. | Сен. | Окт. | Нояб. | Дек. | Год |
| ----------------------------------------------------------------------------------------------- | ---- | ---- | ---- | ---- | ---- | ---- | ---- | ---- | ---- | ---- | ----- | ---- | --- |
| Средняя температура, °C                                                                         | −4,9 | −2,6 | 2,1  | 8,2  | 15,4 | 18,9 | 21,7 | 21,1 | 15,6 | 9,6  | 2,2   | −0,7 | 8,9 |
| Источник: А. Г. Передельский. Город Пятигорск в медико-топографическом отношении. № 3. 1910 год |      |      |      |      |      |      |      |      |      |      |       |      |     |

| Показатель                    | Янв.  | Фев.  | Март  | Апр.  | Май  | Июнь | Июль | Авг. | Сен. | Окт. | Нояб. | Дек.  | Год   |
| ----------------------------- | ----- | ----- | ----- | ----- | ---- | ---- | ---- | ---- | ---- | ---- | ----- | ----- | ----- |
| Абсолютный максимум, °C       | 18,2  | 20,8  | 30,3  | 33,5  | 34,4 | 36,5 | 39,7 | 39,6 | 37,4 | 31,4 | 25,1  | 20,6  | 39,7  |
| Средний суточный максимум, °C | 0,8   | 1,3   | 5,9   | 14,9  | 20,3 | 24,1 | 27,0 | 26,5 | 21,4 | 14,6 | 7,7   | 2,9   | 14,1  |
| Средняя температура, °C       | −3,8  | −3,2  | 1,0   | 8,9   | 14,5 | 18,4 | 21,1 | 20,3 | 15,3 | 8,9  | 3,1   | −1,5  | 8,7   |
| Средний суточный минимум, °C  | −7,7  | −7    | −2,9  | 3,6   | 8,8  | 12,6 | 15,4 | 14,7 | 10,1 | 4,2  | −0,7  | −5,2  | 3,9   |
| Абсолютный минимум, °C        | −32,5 | −31,6 | −23,4 | −11,9 | −4,8 | 1,1  | 7,0  | 3,3  | −3,2 | −10  | −22,3 | −25,8 | −32,5 |
| Норма осадков, мм             | 18,3  | 19,0  | 26,4  | 48,0  | 72,8 | 86,4 | 70,0 | 51,7 | 43,6 | 32,7 | 25,7  | 23,7  | 518,2 |
| Источник: Climatebase.ru      |       |       |       |       |      |      |      |      |      |      |       |       |       |

Климат степной в сочетании с низкогорным, с умеренным количеством осадков, невысокой относительной влажностью, небольшим и неустойчивым снежным покровом. Средняя высота курортной части города около 520…525 м (510—550 м) н. у. м. С этим связано несколько пониженное атмосферное давление, которое колеблется от 710 до 735 мм рт. ст.
Зимой наблюдаются значительные перепады атмосферного давления, более высокая влажность воздуха, нередко появляются туманы. Морозные дни и снежный покров держатся от нескольких дней до 1-3 недель. Во время частых оттепелей температура воздуха поднимается до +10 — +22 °C.
Флора и фауна
Город расположен в предгорьях Кавказа на стыке степей и гор, что обуславливает особый климат и растительный мир. Долины рек, овраги, северные склоны холмов покрыты мелкой кустарниковой растительностью. Склоны гор покрыты природными лесами, представленными дубами, берёзами, клёнами, липами, кизилом, боярышником, шиповником, барбарисом, рябиной. Машукский лесопарк охватывает подковой машукские склоны и смыкается с простирающимся к северу и северо-западу от Пятигорска Бештаугорским лесопарком, являясь вместе с ним государственным заказником (с 1972 года).
Из-за хозяйственной деятельности животный мир города сокращается. В лесах на горе Машук можно редко встретить лесного кота, лисиц, зайцев. Мир птиц представлен более широко. Их можно разделить на городских, постоянно проживающих на территории города (вороны, голуби, воробьи, несколько видов синиц, скворцы, сороки, дрозды и др.), лесных (часть лесных обитателей прилетает на юг зимовать) и перелётных (на зиму в большом количестве в Пятигорске и окрестностях прилетают грачи, которых местные жители путают с воронами). Очень редко можно встретить фазана и представителей семейства ястребиных. В городских скверах и лесопарке встречается белка. В пруду парка имени С. М. Кирова летом встречаются лебеди, на зимовку туда прилетают утки.
Экология
Для Пятигорска, как и любого крупного динамично развивающегося города, присущи экологические проблемы. Они воспринимаются обществом особо остро и требуют принятия неотлагательных мер из-за расположения города на территории особо охраняемого эколого-курортного региона Кавказские Минеральные Воды, в районе формирования источников минеральной воды. Специальных исследований, характеризующих экологическое состояние города не проводилось.
В городе остро стоит проблема хранения и переработки твёрдых бытовых отходов. Существующие полигоны переполнены[когда?]. АО «ПТЭК» (мусоросжигательный завод), находящийся на северо-западной окраине города, принимает твёрдые отходы и перерабатывает их путём сжигания. На территории города Пятигорска регистрируется[когда?] большой износ системы канализации (общая длина канализационных сетей 275,3 км). По состоянию на 2009 год около 90 км канализационной сети города Пятигорска имеют износ 100 %. Неочищенные сточные воды попадают в почву из неисправных труб и выгребных ям. Последние тридцать лет[прояснить] сокращается площадь лесных зон. Этот процесс ускорился после разработки нового Генерального плана развития Пятигорска до 2030 года. Необдуманная хозяйственная деятельность наносит непоправимый урон растительному миру города.
В городе находится один водоём, пригодный для купания — Новопятигорское озеро. Река Подкумок и её притоки загрязнены сточными водами, непригодны для питья и использования в хозяйственных целях без специальной предварительной очистки.

## История

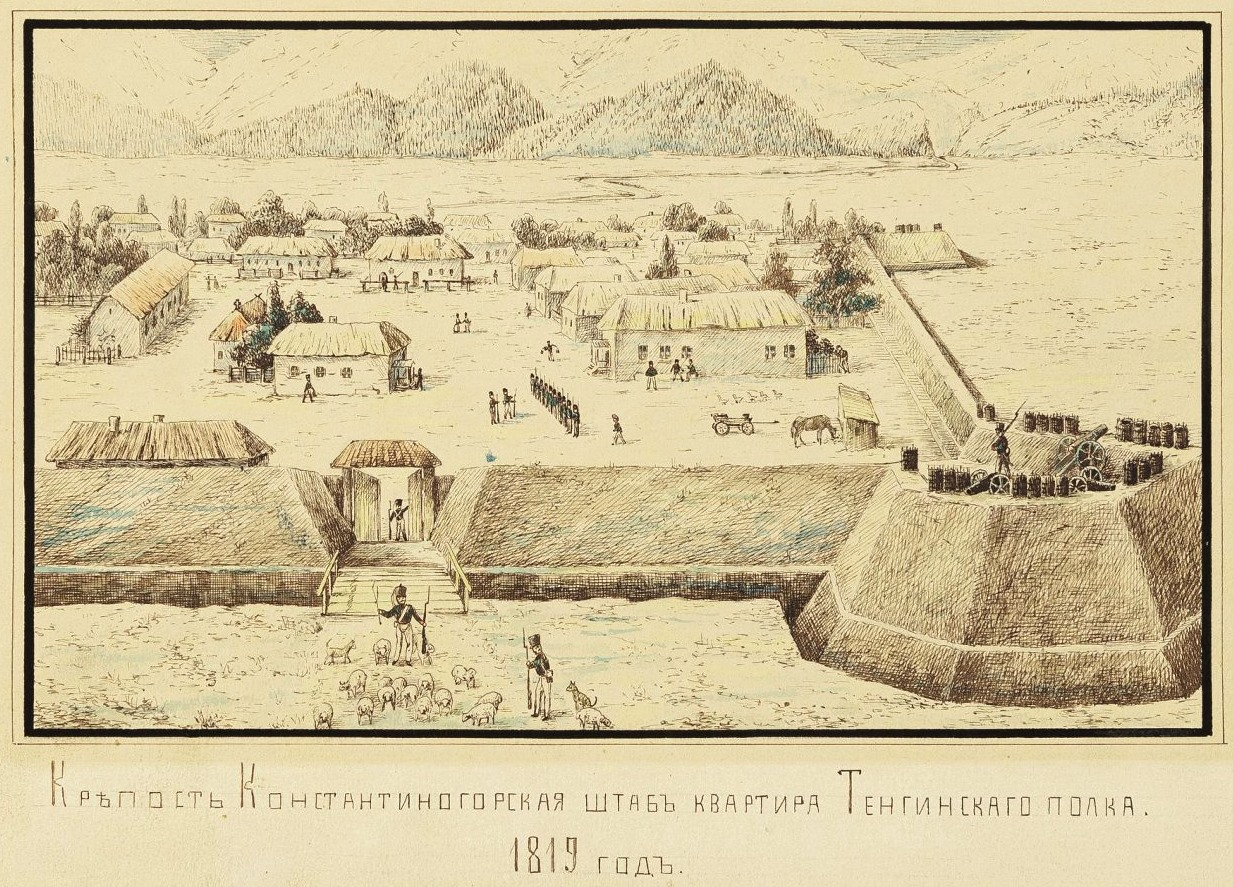
Константиногорская крепость

Район Пятигорья был заселён с далёких времён. Об этом свидетельствуют орудия труда, предметы быта, обнаруженные археологами. Первое письменное упоминание о местности Биш-даг (пять гор) с источником горячей воды арабским путешественником Ибн Батута относят к 1334 году.
До конца XVIII века территория будущего Пятигорска была заселёна кабардинскими черкесами (также известные как пятигорские черкасы).
Изучение минеральных вод в России началось в XVIII веке в царствование Петра I. Первыми на Руси были обследованы Кавказские и Липецкие источники.
В 1780 году была заложена Константиногорская крепость — одного из укреплений Азово-Моздокской оборонительной линии (1777), важная роль в создании которой принадлежит А. В. Суворову. Воздвигнута крепость в долине между горами Бештау и Машук (в 4-х км западнее Машука) при слиянии рек Золотух (Золотушка) и Подкумок на так называемой «Сухой черте» Кавказской линии. Она была первым на Пятигорье русским воинским укреплением. Построена под наблюдением генерал-поручика И. В. Якоби и была названа Константиногорской из-за близости к Константиновским горам (так в то время недолго называлась гора Бештау). Крепость находилась на территории нынешнего микрорайона Новопятигорск.

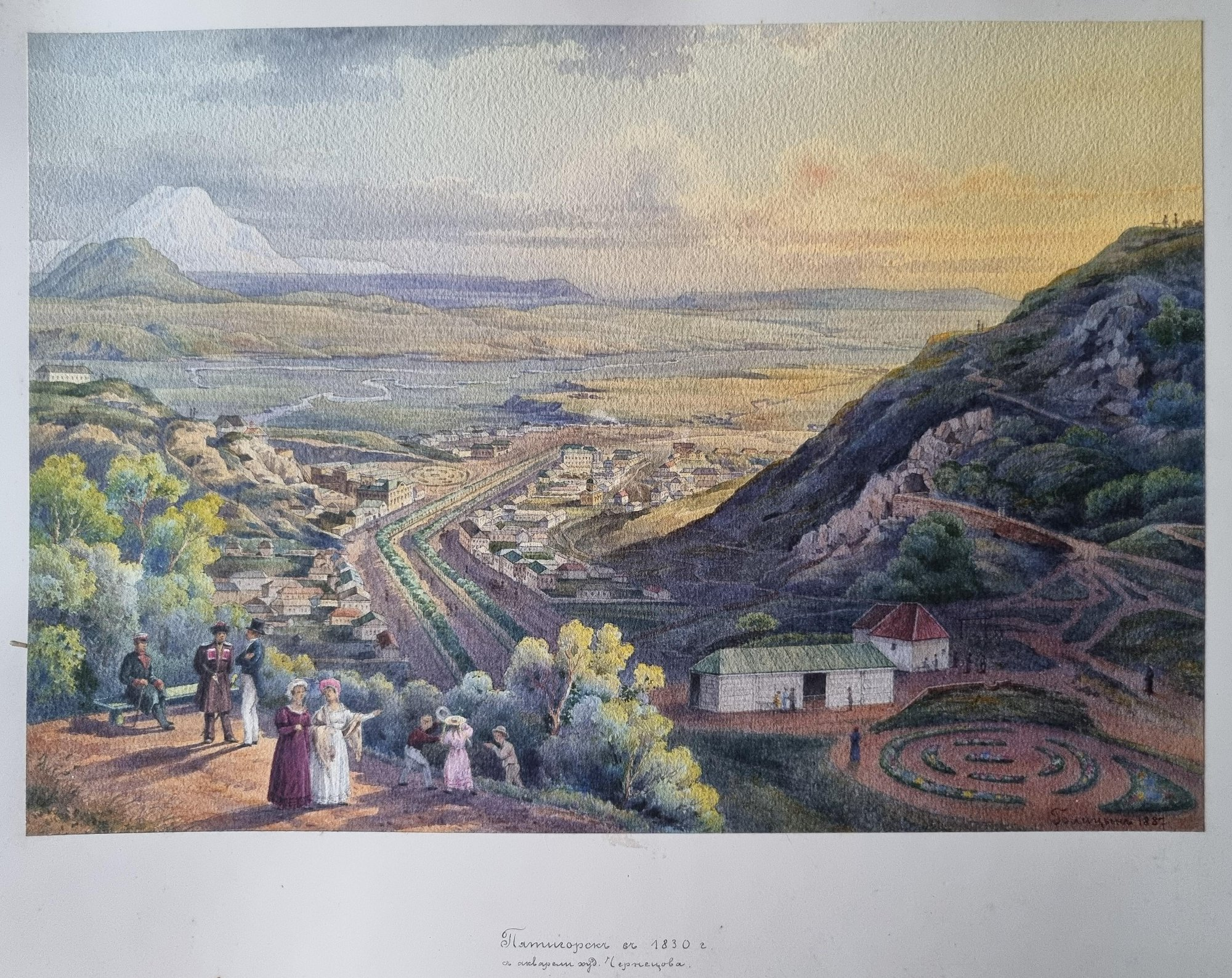
Вид Пятигорска. Черенцов Н. Г.  (1830)
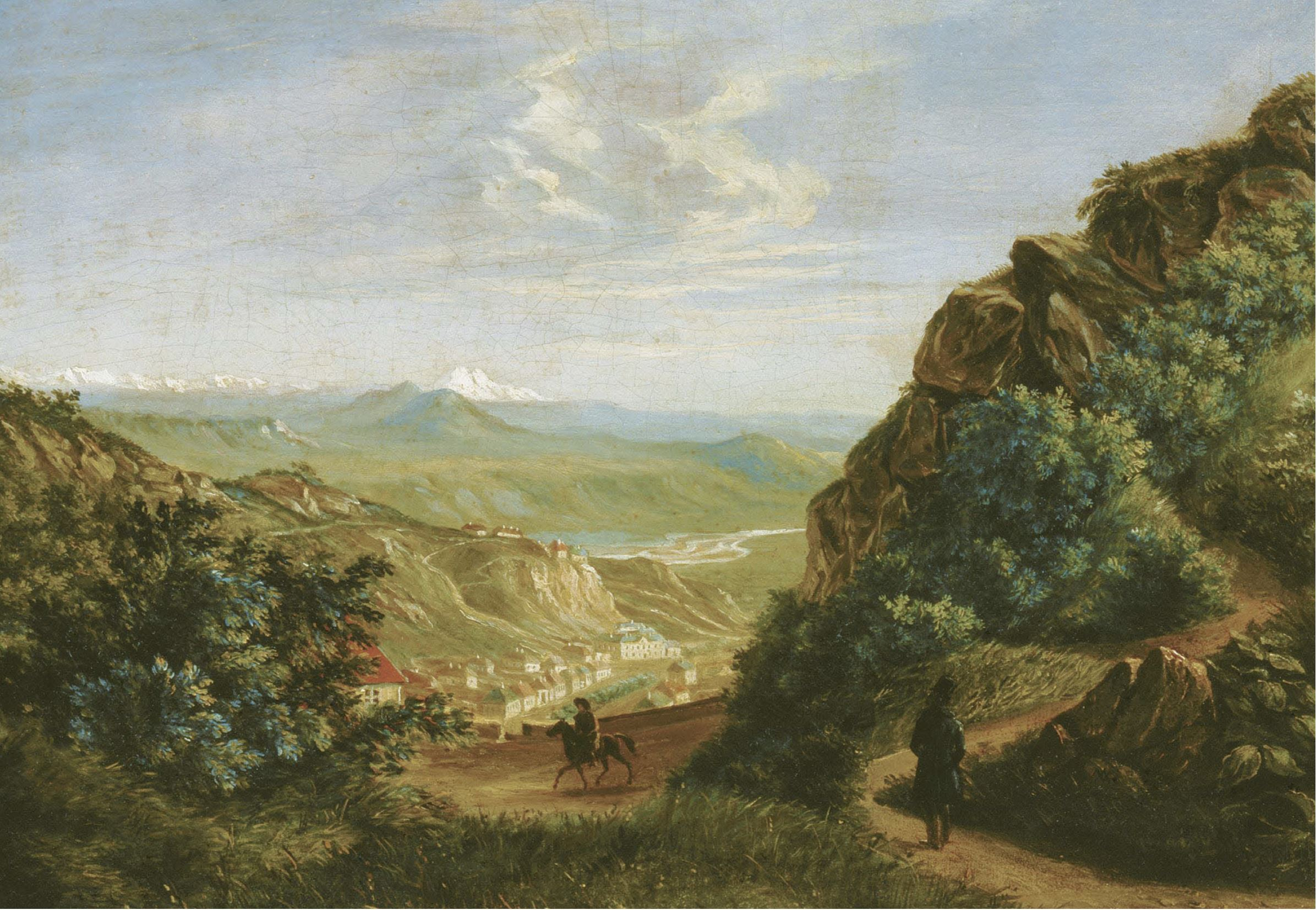
Вид Пятигорска. Лермонтов М. Ю. (1837)

24 апреля 1803 года начинается официальная история Пятигорска как города-курорта, когда был подписан знаменитый Рескрипт Александра I «О признании государственного значения Кавказских Минеральных Вод и необходимости их устройства».
Застройкой Кавказских Минеральных Вод и в частности Пятигорска занимались архитекторы Джиованни и Джузеппе Бернардацци. Именно братья Бернардацци выстроили гостиницу с ресторацией, каменное здание Николаевских ванн, Дом для неимущих офицеров, деревянные Сабанеевские, Солдатские ванны и др. В 1828 году Джузеппе Бернардацци представляет проект будущего города, который позже будет рассмотрен в комитете министров в феврале 1830 года.
10/22 декабря 1827 года в Петербурге создано особый (специальный) временный комитета для согласования планов благоустройства КМВ. В 1828 году комитет ввёл названия всем источникам и селениям при главных из них: Горячеводск, Железноводск и Кисловодск.

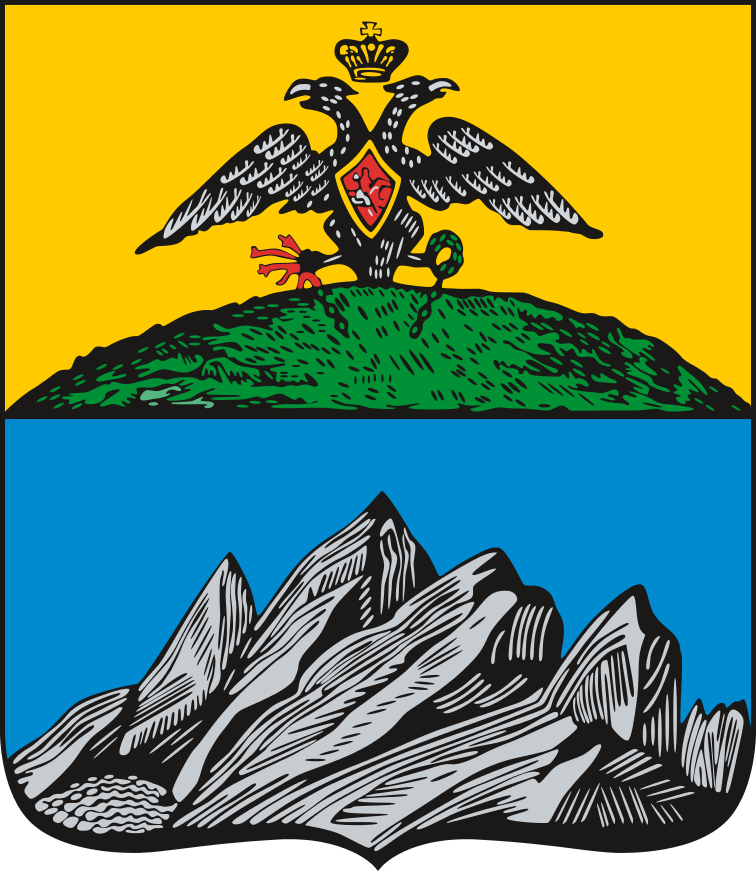
Герб города (1842)

В 1842 году был утверждён герб города Пятигорска. Вверху — герб Кавказской области, внизу — изображение горы Бештау.
21.05/3.06 1874 года на основании Высочайше утвержденного Александром II мнения Государственного Совета о проведении новой границы между Ставропольской губернией и Терской областью от Ставропольской губернии к Терской области отчислены г. Пятигорск и Пятигорский уезд.
В 1881 году «Пятигорск и Железноводск отчислить от Ставропольской губернии в состав Георгиевского уезда Терской области, и затем, сделав город Пятигорск административным центром сего округа, переименовать оный в Пятигорский». В округ вошли все КМВ.

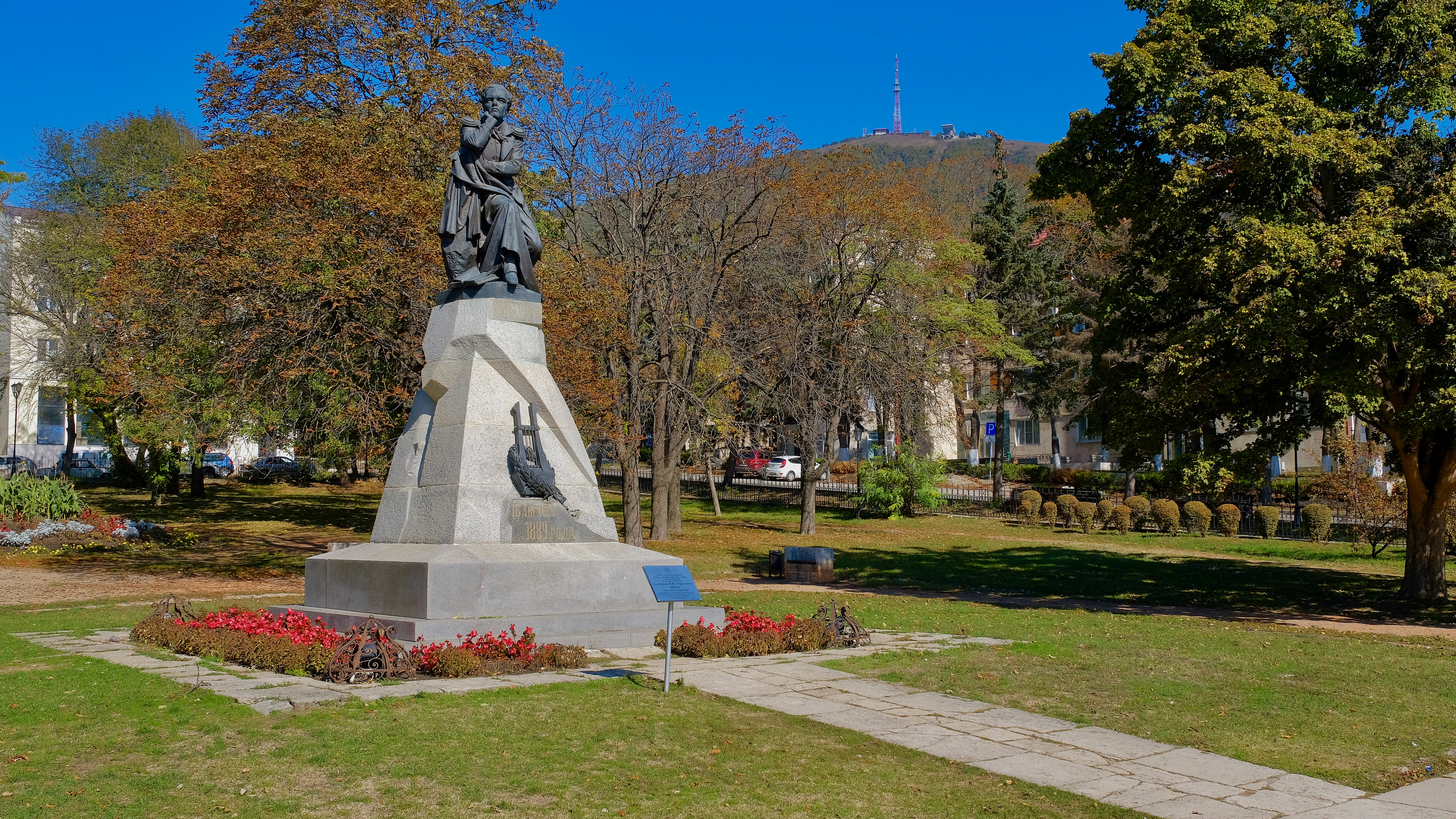
Памятник М. Ю. Лермонтову на фоне горы Машук

1889 год — открытие в Пятигорске памятника М. Ю. Лермонтову, первого в Российской империи. Сбор средств продолжался 18 лет.

План Пятигорска начала XX века из «Иллюстрированного практического путеводителя по Кавказу» Г. Г. Москвича

1903 год — проведены первые линии трамвая, связавшие вокзал с Цветником и далее с Сабанеевскими (Пушкинскими) ваннами и Провалом. В том же году в Пятигорске был открыт величественный храм Лазаря Четверодневного, службы в котором ведутся и в наши дни. 5 мая 1904 года было запущено регулярное трамвайное сообщение по линии «Вокзал — Елизаветинская галерея». 14 августа 1904 года было запущено регулярное движения трамваев по южному склону Машука на Провал. Билет на трамвай стоил 10 коп. Эксплуатация трамвая была сдана торговому дому «Братья Лейзеровичи» с арендной платой в 25000 руб. в год.

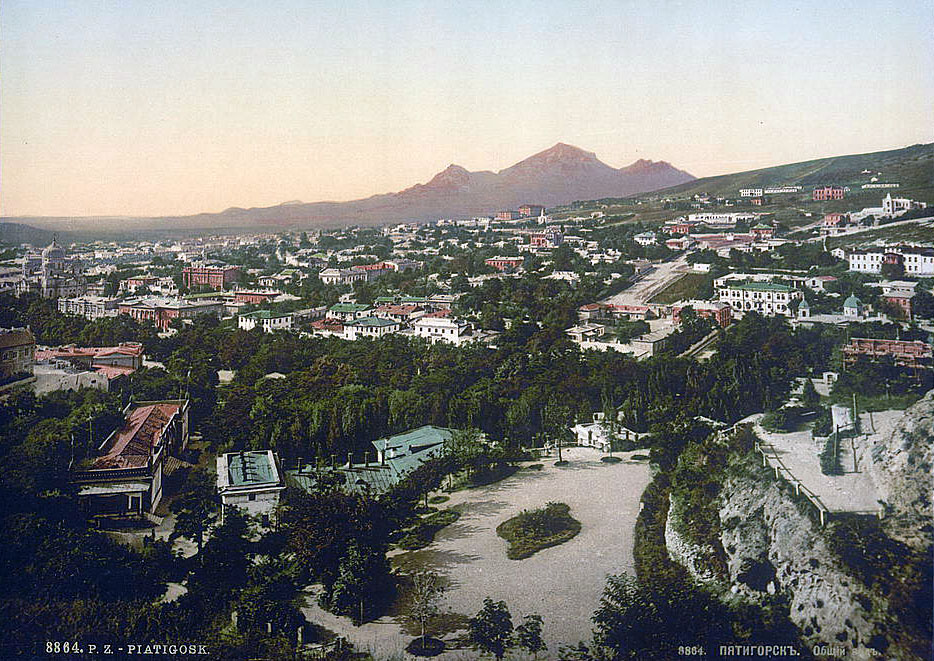
Вид Пятигорска в начале XX века

1 марта 1918 года. На II съезде народов Терека в Пятигорске провозглашена Терская советская республика.
В 1918 году в Пятигорске выпускались казначейские знаки.
13 апреля 1921 год учреждается Терская губерния, с сентября её центром становится Пятигорск.
В период с 10 января 1934 года по 1937 год (по другим данным до 15 декабря 1936 года) город был административным центром Северо-Кавказского края.
В годы Великой Отечественной войны санатории Пятигорска были перепрофилированы в госпитали. 9 августа 1942 года город оккупирован немцами. В боях за Пятигорск 9—10 августа 1942 года отличились курсанты и офицеры Полтавского тракторного училища.
11 января 1943 года части 9-й и 37-й армий освободили Пятигорск от немецких захватчиков.
20 августа 1953 года был упразднён Горячеводский район. Его территория передана Пятигорскому горисполкому.
7 февраля 1966 года — станица Горячеводская преобразована в рабочий посёлок Горячеводский и передана из Предгорного района в подчинение Пятигорскому Совету депутатов.
31 июля 1980 года указом Президиума Верховного Совета СССР за успехи, достигнутые трудящимися города в хозяйственном и культурном строительстве, отмечая их заслуги в становлении советской власти на Северном Кавказе, в борьбе с немецко-фашистскими захватчиками в годы Великой Отечественной войны, в развитии здравоохранения и в связи с 200-летием со дня основания город награждён орденом Трудового Красного знамени.
19 января 2010 — Пятигорск стал центром созданного образования Северо-Кавказский федеральный округ Российской Федерации.

## Население
Пятигорск — крупнейший город-курорт полицентрической Кавказско-Минераловодской агломерации (численность которой около миллиона человек). По численности населения Пятигорск занимает второе место в крае после Ставрополя.
| 1831     | 1836     | 1842     | 1856     | 1865     | 1866     | 1875     | 1877     | 1885     | 1897     |
| -------- | -------- | -------- | -------- | -------- | -------- | -------- | -------- | -------- | -------- |
| 302      | ↗1175    | ↗2324    | ↗6900    | ↘6350    | ↗8862    | ↗13 166  | ↘11 906  | ↗12 329  | ↗18 440  |
| 1899     | 1904     | 1905     | 1913     | 1914     | 1916     | 1923     | 1925     | 1926     | 1931     |
| ↗20 000  | ↗25 059  | ↗27 000  | ↗32 000  | ↗35 307  | ↗38 000  | ↗38 097  | →38 097  | ↗41 000  | ↗55 607  |
| 1937     | 1939     | 1943     | 1959     | 1961     | 1962     | 1967     | 1970     | 1973     | 1975     |
| ↗79 088  | ↘63 162  | ↘42 426  | ↗69 617  | ↗73 000  | ↗74 000  | ↗81 000  | ↗93 085  | ↗98 000  | ↗105 000 |
| 1976     | 1979     | 1982     | 1985     | 1986     | 1987     | 1989     | 1990     | 1991     | 1992     |
| →105 000 | ↗109 901 | ↗115 000 | ↘113 000 | ↗120 000 | ↗121 000 | ↗129 499 | ↘126 000 | ↗131 000 | ↗132 000 |
| 1993     | 1994     | 1995     | 1996     | 1997     | 1998     | 1999     | 2000     | 2001     | 2002     |
| →132 000 | →132 000 | ↘128 000 | ↗129 000 | ↗134 000 | ↘129 000 | ↗133 100 | ↘132 500 | ↘126 800 | ↗140 559 |
| 2003     | 2004     | 2005     | 2006     | 2007     | 2008     | 2009     | 2010     | 2011     | 2012     |
| ↗140 600 | ↘139 800 | ↘139 700 | ↘139 500 | ↘139 300 | ↗140 100 | ↗141 084 | ↗142 511 | ↗142 664 | ↗143 784 |
| 2013     | 2014     | 2015     | 2016     | 2017     | 2018     | 2019     | 2020     | 2021     | 2023     |
| ↗145 427 | ↗145 952 | ↗145 971 | ↘145 448 | ↗145 836 | ↗145 885 | ↗146 262 | ↗147 861 | ↘146 473 | ↘144 955 |
| 2024     | 2025     |          |          |          |          |          |          |          |          |
| ↘143 428 | ↘142 895 |          |          |          |          |          |          |          |          |

На 1 января 2025 года по численности населения город находился на 123-м месте из 1124 городов Российской Федерации.
Площадь города — 97 км2, плотность населения — 2398,1 чел/км2.
 Гендерный состав 
По итогам переписи населения 2010 года проживали 63 916 мужчин (44,85 %) и 78 595 женщин (55,15 %).
Национальный состав
По итогам переписи населения 2010 года проживали следующие национальности (национальности менее 1 %, см. в сноске к строке «Другие»):
| № | Национальность | Численность, чел. | Доля     |
| - | -------------- | ----------------- | -------- |
| 1 | Русские        | 101 857           | 71,47 %  |
| 2 | Армяне         | 18 972            | 13,31 %  |
| 3 | Азербайджанцы  | 4346              | 3,05 %   |
| 4 | Украинцы       | 2549              | 1,79 %   |
| 5 | Кабардинцы     | 1647              | 1,16 %   |
| 6 | Другие         | 13 140            | 9,22 %   |
|   | Итого          | 142 511           | 100,00 % |

Национально-культурные объединения
- Горячеводская казачья община
- Объединение украинцев на КМВ «Ятрань»
- Союз поляков на Кавказских Минеральных Водах
- Азербайджанская община «Араз»
- Еврейская община «Геула»
- Немецкая национально-культурная автономия «Квелле»
- Национально-культурная община «Греки Пятигорска»
- Пятигорская армянская национально-культурная автономия
- Татарская национально-культурная община
- Центр народов Дагестана
- Общественно-культурный центр выходцев из Чеченской республики на КМВ «Барт»
- Осетинская национально-культурная автономия «Иристон»
- Общественная организация адыгов г. Пятигорска «Пятигорские Черкесы»
- Комитет социальной защиты ветеранов и инвалидов силовых структур и правоохранительных органов по Южному и Северо-Кавказскому Федеральным округам

Языковой состав
По данным переписи 1897 года:
| Язык                       | Численность, чел. | Доля     |
| -------------------------- | ----------------- | -------- |
| Русский («великорусский»)  | 12 788            | 69,34 %  |
| Украинский («малорусский») | 2 594             | 14,07 %  |
| Армянский                  | 589               | 3,19 %   |
| Немецкий                   | 441               | 2,39 %   |
| Польский                   | 435               | 2,36 %   |
| Осетинский                 | 365               | 1,98 %   |
| Еврейский                  | 319               | 1,73 %   |
| Греческий                  | 202               | 1,10 %   |
| Литовский                  | 119               | 0,65 %   |
| Другие                     | 588               | 3,19 %   |
| Итого                      | 18 440            | 100,00 % |

В настоящее время официальным и основным языком города является русский.
Религиозный состав
По переписи 1897 года распределение по вероисповеданию: православных (86,5 %), католики (3,5 %), армяне (3,3 %), лютеране (2,4 %), иудеи (1,8 %), магометане (1,9 %), прочие (0,6 %).

## Административно-политическое устройство

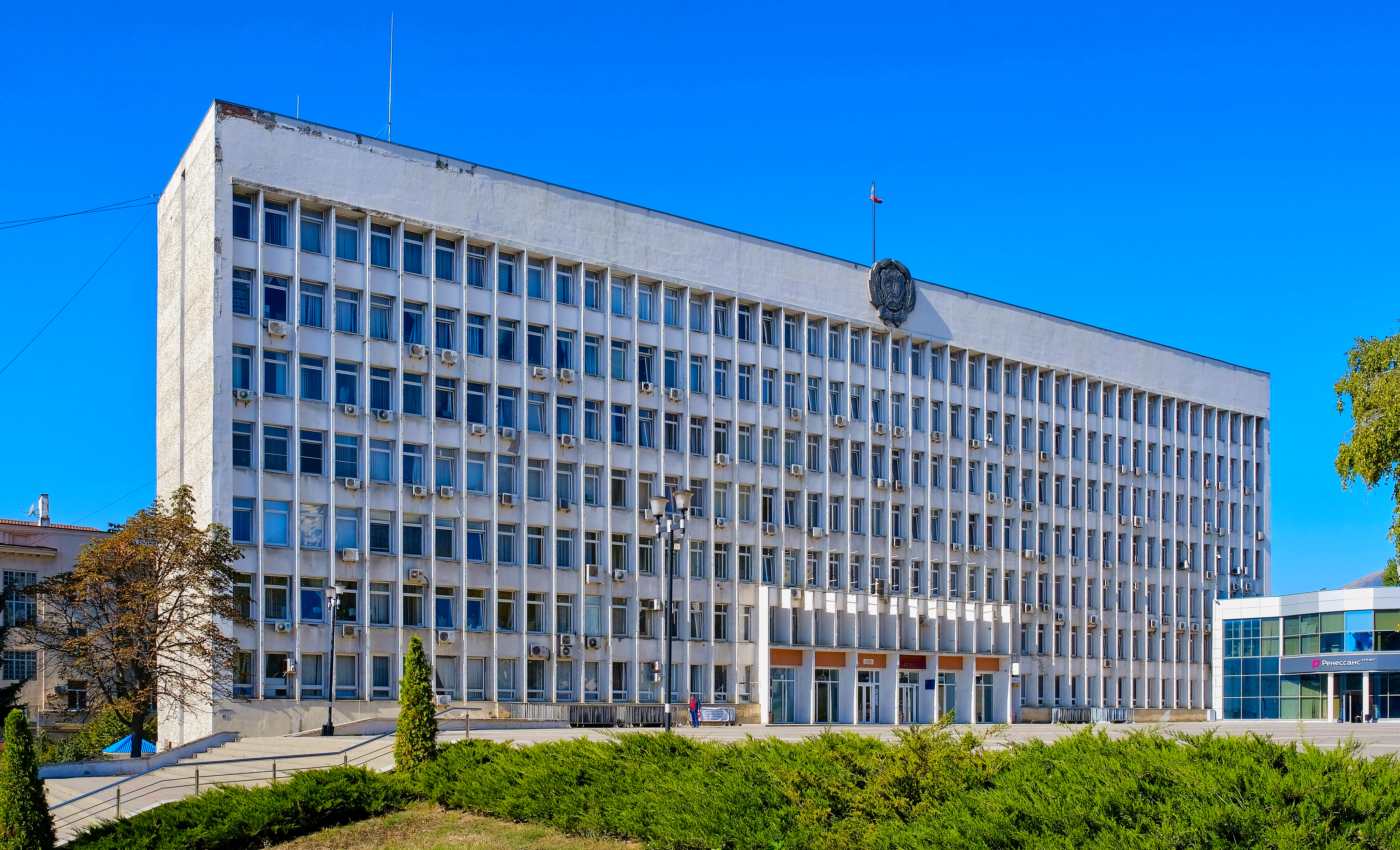
Здание городской администрации

Городской округ и местное самоуправление
В состав муниципального образования города-курорта Пятигорск входят следующие территории административно-территориального подчинения: город Пятигорск, посёлок Горячеводский, пос. Свободы, станица Константиновская, посёлок Нижнеподкумский, посёлок Средний Подкумок, село Золотушка (хутор Казачий), село Привольное. В 1966 году станица Горячеводская преобразована в рабочий посёлок Горячеводский и передана из Предгорного района в подчинение Пятигорскому Совету депутатов трудящихся.
История городского управления, является частью истории Пятигорска и неразрывно связана с процессами, происходившими в социальной жизни общества. Пятигорское городское общественное самоуправление берёт своё начало с 1830-х годов. В 1838 году первым головой стал Максим Симонов. В 1893 году были созданы новые органы городского самоуправления — Городская дума и Городская Управа. Была усовершенствована система управления городским строительством. В 1918-20 годах власть в Пятигорске переходила в руки различных воюющих сторон. В советское время установился институт секретарей горкомов партии, который просуществовал до 1991 года. С переходом к новому государственному устройству городское управление ведётся главой города или администрации.
Действующий устав города принят Думой 31 января 2008 года. Последние изменения в Устав города были внесены решением Думы города Пятигорска от 24 апреля 2014 года. Дума города Пятигорска состоит из 33 депутатов, избираемых на основе мажоритарной избирательной системы по трёхмандатным избирательным округам путём всеобщего, равного и прямого избирательного прав при тайном голосовании. Депутаты Думы города Пятигорска осуществляют свои полномочия, как правило, на непостоянной основе. Срок полномочий Думы города — 5 лет. Глава города избирается всеобщим прямым тайным голосованием. Срок полномочий также 5 лет.
Микрорайоны
Административно Пятигорск поделён на территории:
- Микрорайон «Центр»
- Микрорайон «Белая Ромашка» и посёлок Энергетик
- Микрорайон «Бештау — Горапост» (прежнее название «Квартал Е»)
- Микрорайон «Новопятигорск — Скачки»
- Посёлок Горячеводский
- Посёлок Свободы, село Золотушка, село Привольное
- Станица Константиновская, посёлок Средний Подкумок, посёлок Нижнеподкумский

В градостроительной структуре Пятигорска выделяются нижняя (западная) часть с жилой застройкой, промышленными предприятиями (Промзона-2), административными зданиями, и верхняя (восточная) часть, у западного подножия и на южном слоне горы Машук, с курортно-бальнеологическими учреждениями (курортные районы Цветника и Провала). Современные жилые микрорайоны возведены в северо-восточной части (Белая Ромашка и Студенческий городок), северной (у гор Пикет и Пост — микрорайоны Бештау и Горапост), западной (Скачки, Новопятигорск и Западный) частях города.
Раньше существовала, ставшая историческим, Константиногорская слободка (позже переименованная в Красную слободку, давшую, в частности, название кладбищу). Переименована в память восстания 1920 года против белогвардейцев молодёжи слободки, выступившей против насильственной мобилизации в Добровольческую армию генерала А. И. Деникина. Также в память об этом событии названы улицы Восстания и Февральская.

## Административный центр федерального округа

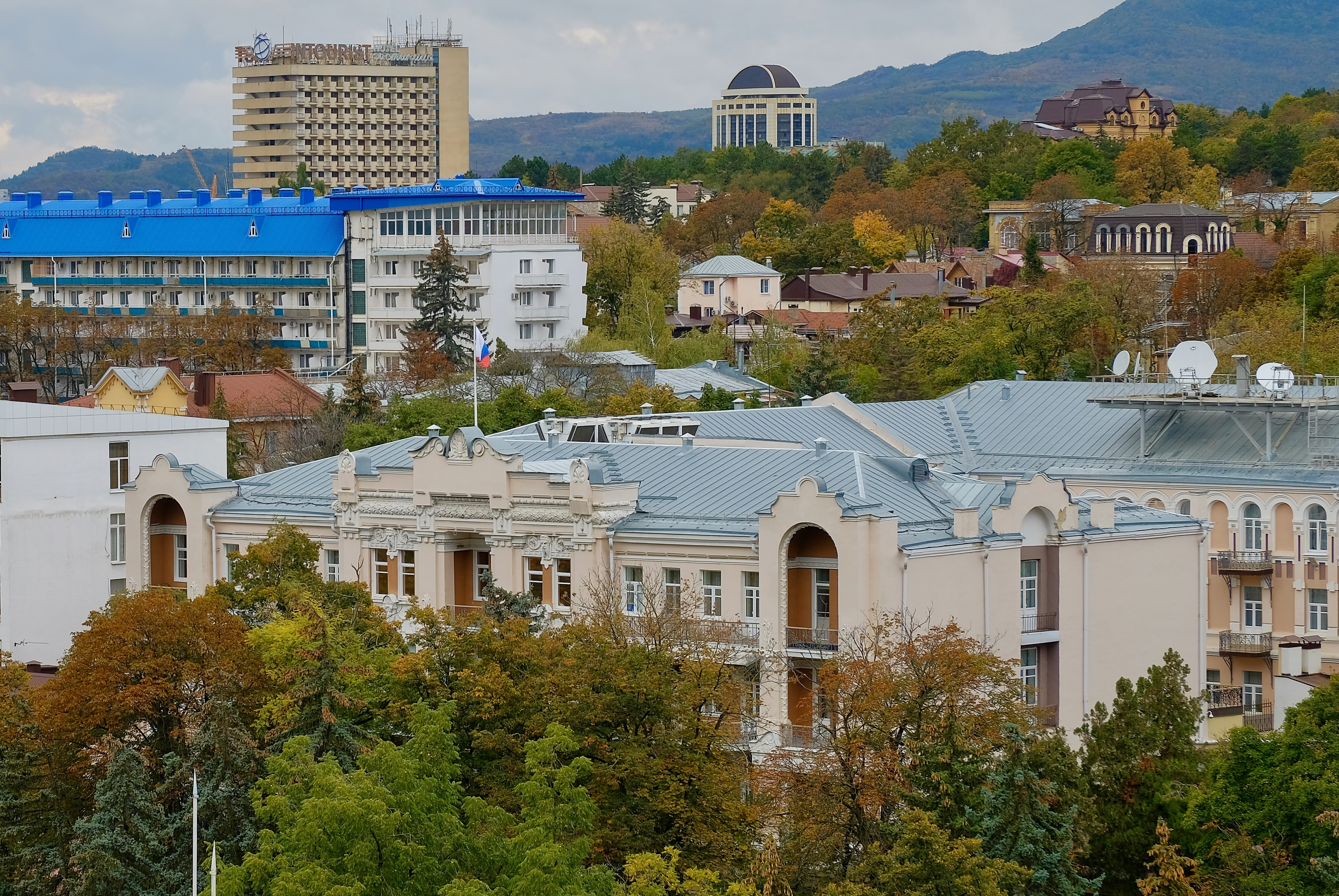
Здание бывшей гостиницы «Бристоль», ныне резиденция полномочного представителя Президента в СКФО

19 января 2010 года указом президента России Д. А. Медведева город стал центром вновь образованного Северо-Кавказского федерального округа. Некоторое время резиденция первого полномочного представителя Президента в СКФО располагалась в Ессентуках. В 2011 году городская дума Пятигорска приняла решение о передаче в федеральную собственность помещения для полпредства. С того времени резиденция полпреда размещается в здании бывшей гостиницы «Бристоль» (в позднесоветские времена — гостиница «Машук») по адресу проспект Кирова, 26.
В 1934 году Пятигорск уже становился центром Северного Кавказа — административным центром вновь образованного Северо-Кавказского края.

## Экономика
Промышленность
Промышленность Пятигорска ориентирована главным образом на обслуживание потребностей курорта.
Имеются предприятия пищевой промышленности: мясной, молокозавод, хлебозавод (вступил в строй в октябре 1929 года, производительностью 500 пудов (около 8 тонн) хлеба в день) и др. Уникальное географическое расположение города вблизи многочисленных источников минеральных вод предопределило развитие предприятий по розливу минеральной воды.
- Хладокомбинат «Холод» — предприятие занимается производством мороженого, замороженных продуктов и полуфабрикатов.
- Пятигорский молочный комбинат — предприятие занимается производством молочных продуктов.
- Пятигорский хлебокомбинат «Семь печей» — предприятие производит хлебобулочные изделия.
- Кондитерская фабрика «Экон». Первая кондитерская фабрика в Пятигорске была открыта 11 мая 1943 года, первая продукция — печенье, пряники[103]. В 1965 году первую продукцию дала кондитерская фабрика, ставшая с 1979 года. экспериментальной и получившей название «Экон». Некоторые виды продукции не выпускались больше нигде на Северном Кавказе. Закрыта в 2006 году.
- Государственный маслобойный завод. Образован в 1937 году. Упоминается до 1966 года[104].
- Мясокомбинат. В 1904 году были построены городские скотобойни, ставшие нанешним мясокомбинатом[28][105].
- Пятигорский завод «Импульс» — приборы и системы радиационного контроля для атомной энергетики и промышленности[106]. Основан 8 апреля 1963 года как завод автономного приборостроения (филиал Союзного научно-исследовательского института приборостроения)[107]. В 1965 году преобразован в опытный завод «Импульс»[108].
- Завод «Пятигорсксельмаш» — инкубаторы, машины и оборудование для птицеводства. Основан 28 сентября 1908 года. 10 марта 2016 года завод прекратил своё существование после присоединения к АО «Электротехнические заводы „Энергомера“»[109]. Филиал «Пятигорсксельмаш-Дон» передан «Волгасельмаш»[110].
- Машиностроительный завод «ПРОФИТЭКС» — оборудование для пищевой промышленности. Открыт в 2001 году[111].
- ОАО «Станкотерм» — выпускающий отопительное и коммунальное оборудование. Завод учреждён в 1998 году на базе Пятигорского станкоремонтного завода, основанного в 1965 году[112].
- ОАО «ЭЛИЗАР». Основано 25 февраля 1944 года как Пятигорский опытный завод ВНИИМЭМ (Всесоюзный научно-исследовательский институт малых электрических машин)[113].
- Электромеханический завод «Севкавсельэлектро». Основан в 1940 году (со слов старожилов завода) и просуществовал по крайней мере до 1963 года. Завод занимался изготовлением трансформаторов, электродвигателей для сельских электростанций совхозов и колхозов, а также их ремонтом. Деятельность завода охватывала весь Советский Союз[104].
- Мотороремонтный завод. Упоминается в 1945 году[105].
- Обувная фабрика
- Ковровая фабрика им. Ильича. В 1929 году мастерицы ручного ковроткачества, работающие на дому в качестве кустарей-одиночек, решили объединиться в единую промысловую артель. Это были в основном немолодые армянские женщины, выходцы из Нагорного Карабаха. Они привезли с собой ручные станки, вручную пряли и красили шерсть, ткали ковры, заимствуя рисунки с готовых изделий, качество ковров было очень хорошим, но производительность труда была низкой. Одна из ткачих Майка Погосовна Парсегова обратилась в 1929 году в горисполком с просьбой помочь организовать артель. Женщинам было выделено помещение в торговых складах ул. Сенной (ул. Мира). Терский промысловый союз решил включить в свой состав промысловую артель ковроткачих. Окончательно оформление артели происходит в августе 1930 года, тогда же она получила наименование ковровой артели им. Ильича[104].

В 1931 году для повышения рентабельности, кроме ковроткацкого дела были созданы трикотажный, красильный, вязки шерстяных платков. В годы войны артель производила трикотажно-вязальные швейные изделия, а также выполнялся ремонт одежды для нужд армии. С 1960 года Пятигорская ковровая фабрика им. Ильича. В 1970-е годы ковры фабрики экспонировались не только на выставках СССР, но и в Англии, Брюсселе, Индии, а с 1964 года поставлялись в ФРГ, Бельгию, Швейцарию и другие. В 1963 году фабрика получила новое здание, что позволили резко увеличить выпуск ковров и ковровых изделий.
С середины 1950-х годов стала называться прядильно-ткацкой фабрикой, в 1990-х годах — АО «Жакко» (Жаккардовое ковровое объединение). Ныне предприятие закрыто.
- Обработка кожи и меха и пошив верхней меховой одежды.
- Швейная фабрика «Машук». Во время оккупации разрушена. В октябре 1943 года восстановлена и вступила в строй[103].

История
- Завод «Прометей». Упоминается в июне 1943 года[103]
- Завод «Красный факел» (на Кабардинке). Упоминается в июне 1943 года[103]
- Артель им. Ильича. Упоминается в июне 1943 года[103]
- Колбасный завод. Начал работу 9 марта 1919 года[115].

Торговля и общественное питание
Пятигорск является крупнейшим торговым центром Ставропольского края (более четверти всего торгового оборота края). На территории и в окрестностях города расположены 12 рынков. На восточной окраине Пятигорска (на восточной окружной — автомагистрали «Р-217 Кавказ», конечная остановка трамваев «Георгиевская») расположен крупнейший в Северо-Кавказском Федеральном округе торговый комплекс «Предгорье» (чаще именуемый «Людмила»); кроме собственно «Людмилы» включает рынки: «Лира», «ГРиС», «Аргашок», «Латик», «Горячеводск», «Терский казачий», «Авторынок», и «XXI век». Некоторые рынки (или павильоны) работают круглосуточно. Непосредственно на территории Пятигорска расположено шесть рынков: «Верхний рынок», «Лермонтовский рынок», «Рынок Гарант», «Терский казачий рынок» (переулок Степной), «Терский казачий рынок» (улица Советская), «Татьяна и К». В конце 2010 года на Бештаугорском шоссе открыт гипермаркет «МЕТРО Кэш энд Керри». По состоянию на 2019 год в торговле занято более 20000 человек, работающих на 1697 предприятиях.
В городе работает более 400 предприятий общественного питания на 15000 посадочных мест: кафе, рестораны, столовые, большая часть из которых расположена в пределах главного бульвара — проспекта Кирова, вдоль главных городских магистралей и в курортной зоне. В летнее время на улицах города организуется выносная торговля прохладительными напитками, мороженым, сезонными ягодами и фруктами.
Проектные строительные организации
- Институт урбанистики Пятигорскэнергопроект. На базе проектно-изыскательского отдела Северокавказского треста «Сельэлектро» 19 мая 1950 года была организована самостоятельная зональная проектно-изыскательская контора «Севкавсельэлектропроект». 16 мая 1951 года зональная контора была переименована в Пятигорский филиал «Гипросельэлектро»[104]. В 2000-е годы произошла диверсификация деятельности, в 2014 году организация сменила название[119]. Занимается проектированием инженерных сооружений, сетей, систем и оборудования.
- Кавказкурортпроект (проектирование в строительстве). Основан в 1966 году, как архитектурно-планировочная мастерская при «Союзпроекте»[120]. Занимается проектированием зданий и инфраструктуры лечебно-оздоровительных учреждений, а также зданий общественного и жилого назначения. В Пятигорске по проектам компании построены или возводятся: здание средней школы № 31, торговых центров на улице Ермолова, происходит реконструкция здания Универмага[121].
- Севкавгипроводхоз (проектирование водохозяйственного и мелиоративного строительства). Основан в 1927 году, как проектная группа в составе водохозяйственной организации «Терстрой». Занимается проектированием и обслуживанием сооружений на территории Северного Кавказа[122].
- Гражданпроект. Проектная организация основана в 1961 году[120]. В Пятигорске специалисты организации проектировали: железнодорожный вокзал, здание администрации города, здание библиотеки имени М. Горького, питьевую галерею на проспекте Кирова, верхнюю радоновую лечебницу и многие санаторно-курортные и лечебные учреждения в Пятигорске, а также городах КМВ[123].
- Проектный институт архитектуры и градостроительства. В 2019 году организация ликвидирована.
- Проектный институт Ставрополькоммунпроект. Основан в 1963 году. Организация ведёт деятельность в области архитектуры, инженерных изысканий[124].

Банки
- Сбербанк России;
- Ставропольпромстройбанк. Открыт 26 декабря 1990 года[125].

Другое
- Фабрика сувенирных изделий[104].

В январе 1960 года на базе объединения мелких предприятий: валяльно-обувной и галантерейной фабрик, артелей «Кавказ», «Производственник» был создан производственный комбинат краевого управления местной промышленности, в 1967 году на базе производственного комбината с целью улучшения качества сувенирных изделий и развития народных художественных промыслов была создана Пятигорская фабрика сувенирных изделий.
В 1971 году было организовано Пятигорское объединение народно-художественных промыслов «Сувенир» на базе Пятигорской (головное предприятие) и Кисловодской фабрик сувенирных изделий, Пятигорской ковровой фабрики и цеха художественной россыпи ткани Ессентукского производственного комбината.
- Горместпромкомбинат. Упоминается в 1945 году[105].
- Пятигорская межобластная ветеринарная лаборатория по борьбе с болезнями птиц. Открыта в январе 1936 года как Пятигорская межсовхозная ветеринарно-бактериологическая лаборатория. С 14.11.1957 года реорганизована в специализированную лабораторию по борьбе с болезнями птиц, прикрепив к ней для обслуживания Ставропольский и Краснодарский край, Северо-Осетинскую, Кабардино-Балкарскую, Дагестанскую и Чечено-Ингушскую АССР, восточную область и Калмыцкую АССР[104].
- Ставропольская зональная лесосеменная станция. Грозненская контрольная станция лесных семян организована в июне 1949 года в станице Шелковской Грозненской области. В 1954 году станция переходит в ведение министерства сельского хозяйства СССР, перебазируется в Пятигорск и переименовывается в Ставропольскую межобластную контрольную станцию лесных семян. С марта 1967 года переименована в Ставропольскую лесосеменную станцию. Район деятельности станции охватывает управления лесного хозяйства и их лесхозы, лесопитомники и конторы «Главлесссем», расположенные на территории Дагестанской, Чечено-Ингушской, Северо-Осетинской, Кабардино-Балкарской, Калмыцкой АССР и Ставропольского края[104].

## Природные лечебные ресурсы
Пятигорск располагает разнообразными природными лечебными ресурсами. Имеется свыше 40 источников минеральных вод, отличающихся по химическому составу и температуре воды; некоторые из них радоновые. Из расположенного близ Пятигорска Тамбуканского озера добывают ценную в терапевтическом отношении сульфидную иловую грязь. Благоприятные климатические условия, которые складываются летом и в начале осени, позволяют использовать их для климатотерапии.
Минеральные воды
В настоящее время на Кавказских Минеральных Водах с лечебной целью используются свыше 100 источников [130 — 2003 г.] (12)13 различных типов лечебных натуральных вод сложного химического состава (треть из которых изливаются на поверхность земли из недр горы Машук). Общий дебит минеральных вод достигает 12 млн л в сутки.
Из всех лечебных факторов Пятигорска наибольшее значение имеют его минеральные источники, история открытия, изучения и использования которых неразрывно связана с историей становления курорта, давно ставшего культурным и административным центром Кавказских Минеральных Вод. За редкое разнообразие минеральных источников, сосредоточенных на небольшой площади вокруг горы Машук, Пятигорск иногда называют «Природным музеем минеральных вод». Длительное время в Пятигорске использовали с лечебными целями только горячие серные источники (выходят из трещин горы Горячей — отрога горы Машук), потому поселение до получения официального названия назывался Горячими Водами или Горячеводском (не путать с курортом Горячеводск). Источники Холодный нарзан (10-19° С, открыт в мае 1902 года горным инженером Э. Э. Эйхельманом у подошвы Машука) и Тёплый нарзан (открыт в 1914 году) для лечения не применялись. Радиоактивность серных вод Пятигорска была открыта ещё в октябре 1913 года физиком А. П. Соколовым, однако только с 1980-х годов радоновые воды стали находить широкое применение.
В соответствии с современной классификацией минеральные воды Пятигорска объединяются в следующие бальнеологические группы:
- углекислые воды (горячие, тёплые, холодные) — первый пятигорский тип;
- углекисло-сероводородные сложного ионно-солевого состава — второй пятигорский тип;
- радоновые воды — третий пятигорский тип;
- минеральные воды ессентукского типа (углекислые и углекисло-сероводородные)
- бальнеологическая группа вод «без специфических компонентов и свойств» (азотные термы, метановые воды с повышенным содержанием йода и брома, слабоуглекислая хлоридная натриевая вода типа Арзни (Армения)).

В Пятигорске 38 действующих скважин: эксплуатируются 23 скважины, 15 являются наблюдательными и находятся в резерве.
Углекислые воды. Углекислые минеральные воды Пятигорска (источников № 1, 4, 7, 19, 24, Красноармейский новый) издавна называли «пятигорскими нарзанами» и в зависимости от температуры воды подразделяли на холодный нарзан (№ 1), тёплые нарзаны (№ 4, 7, 24., Красноармейский новый), горячий нарзан (№ 19). По содержанию углекислоты минеральные воды Пятигорского курорта в большинстве слабоуглекислые (0,5—1,4 г/л) и углекислые средней концентрации (свыше 1,4 г/л). Самое низкое содержание углекислоты отмечается в воде радоновых источников (до 0,48 г/л), самое высокое — в воде скважины № 24 (1,72 г/л). Пятигорские нарзаны (Холодный и Тёплый нарзаны, Красноармейские источники) применяются для питьевого лечения и бальнеопроцедур.
Сульфидные воды — основной тип Пятигорских минеральных вод. Эта группа источников известна с глубокой древности. Сульфидные воды Пятигорска относятся к слабосульфидным — содержание общего сероводорода соответствует 10 мг/л, то есть той минимальной концентрации, когда минеральные воды можно отнести к сульфидным лечебным водам. Особенность сульфидных вод Пятигорска в том, что они слабоуглекислые (СО2 0,70-1,2 г/л), по ионному составу — сульфатно-гидрокарбонатно-хлоридные кальциево-натриевые кремнистые, в основном средней минерализации (5,5 г/л), характеризуются высокой температурой (42-47 °C), терапевтически активной концентрацией кремния (50 мг/л), повышенным содержанием радия и его изотопов. Используются эти воды в основном для бальнеологических процедур (Пироговские, Лермонтовские, Пушкинские, Ермоловские и Народные ванны), а некоторые из них выведены в питьевые бюветы Академической и Питьевой галерей и используются в лечебных питьевых целях.
Сульфидные минеральные воды, используемые для внутреннего применения (питьевое лечение, кишечные процедуры и др.), представлены тремя источниками — Лермонтовского № 2, № 16, № 20. Воды источников № 2 и № 16 по минерализации и по ионному составу идентичны пятигорским нарзанам, отличаются они от них только наличием в своём составе небольшого количества сероводорода — до 10 мг/л. Несколько обособлено стоит сульфидная вода источника № 20. Бювет источника № 20 открыт 7 ноября 1963 года по проекту Л. Ф. Братковой.
Содержание сероводорода в воде этого источника почти в 8 раз (77 мг/л) выше, чем в водах источников № 2 и № 16. По минерализации они ближе к водам ессентукского типа (10,7 г/л). До недавнего времени вода источника № 20 широко применялась при различных болезнях органов пищеварения (кроме заболеваний печени, ввиду большого содержания сероводорода), однако в 1988 году самоизлив этой воды прекратился и для питьевого лечения в настоящее время используются только воды источников № 2 и № 16.
Минеральные воды ессентукского типа, так называемые «соляно-щелочные» воды Пятигорска (источники № 14, 17, 30, 35) используются для питьевого лечения. Эти воды также относятся к группе «углекислых» вод, но отличаются от пятигорских нарзанов большей минерализацией. Воды источников № 14, 17 и 30 с минерализацией 9,9-10,5 г/л близки к воде Ессентуки № 17, вода источника № 35 с минерализацией 7,7 г/л — Ессентуки № 4. В отличие от ессентукских минеральных вод пятигорские «соляно-щелочные» воды слабоуглекислые и содержат небольшое количество сульфатов. Эти воды относятся к холодным и подогреваются в бювете.
Радоновые воды всех источников горы Горячей однотипны по ионному составу с основной пятигорской водой. По сравнению с другими Пятигорскими водами они менее минерализованы (1,3—1,8 г/л) и содержат минимальное количество углекислоты (0,23-0,48 г/л). Содержание радона в разных источниках колеблется в широких пределах: слаборадоновые с концентрацией радона от 14 до 25 нКи/л (500—900 Бк/л), со средней концентрацией радона — 70 нКи/л (2590 Бк/л) и высокорадоновые — 213 нКи/л (7880 Бк). Территориально радоновые воды горы Горячей подразделяются на 2 группы. В южную группу входят теплосерные источники № 1 и № 3, а также источники каптированные радиоштольней № 2. Эта группа представляет основные запасы радоновых вод на Пятигорском месторождении. Северная или «Академическая» группа объединяет воды источников № 2, 4, 6, 8, 10.
Для бальнеолечения в Пятигорской радоновой лечебнице также используется Бештаугорская высокорадоновая минеральная вода. Бештаугорское месторождение минеральных радоновых вод расположено в 8 км к западу от города Пятигорска на восточном склоне горы Бештау. По химическому составу вода скважины № 113 является слабоминерализованной, холодной; содержание радона составляет 180—210 нКи/л (6660-7770 Бк/л).

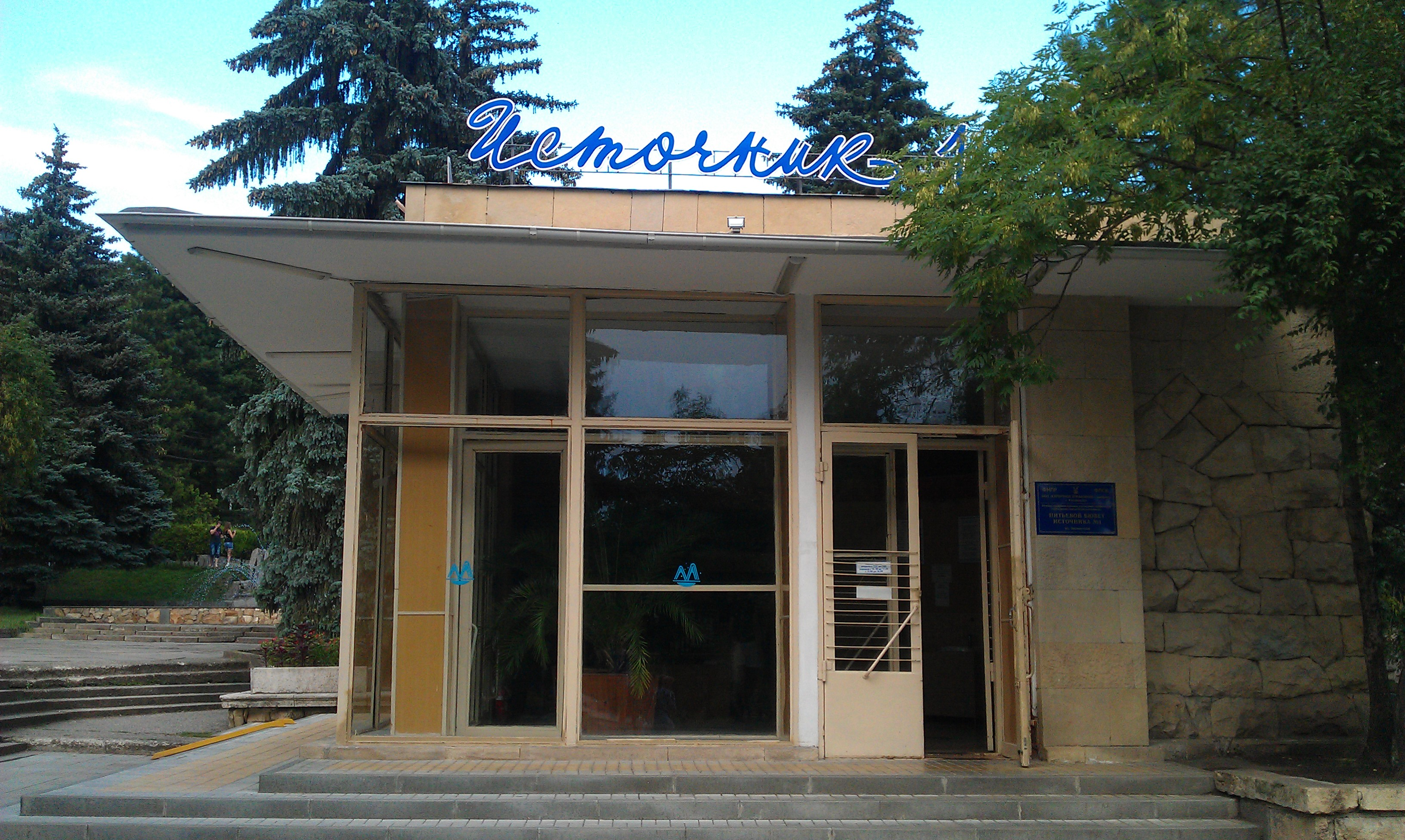
Бювет источника № 1. Пятигорск

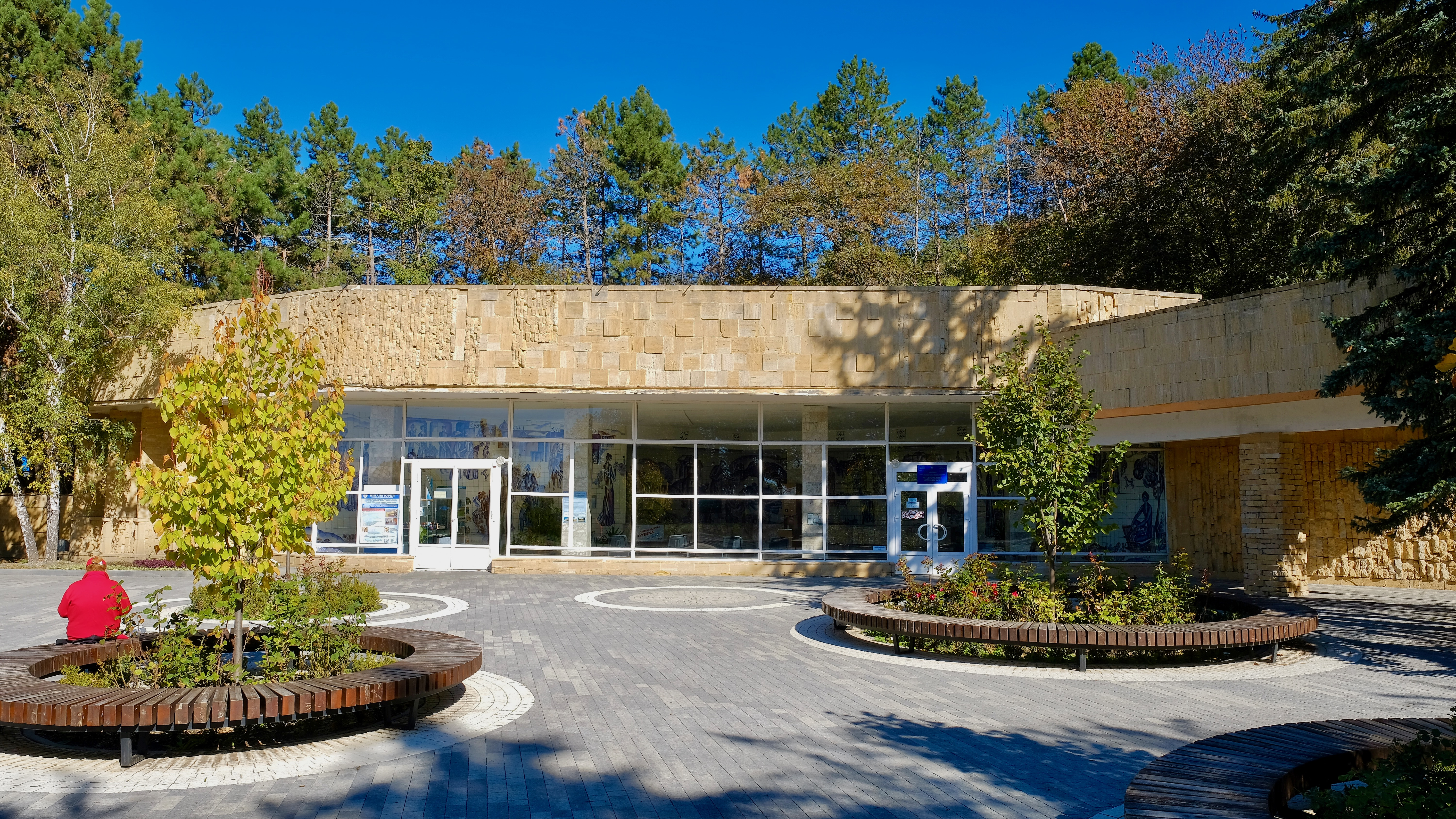
Питьевой бювет источника № 19

Оборудованные минеральные источники, бюветы:
- Питьевая галерея (1969—1972, арх. В. Цветков и П. Скиданов[129].) — просп. Кирова, 20 (возле парка «Цветник»)

На верхнем этаже галереи — углекислая вода источника «Машук № 19», Красноармейских источников, сероводородного источника № 2;
на нижнем — соляно-щелочная вода источника № 17.
- Бювет серной воды (№ 2) — в «Цветнике», возле Лермонтовской галереи (не работает)
- Бювет источников № 1 — ул. Лермонтова (угол ул. К. Маркса; возле санатория «Тарханы»). Все маршруты терренкура начинаются от источника № 1
- Бювет источника № 4 (Холодный нарзан). Открыт в 1911 году. Бювет шатровой формы построен по проекту А. И. Кузнецова. Бульвар Гагарина (ул. Пастухова)
- Бювет источника № 7 (Тёплый нарзан) — там же (напротив Верхней радоновой лечебницы). Бювет в виде ротонды по проекту архитектора А. И Кузнецова открыт 11 июля 1916 года[130].
- Бювет источника № 6 — в Академической галерее (не работает)
- Бювет источника № 14 — рядом с Пушкинскими ваннами (не работает). Вступила в эксплуатацию скважина № 14 в 1934 году. Дебит углекислой соляно-щелочной воды типа «Ессентуки № 17» около 1000 литров в сутки[131]
- Бювет источника № 16 («Елизаветинский») — там же (чуть выше), у Академической галереи (не работает)
- Бювет источников № 19, 35 — ул. Пастухова (у Лазаревской церкви).
- Бювет источника № 24 — у озера «Провал»

Большая часть бюветов законсервирована и бездействует. Действуют: Питьевая галерея, бюветы источников № 1, 19, 35, 24, «Тёплый нарзан». На территории многих санаториев имеются оборудованные питьевые бюветы, куда минеральная вода подаётся по минералопроводу или привозится цистернами.
Лечебные грязи
На курорте широко используется лечебная грязь озера Тамбукан, расположенного в 12 км к юго-востоку от Пятигорска, на границе между Ставропольским краем и Кабардино-Балкарией. Грязь доставляется из озера в хранилища грязелечебниц (в Железноводске, Ессентуках и Пятигорске), где затем проводятся лечебные процедуры в виде грязевых аппликаций, общих грязевых ванн, тампонов, электрогрязелечения. Пятигорск является вторым курортом на Кавминводах (после Ессентуков) по количеству больных, получающих грязелечение.

## Рекреационная зона и туризм

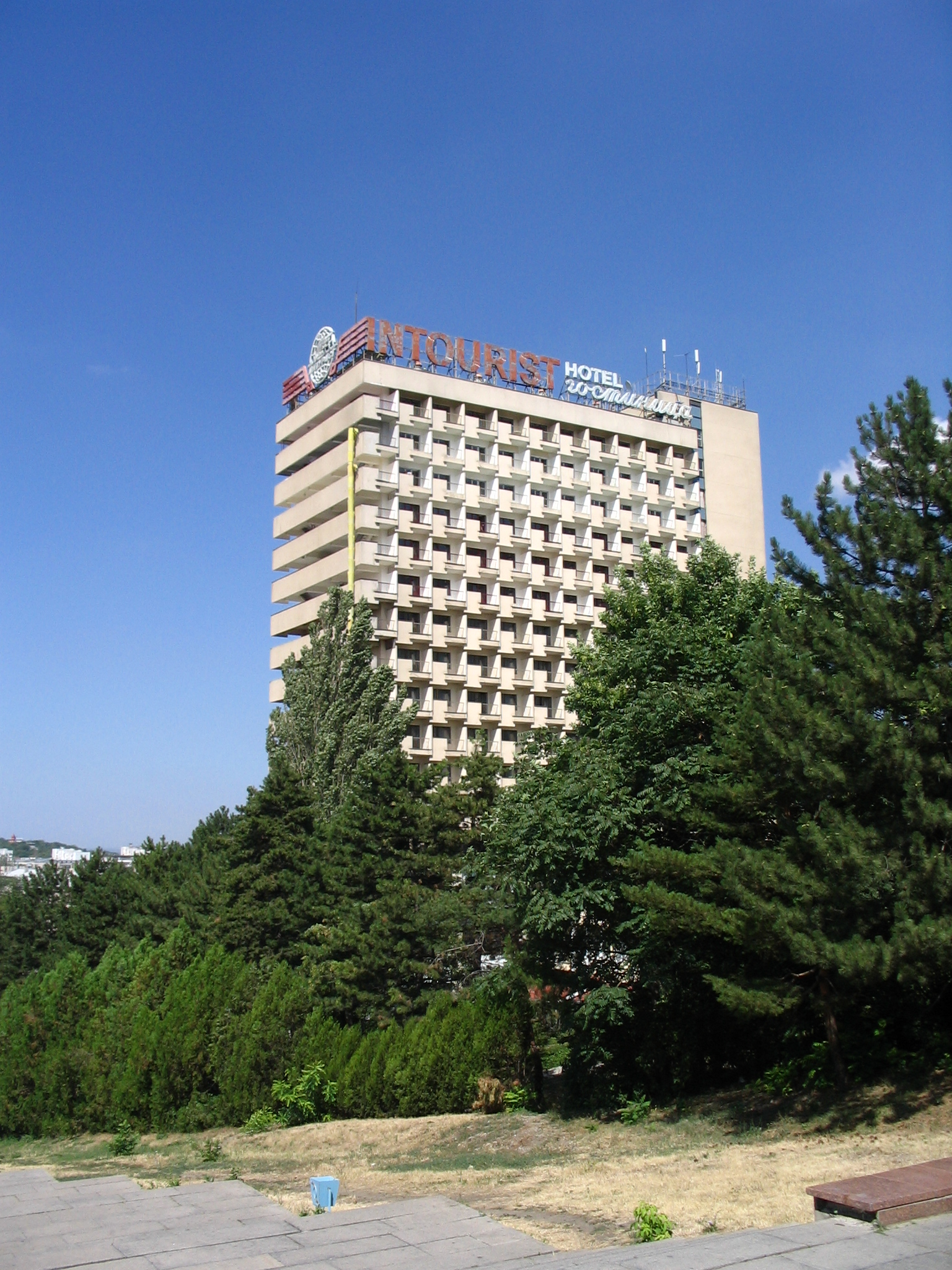
Конгресс-отель «Интурист»

Туристическая инфраструктура города-курорта Пятигорска включает в себя:
- Более 30 здравниц и санаторно-курортных учреждений. Ежегодно их посещают свыше 200 тысяч человек (225—250 тыс. чел. в год в 16 санаториях и 7 пансионатах — во II половине — конце 80-х);
- 43 туристические фирмы и организации;
- 17 гостиниц[133].
- Канатную дорогу на вершину горы Машук

Город Пятигорск и район Пятигорье обладают колоссальным туристическим потенциалом и вправе конкурировать с ведущими европейскими курортами и бальнеологическими здравницами. Помимо лечебно-оздоровительного, эколого-курортного и рекреационного туризма, курорт имеет прекрасные условия для историко-культурного, археологического, культурно-музейного, паломнического, научно-экспедиционного, спортивного, молодёжного, пешего, велосипедного, конного, охотничьего, экстремального, горного, альпинистского и других видов туризма, путешествий и экскурсий.
Пятигорск (наравне с Нальчиком) является начальным пунктом туристских и альпинистских маршрутов по Центральному Кавказу
В самом городе и его окрестностях, на КавМинВодах, немало замечательных мест, которые привлекают к себе внимание красотой природы, климатом, историческим и эколого-природными памятниками. В эти места людей тянет близость горных вершин, удивительные по красоте межгорные долины с нарядной растительностью, свежие альпийские луга, шумные лазурные водопады, стремительные прозрачные реки с изобилием ключей минеральных источников, исключительно чистый, почти всегда прохладный воздух, насыщенный фитонцидами, с терпким запахом смолы и хвои.
Санатории

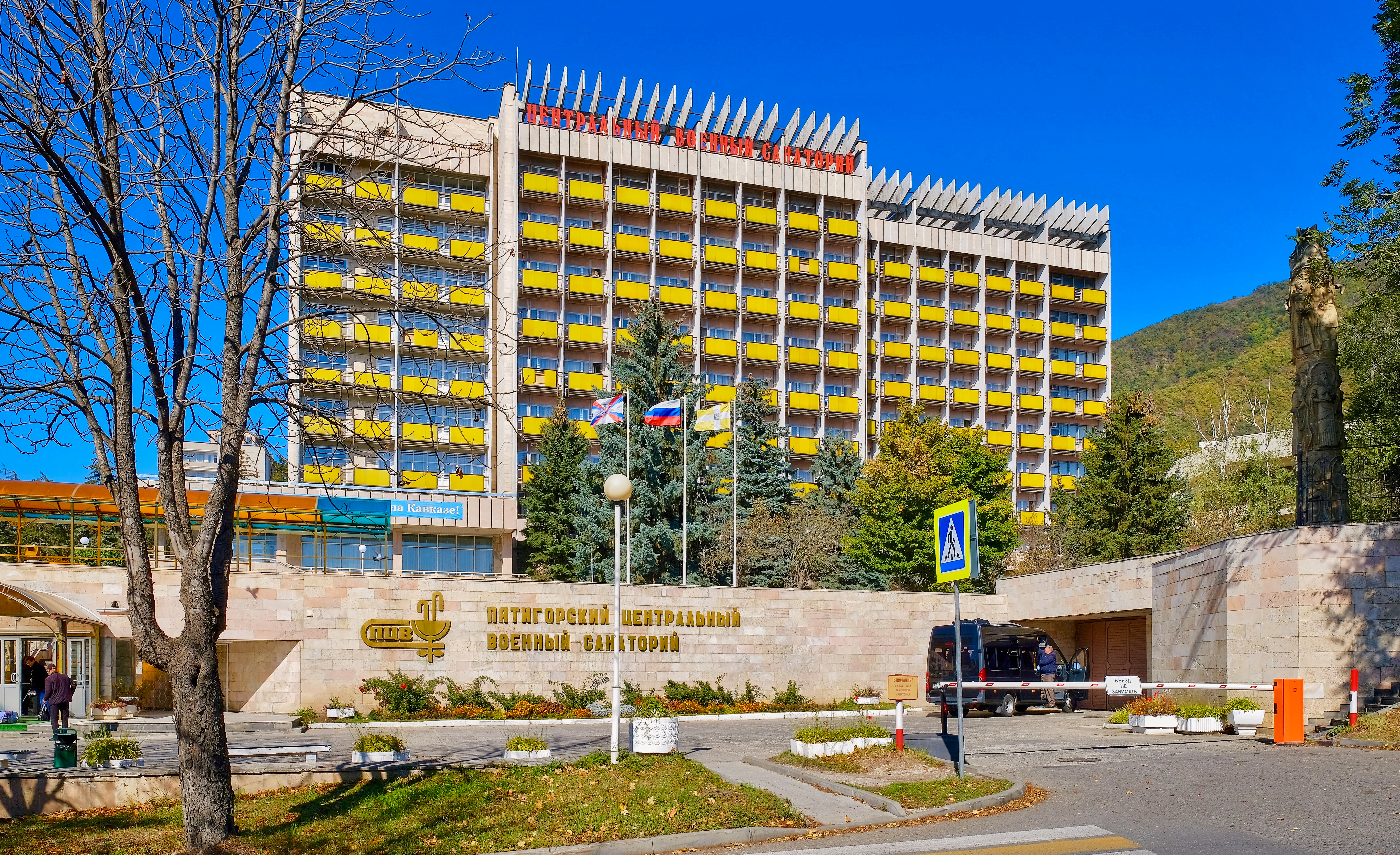
Центральный военный санаторий

По состоянию на 1 января 2019 года в Пятигорске функционировало 19 санаторно-курортных учреждений и бальнеогрязелечебница. Одновременно санатории могли принять почти 5500 человек. Персонал, обслуживающий отдыхающих, превышал 4700 человек. Последние двадцать лет отмечается положительная динамика численности отдыхающих. Если в 1995 году на курорте отдохнуло 48000 человек, то в 2000 году — 104 300 человек. В 2009, 2010, 2013, 2014 годы отмечался незначительный спад числа отдыхающих, что было обусловлено экономическими причинами. В 2018 году на курорт приехало 186 400 человек. При чём около 50 % отдыхающих воспользовались услугами санаториев.
Туристические организации
История самодеятельного туризма в Пятигорска начинается в первые годы XX века. В 1902 году организована общественная организация — Кавказское горное общество, которое занималось прокладкой туристских троп, открыло гостиницу, предоставляло в аренду снаряжение для альпинистов. Деятельность организации остановилась с началом Первой Мировой войны. После 1920 года организация была воссоздана, но просуществовала всего несколько лет.
В советское время туристская деятельность была упорядочена и централизована. В помещениях бывших гостиниц были открыты пансионаты и туристские базы.
У северного подножия и на склонах горы Машук был построен городок детских оздоровительных лагерей и профилакториев. К началу 1990-х годов в Пятигорска существовали следующие учреждения: пансионат «Искра», пансионат «Каштан» (На его месте до революции был дом городского головы Н. И. Архипова. В 1915 году он пожертвовал свой дом под ремесленное училище. С 1920 года в нём была школа I ступени, потом неполная средняя школа № 15. В её флигеле после войны размещался Дом пионеров и школьников. В 60-70 годы XX века школа была снесена и построен пансионат «Каштан»), профилакторий «Ореховая роща», пансионат им. Г. Г. Анджиевского, турбаза «Машук», пансионат «Горячеводский», пансионат «Теплосерный», пансионат «Береговой» (все три — на берегу Подкумка, в районе ул. Береговой / Партизанской), пансионат «Красный Октябрь», детский оздоровительный лагерь «Машук» (пос. Энергетик), санаторий-профилакторий «Кавказ» (п. Энергетик, Перкальские скалы), оздоровительный лагерь «Радуга» (Комсомольская поляна), оздоровительный лагерь «Салют» (Комсомольская поляна), турбаза «Ровесник» (детская туристско-экскурсионная база «Лесная дача», Комсомольская поляна), турбаза «Солнечная» (пионерский оздоровительный лагерь «Солнечный»), оздоровительный лагерь им. М. Ю. Лермонтова, санаторий-профилакторий «Нефтяник», «Озёрный» туркомплекс (и турбаза «Машук»), «Дубрава» — детский оздоровительный лагерь, мотель-кемпинг «Волна», туркомплекс «Омега».
Из перечисленных организаций действует только несколько. Сегодня функции по приёму туристов, предоставлению разнообразного комплекса услуг, занимаются гостиницы, спа-отели.
Гостиницы
- «Бештау». Открыта 1 мая 1978 года. 500 мест. Проект разработан институтом «Промстройпроект», руководитель проекта Ю. Кречетников[107].
- «Южная» («Кавказ-Экспресс») — железнодорожный вокзал станции Пятигорск
- «ГРиС»
- «Интурист». Строительство продолжалось с 1970 по 1987 год. Проект разработан группой архитекторов во главе с Ф. Отрадинским[136].
- «Пятигорск». Открыта в феврале 1964 года на 204 номера[137].
- «Спорт»

Бальнеологические лечебницы
Общекурортные лечебные учреждения
- Пятигорский научно-исследовательский институт курортологии («Ресторация» (1828), братья Бернардацци по проекту арх. Шарлеманя)
  - Клиника института курортологии (Клиника БИ). Открыта 4 мая 1921 года как Пятигорская клиника Бальнеологического института[33]
- Верхняя радоновая лечебница — одна из крупнейших в Европе. Построена по проекту архитекторов В. Н. Фуклева и И. И. Медникова. Вступила в строй 10 сентября 1971 года. Радоновая вода подаётся в лечебницу из источников западного склона горы Бештау по трубопроводу длиной в 14 км[138]. Находится на юго-западном склоне горы Машук[139].
- Нижняя радоновая лечебница. Открыта в 1/14 мая 1901 года как гидропатическое заведение для отпуска различных гидропатических процедур. На здании надпись «Начато 1899, окончено 1900». Автор проекта — архитектор КМВ И. И. Байков[140].
- Грязелечебница. Романовская грязелечебница на Александровском плацу (ныне проспект Кирова), закладка в 1912 году, открытие 5/18 мая 1914 года. Первая капитальная грязелечебница на КМВ построена в стиле «неоклассицизма» (автор проекта — архитектор М. М. Перетяткович, декор — скульпторы Л. А. Дитрих и В. В. Козлов, эскизы мебели — арх. Е. Ф. Шреттер). Названа Романовской в честь 300-летия дома Романовых. В марте 1917 года переименована в Пятигорскую грязелечебницу[28].

Летом 1921 года грязелечебница после перерыва вновь открыта для грязелечения.
- Курортная поликлиника имени Н. И. Пирогова. 12/24 июня 1828 года заложен и построен с 1828 по 1830 гг братьями Бернардацци каменный дом в два этажа для неимущих офицеров на казённые средства, выделенные по распоряжению Николая I, и пожертвования, собранные с военных[24]. Поликлиника открыта в декабре 1926 года для лечения больных, прибывших в санатории без путёвок[141] (по другим данным 3 декабря 1923 года[142]). До размещения в нынешнем здании находилась на месте диетстоловой (упоминание в 1933 году)[143].

Также был корпус по адресу Красноармейская ул., 6. В 1900 году на месте старого одноэтажного дома помещика А. Ф. Реброва доктор Николай Дмитриевич Померанцев (1850 — после 1917) возвёл двухэтажное здание с мансардой и подвалом, где устроил меблированные комнаты и магазин. В 1920 году здание было национализировано. Здесь разместился Дом Печати, Центропечати, Госиздата, приемная радиостанция и редакция двух газет — «Терек» и «Стенная РОСТА». В конце 1930-х годов здесь находился пансионат для курсовочников, позднее — курортная поликлиника. Во время немецкой оккупации 1942 года в здании размещалась Городская Управа.
- Бальнеогрязелечебница. Бальнео-физиотерапевтическое объединение (БФО)
  - Ингаляторий
- Ермоловские ванны (изначально были возведены на площадке горы Горячей (1819—1820) — там где сейчас находится скульптура «Орёл», и назывались также «Александровские»; Новые Ермоловские ванны с 16 кабинами открыты в июле 1880 года. Они строились в парке «Цветник» производителем работ по Терской области архитектором В. И. Грозмани).
- Александровские ванны с галереей. В 1843 году при Александровском источнике была построена деревянная Александровская галерея, имевшая вид полукруга (на месте упразднённых из-за понижения уровня источника так называемых «старых ванн»). На месте Александровских ванн в 1903 году поставили цементную скульптуру «Орёл»[144]. Здание не сохранилось.
- Лермонтовские (бывшие Николаевские) ванны

25.07/6.08 1826 года заложены Николаевские ванны архитектором Джузеппе Бернардацци по изменённому проекту Шарлеманя. Под левым передним углом фундамента положены каменные доски с высеченными именами А. П. Ермолова и Джузеппе Бернардацци. Первые четыре ванны были готовы в 1827 году, строительство закончено в 1831 году. Не действуют.
- Народные ванны (во второй пол. XVIII в. — два бассейна, выдолбленные в скальной породе (Лечебный бассейн), затем — Народная купальня (1894), заменённая каменным зданием (1912—1913)) — ниже Пироговских ванн на уступе горы Горячей.
- Пироговские ванны. Открыты 6 июля 1914 года как Тиличеевские ванны на месте лазарета барачного типа (середина XIX века). Тиличеевскими названы по просьбе провальских дачевладельцев в честь директора КМВ в 1908—1915 годах, доктора медицины С. В. Тиличеева[145]. Во время оккупации (август 1942 — январь 1943 гг.) ванны служили казармой для немецкой части. В 1957 году Тиличеевские ванны переименованы в Пироговские[146][147]. Не действуют.
- Пушкинские ванны (нач. XX в. под назв. Новосабанеевские; ранее — Сабанеевские [деревянные] бани (1883); а до этого — в первой пол. XIX в. — здесь находился дом Е. А. Хастатовой (сестры бабушки Лермонтова), куда приезжал в детстве М. Лермонтов (1825)). Не действуют.

## Транспорт
В 1910 году в Пятигорске было три автомобиля типа «Дубль-фаэтон» у владельца Макара Иванова, один лимузин Александра Замкового, пять мотоциклеток у Александра Ардашева и одна мотоциклетка у Ивана Сабо.
Первый автобус французского производства начал перевозить пассажиров в Пятигорск из Ставрополя в 1927 году. В 1932 году состоялся первый рейс в город Георгиевск на переделанном из грузовика автобусе. В предвоенные годы небольшие маломощные автобусы перевозили пассажиров, обслуживая отдыхающих санаториев и первый городской маршрут Вокзал — Провал. Для экскурсионных поездок использовались открытые машины с несколькими рядами сидений. С их помощью можно было, например, добраться до вершины Машука по узкой грунтовой дороге. В 1938 году в Пятигорске появились первые десять легковых такси. Также на вершину горы Машук ведёт канатная дорога.

Авиатранспорт
Ближайший аэропорт — Минеральные Воды. Расположен в 20 км от города. Из города в аэропорт нет прямых рейсов общественного транспорта.
Железнодорожный транспорт

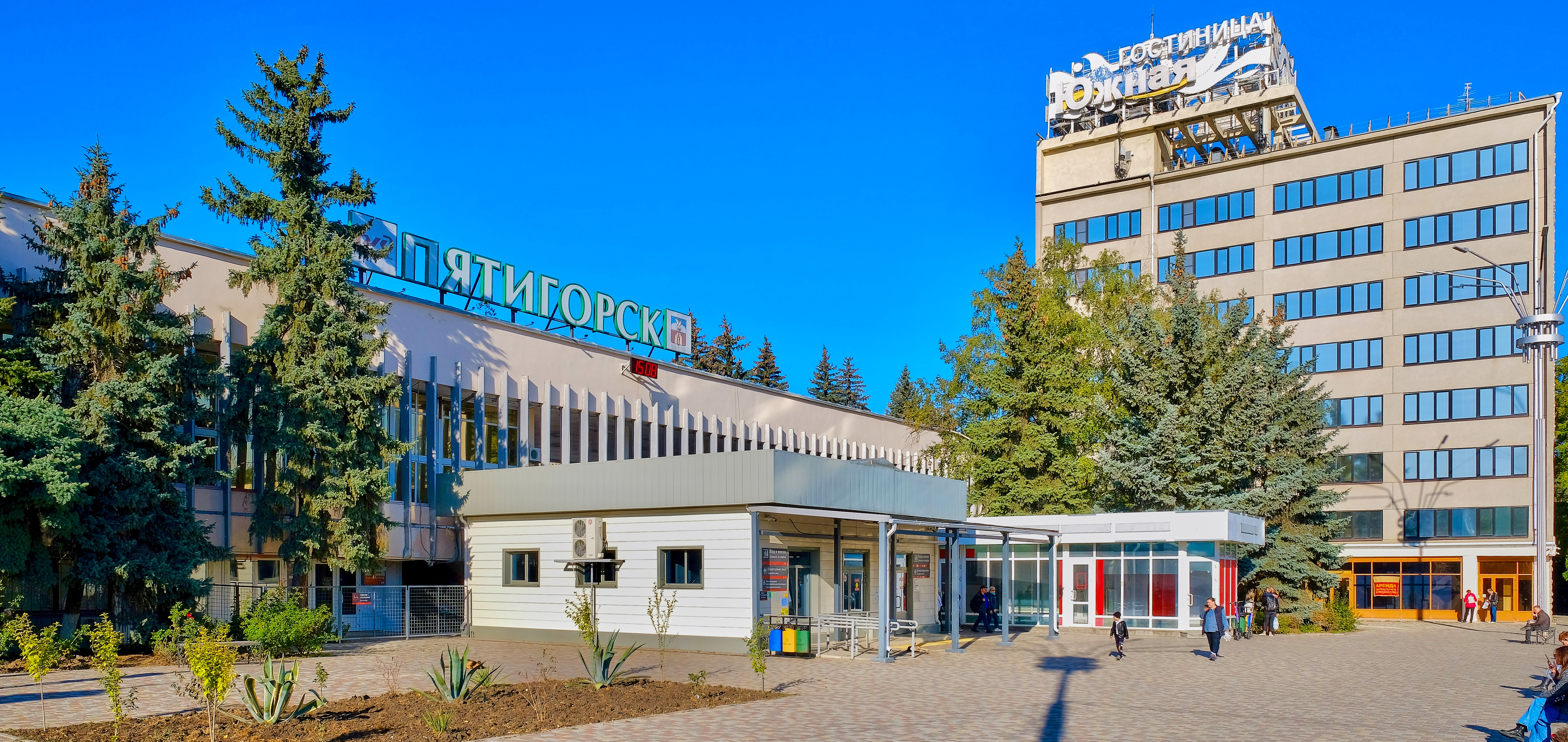
Железнодорожный вокзал станции Пятигорск

См. также: станция Пятигорск, станция Лермонтовская
Через город проходит двухпутная электрифицированная линия Минеральные Воды — Кисловодск Северо-Кавказской железной дороги. В черте города расположена пассажирская станция Пятигорск (с железнодорожным вокзалом), станции Машук (пос. Энергетик), Лермонтовская, Скачки (с грузовой станцией Скачки-товарная), от которой отходит неэлектрифицированная однопутная линия на город Лермонтов, а также платформа для остановок пригородных поездов Ново-Пятигорск. Электропоездом можно примерно за час добраться до Минеральных Вод или Кисловодска.
Ранее ходивший дизель-поезд станция Лермонтовская — город Лермонтов сейчас не в ходу. Некоторые пригородные поезда ходят по маршруту Пятигорск — Кисловодск и Лермонтовская — Кисловодск.
В связи с тем, что город среди прочих входит в санитарную зону, на всём пути следования пассажирских и пригородных электропоездов Минеральные Воды — Пятигорск — Кисловодск (примерно час езды). Пригородное железнодорожное сообщение обслуживает «Северо-Кавказская пассажирская пригородная компания» поездами ЭД9М и ЭД9Э. Поезда оборудованы туалетными комнатами. В июне 2016 года на линии появились два поезда ЭД9Э, которые оснащены пандусами для маломобильных граждан и системой кондиционирования. Все платформы на станциях и остановочных пунктах — высокие (как и на всей Минераловодской линии), оборудованы пунктами пропуска (кроме платформы Новопятигорск), видеонаблюдением, освещением и скамейками. В 2018 году смонтирована новая система информирования пассажиров.
- Железнодорожные кассы продажи билетов на поезда дальнего следования расположены на втором этаже здания вокзала на станции Пятигорск. Билетные кассы по продаже билетов на пригородные поезда находятся на первом этаже вокзала
- Билетные кассы на пригородные поезда работают на станциях Лермонтовская и Скачки
- Продажа билетов на остановке Новопятигорск не производится

Трамвай

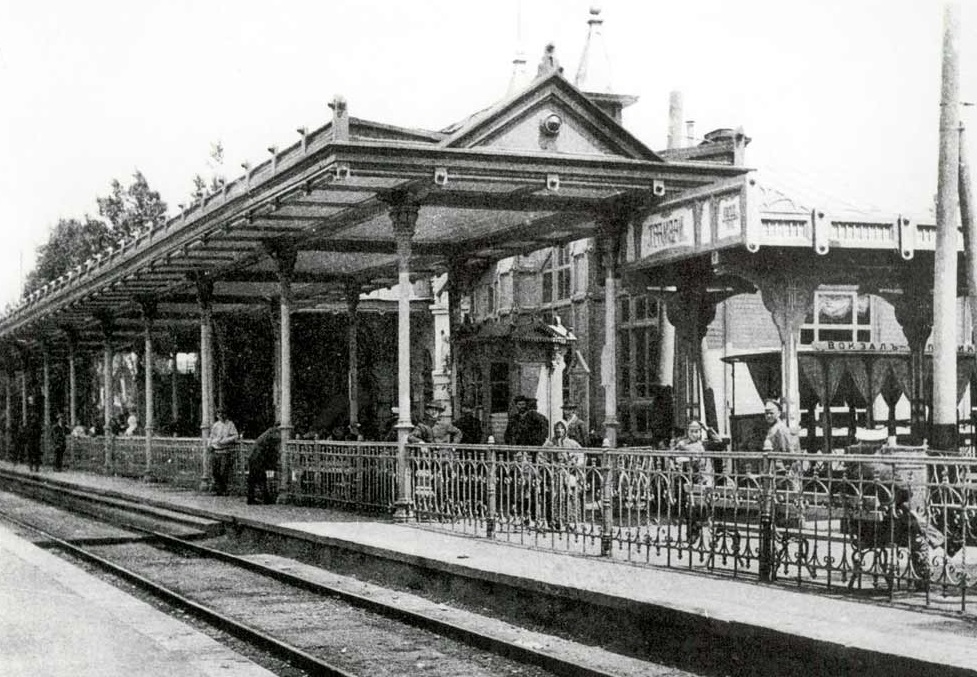
Совмещённая посадочная платформа трамвая и железной дороги в Пятигорске. Начало XX века

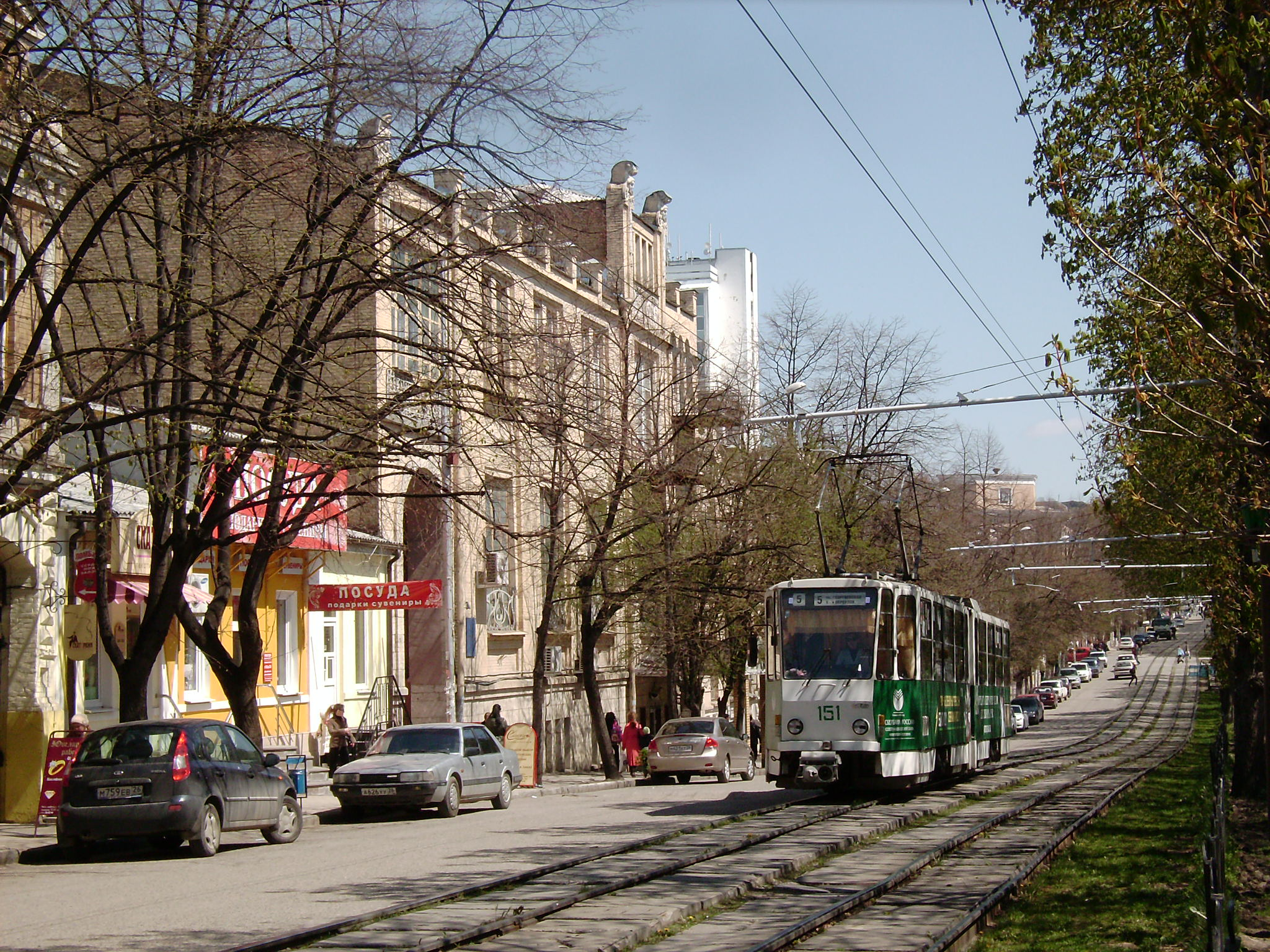
Трамвай на проспекте Кирова

Лидером среди пассажироперевозок города является трамвай. Его история началась в мае 1903 года, когда у железнодорожного вокзала было начато строительство трамвайного депо для вагонов строящейся в городе трамвайной линии. Имеет ширину колеи 1000 мм. В России, кроме Пятигорска, узкоколейный трамвай есть только в Калининграде и Евпатории. На маршруты выходит более 40 вагонов производства Чехословакии и России.
Маршрутное такси

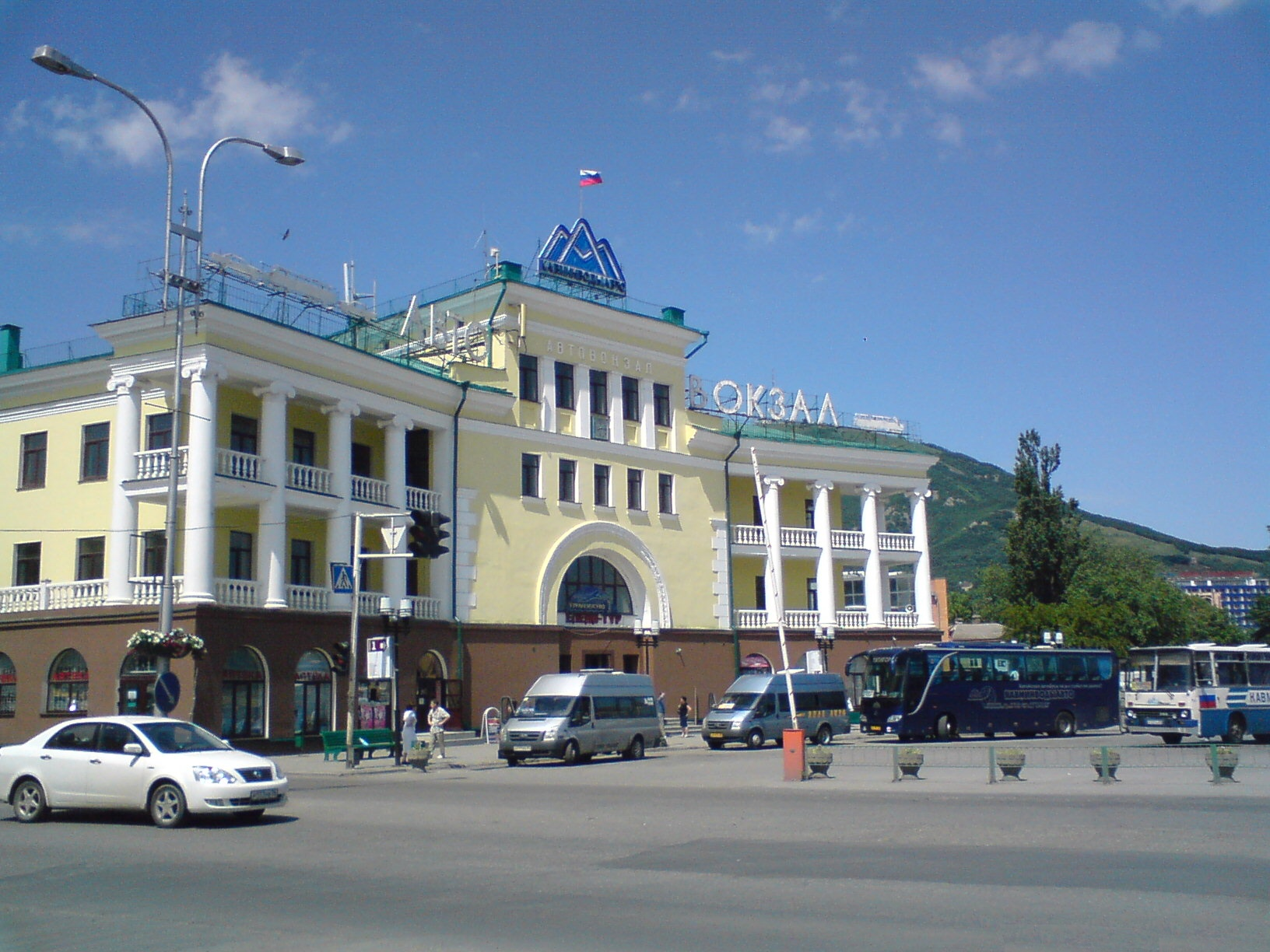
Центральный автовокзал Пятигорска

Город имеет разветвлённую сеть общественного транспорта. Ежедневно на маршруты города выходят сотни маршрутных такси, соединяющих все районы города. Кроме того, маршрутные такси курсируют от железнодорожного вокзала до городов Ессентуки, Кисловодск, Лермонтов, Железноводск, Минеральные Воды, Георгиевск, Нальчик, посёлков Терскол (турбазы Чегет и Азау, Приэльбрусье), Энергетик, Пятигорский, Нижнеподкумский, а также связывают Пятигорск со многими пригородными населёнными пунктами. В последнее время возрождается некогда забытая система автобусного транспорта. Ежегодно город получает новые автобусы средней и большой вместимости, которые сразу ставятся на маршрут.
Автобус
В городе работает автовокзал: «Центральный», а также автостанции «Верхний рынок» и «рынок Лира». Частные автобусные перевозки осуществляет несколько фирм. Их остановочные пункты расположены у Кировского сквера на железнодорожном вокзале.
Городские маршруты
- Маршрут № 1 Железнодорожный вокзал — Цветник — Провал
- Маршрут № 2 Верхний рынок — Горячеводская Площадь
- Маршрут № 3 Верхний рынок — хутор Казачий
- Маршрут № 3-А Верхний рынок — Птицефабрика
- Маршрут № 4 Переулок Малиновского — Рынок «Людмила»
- Маршрут № 5 Железнодорожный вокзал — Станкоремзавод — Верхний рынок
- Маршрут № 5-А Верхний рынок — Железнодорожный вокзал — Переулок Малиновского — Сельхозтехника
- Маршрут № 7 Верхний рынок — Улица Новая
- Маршрут № 7-А Верхний рынок — Микрорайон «Водник»
- Маршрут № 8 Железнодорожный вокзал — Улица Новая — Верхний Рынок
- Маршрут № 8-А Верхний Рынок — Улица Пестова (Школа № 30)
- Маршрут № 10 Верхний Рынок — Железнодорожный вокзал — «Олимп»
- Маршрут № 10-А Верхний Рынок — Железнодорожный вокзал — Улица Маршала Бабаджаняна
- Маршрут № 11 Верхний Рынок — Рынок «Людмила»
- Маршрут № 12 Верхний Рынок — Сады
- Маршрут № 13 «Белая Ромашка» — Верхний Рынок — Госпиталь для ветеранов войн
- Маршрут № 14 Верхний Рынок — станица Константиновская (Вин. завод)
- Маршрут № 14-А Верхний Рынок — станица Константиновская
- Маршрут № 16 Верхний Рынок — посёлок Энергетик
- Маршрут № 17 Микрорайон «Бештау» — Верхний Рынок — Сады Предгорье
- Маршрут № 18 Микрорайон «Бештау» — Верхний Рынок — Сады (Очистные сооружения)
- Маршрут № 19 Верхний рынок — Сады (направление озеро «Тамбукан»)
- Маршрут № 20 Верхний рынок — посёлок Нижнеподкумский
- Маршрут № 21 Микрорайон «Бештау» — Рынок «Людмила»
- Маршрут № 21-А Железнодорожный вокзал — Рынок «Людмила»
- Маршрут № 22 Верхний рынок — Белая Ромашка — Микрорайон «Бештау» — Гора Пост
- Маршрут № 23 Верхний рынок — Микрорайон «Бештау» — Микрорайон «Западный» — Нефтебаза
- Маршрут № 24 Микрорайон «Бештау» — Верхний рынок — Железнодорожный вокзал
- Маршрут № 26 Верхний рынок — Белая Ромашка — Микрорайон «Бештау»
- Маршрут № 27 Верхний рынок — улица Садовая (рынок «Людмила»)
- Маршрут № 28 Верхний рынок — улица Сергеева
- Маршрут № 28-А Посёлок Новый — Рынок «Людмила»
- Маршрут № 31 Улица Кооперативная — Рынок «Людмила»
- Маршрут № 33 Микрорайон «Бештау» — Рынок «Людмила» (по ФАД «Кавказ»)
- Маршрут № 49 Улица Кооперативная — Сады (ул. Озёрная)

Пригородные маршруты
- Маршрут № 107 Верхний рынок — Этока (через Джуцу, Юцу) — хутор Тамбукан — Этоко
- Маршрут № 108 Верхний рынок — рынок Горячеводск — город Георгиевск
- Маршрут № 110 (111) Верхний рынок — посёлок Юца
- Маршрут № 112 Верхний рынок — Бештаугорское шоссе (по окружной) — город Лермонтов
- Маршрут № 113 Верхний рынок — Иноземцево — Железноводск
- Маршрут № 114 Завод «Импульс» — ул. Мира — Скачки — посёлок Винсады — город Лермонтов
- Маршрут № 115 Верхний рынок — Учебный комбинат — посёлок Средний Подкумок — станица Константиновская
- Маршрут № 116 Верхний рынок — мкр Бештау — Скачки — Винсады — село Новоблагодарное
- Маршрут № 118 Верхний рынок — посёлок Нижнеподкумский — станица Лысогорская
- Маршрут № 130 Верхний рынок — Белая Ромашка — Микрорайон Бештау — посёлок Винсады

Такси

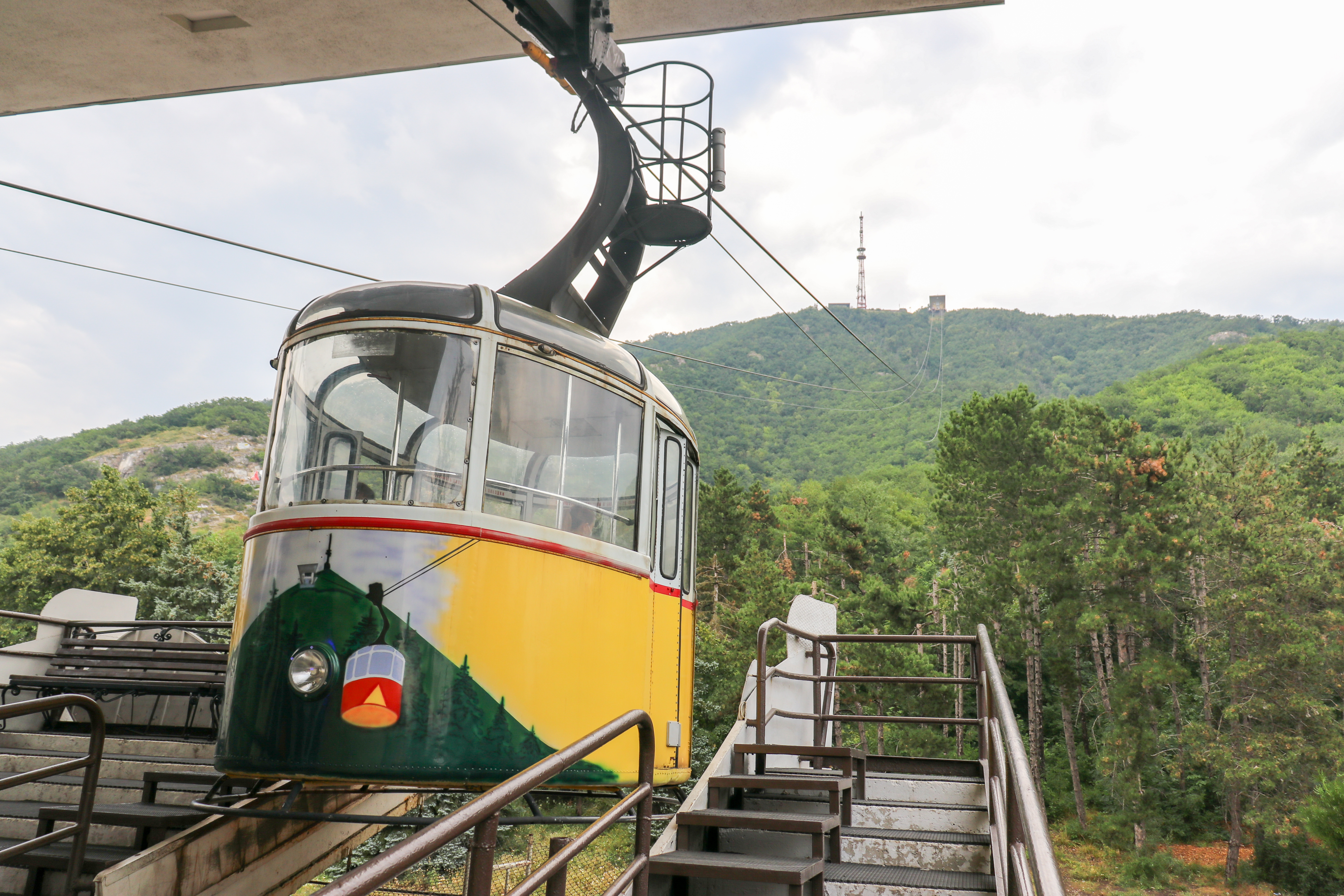
Пятигорская канатная дорога (вид с Нижней станции)

В городе работает около пятидесяти фирм, предлагающих услуги такси. Большинство из них работают по принципу радиотакси. В районах наибольшего скопления народа стоят частники (железнодорожный вокзал, вход в парк «Цветник» и др.). Цена на такси несколько выше, чем в других городах КМВ, в свою очередь качество оказываемых услуг далеко от совершенства.
Канатная дорога
На вершину горы Машук ведёт канатная дорога. Она открыта 24 августа 1971 года по проекту инженера «Грузгипрошахта» В. М. Лежавы. Оборудование изготовлено в Ленинграде. За 1,5—2 минуты цельнометаллический вагон с окнами из органического стекла преодолевает расстояние в 964 метра до верхней станции на вершине горы (превышение 369 м). С видовой площадки на горе Машук открывается панорама Кавказских Минеральных Вод.
На рубеже XIX—XX столетий были проекты строительства канатно-кресельной дороги с вершины Машука до подножия (в межгорную долину посреди Бештау и Машук) и далее до вершин Бештау.

## Образование и наука

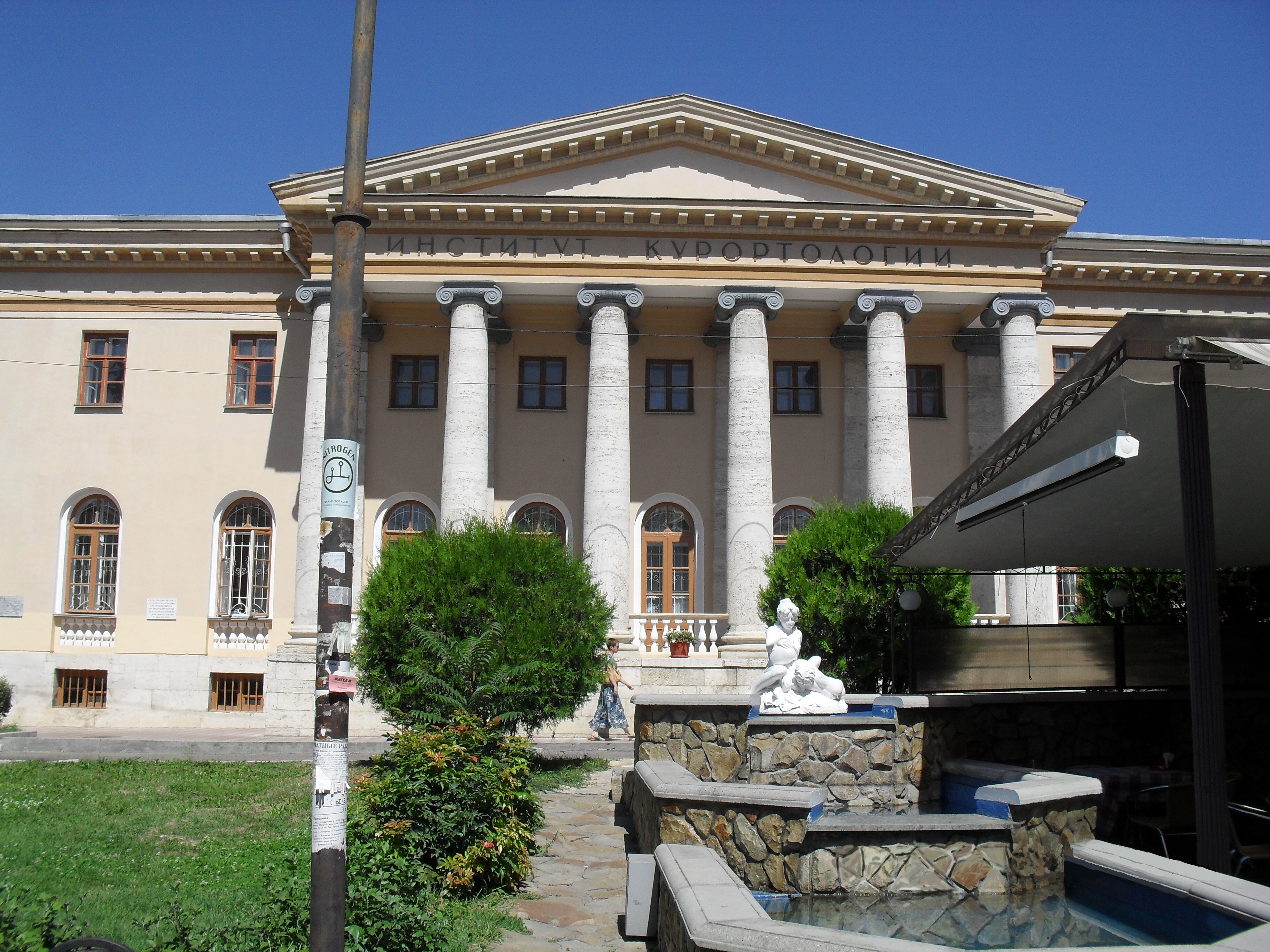
Пятигорский государственный НИИ курортологии ФМБА России

Старейший в России Государственный научно-исследовательский институт курортологии.
Город имеет 18 высших учебных заведений, филиалов и представительств других ВУЗов и считается поистине городом студентов, где обучается около 40 тысяч студентов. Старейшие из них — Пятигорский государственный университет, Пятигорский филиал Северо-Кавказского федерального университета, Волгоградский государственный медицинский университет (филиал — Пятигорский медико-фармацевтический институт), Российская Академия Народного Хозяйства и Государственной Службы при Президенте РФ (филиал Северо-Кавказский институт).
Несколько среднеспециальных учебных заведений. Старейшие — торгово-экономический техникум, медицинский колледж, аграрный техникум.
39 детских садов и 28 средних школ.
Дополнительное образование предоставляют межшкольный учебный комбинат, дворец пионеров и школьников, станция юных натуралистов и станция юных техников, две музыкальные школы, художественная школа, 6 спортивных школ.

## Здравоохранение

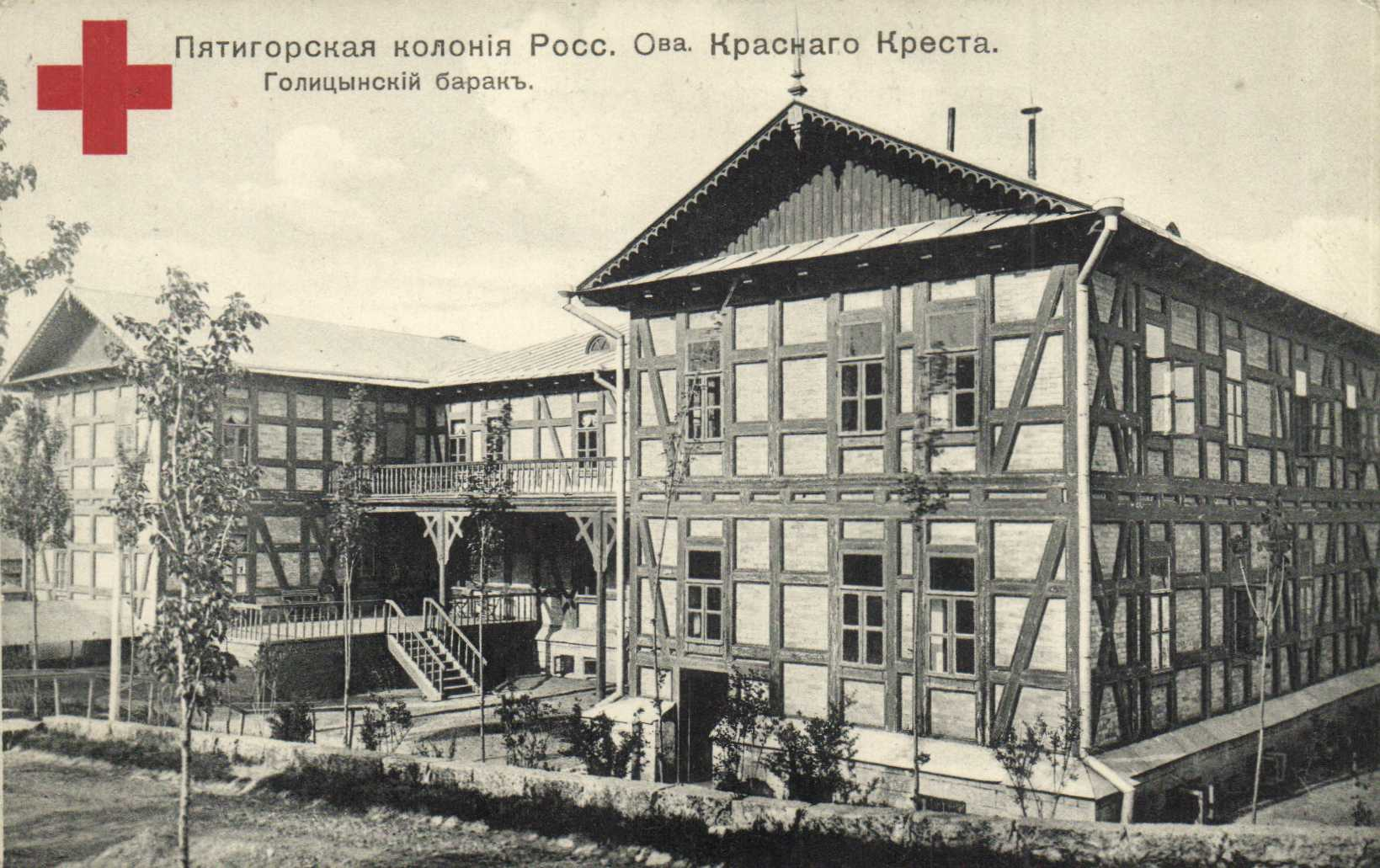
Колония Красного Креста в Пятигорске. Фото до 1917 года

В 1912 году на нужды народного здравоохранения из городского бюджета потрачено около 57 тысяч рублей (около 14 %), то есть 1,78 рубля на душу населения. Город содержал две больницы (городскую — на 49 мест и Красного Креста — на 12 мест), барак для глазных больных (передан городскому управлению РБО в 1909 году), родильный приют, городского и санитарного врачей, городскую дезинфекционную камеру, специальное городское санитарно-статистическое бюро. В посёлках Алексеевский, Константиногорский и Ново-Пятигорск работали фельдшерские амбулатории.
11 июля 1918 года издан Декрет СНК РСФСР, подписанный В. И. Лениным, об организации Народного комиссариата здравоохранения РСФСР. В соответствии с декретом местные органы Наркомата здравоохранения стали называться отделами здравоохранения, на них возлагалось проведение национализации аптек и частных лечебных заведений, организация медицинской помощи населению и частям Красной Армии. С ноября 1918 года отдел временно прекращал деятельность в связи с тем, что город был занят контрреволюционными войсками. В марте 1920 года после освобождения города частями красной Армии власть в городе перешла к ревкому и отдел возобновил свою деятельность.
В период оккупации города немецко-фашистскими захватчиками с августа 1942 по январь 1943 года отдел вновь прекратил свою деятельность и возобновил её 11 января 1943 года.
С 1 июля 1987 года функции горздравотдела возложены на центральную городскую больницу.
1 февраля 2006 года образовано Управление здравоохранения администрации города Пятигорска.
28 августа 2014 года управление ликвидировано, ЛПУ города подчинены МЗ Ставропольского края.
Учреждения здравоохранения Пятигорска:
- Городская клиническая больница безномерная.

1/13 февраля 1901 года начала функционировать городская больница. Находилась юго-западнее пересечения нынешних улицы Дунаевского и проспекта Калинина до 1930 года. Здания больницы не сохранились (ныне на их месте жилой комплекс «Серебряная панорама».
В ноябре 1893 года по инициативе жены главнокомандующего на Кавказе Шереметьева была построена больница общины сестёр милосердия Красного Креста с двумя павильонами — Шереметьевским и Малиновским.
1 мая 1901 года в Пятигорске была открыта колония «Красного креста» на 72 человека, а в 1902 году открыта при ней община сестер милосердия. В 1904 году был построен «солдатский корпус» на углу улиц Кузнечной и Пирогова. Перед первой мировой войной амбулатория была закрыта. В 1918 году колония «Красного креста» стала именоваться Народная больница № 2, с 1921 года Санаторий № 21 УКМВ, в феврале 1922 года — Терская окружная соматическая больница и с 1930 года городская больница № 1.
- Городская клиническая больница № 2. Открыта 1 февраля 1989 года. Стационар, инфекционный стационар (до 2021 года — инфекционная больница), поликлиника, женская консультация, кожвендиспансер (до 2020 года — филиал краевого диспансера)
- Городская детская больница. Открыта 14 сентября 1968 года. Стационар, поликлиника с филиалами на ул. Аллея строителей, на ул. Адмиральского, в районе Горячеводской площади и на ул. Калинина в районе Студгородка
- Родильный дом. Открыт 7 ноября 1973 года. Стационар, женские консультации
- Онкологический диспансер. Открыт в 1948 году
- Противотуберкулёзный диспансер. Открыт 25 апреля 1976 года
- Филиал краевого наркологического диспансера. Открыт 1 января 1989 года
- Филиал кисловодской психиатрической больницы. Открыт в 1962 году
- Поликлиника № 1, включающая травмпункт. Открыта 17 июня 1923 года
- Городская поликлиника № 3. Открыта 3 сентября 1953 года
- Стоматологическая поликлиника. Открыта 7 декабря 1950 года[125]
- Станция скорой медицинской помощи. Открыта 23 октября 1956 года[164]. В 1916 году сёстры Александро-Георгиевской общины Красного Креста создали службу «Скорой помощи» для города, которая первое время обслуживалась добровольцами и содержалась на средства Красного Креста[165]
- Станция переливания крови «Сангвис». В годы ВОВ — Пятигорская опорная станция переливания крови[166].
- Краевой госпиталь ветеранов войн[167]. 20 июля 1941 года на базе Горячеводской больницы (по другим данным — инфекционной больницы) (ул. Кладбищенская, 12) развёрнут эвакогоспиталь № 2170. На следующий день после освобождения Пятигорска 12 января 1943 года здесь заработал эвакогоспиталь № 5426 ёмкостью 200 коек[103]. 27 мая 1946 года базе расформированного эвакогоспиталя № 5426 с пополнением личным составом и имуществом расформированного эвакогоспиталя № 3809 был открыт Ставропольский краевой госпиталь для инвалидов Великой Отечественной войны. С 1993 года современное название[33][168].
- Детский краевой психоневрологический санаторий «Ромашка»
- Краевой медицинский центр мобрезервов «Резерв». Склад № 4

Кроме того, в городе работают несколько частных клиник:
- Центр репродукции человека;
- Центр эстетической хирургии «Роден»;
- Поликлиника «Лира», имеет свой стационар;
- «Санос», центр медицинской и социально-психологической помощи жертвам экстремальных ситуаций.

## Спорт
- Стадион «Центральный» — домашний стадион футбольного клуба второго дивизиона Машук-КМВ.
- Стадион «Сельмаш» — спорткомплекс, куда входит 3 футбольных поля, баскетбольная площадка, теннисный корт, тренажёрный зал, различные секции боевых искусств, а также гостиница. Стадион в собственности муниципалитета.
- В городе также 69 спортивных залов, 13 бассейнов, 4 из которых муниципальные, 119 иных спортивных сооружений. Работают 6 спортивных школ, где проводятся занятия по 15 видам спорта. Открыты четыре новые спортивные площадки в микрорайонах Белая Ромашка и Бештау, ещё две — на Новопятигорском озере[169].
- В районе с символичным названием «Скачки» находится ипподром.
- Несколько лет на горе Машук проводятся чемпионаты России по скоростному спуску на горных велосипедах (DH и 4Х). По горе проложены трассы разной степени сложности.
- На склонах гор Бештау и Машук регулярно проводятся соревнования по спортивному ориентированию и горному бегу.
- В окрестностях Пятигорска, на горе Джуца-1 каждое лето регулярно проводятся соревнования парапланеристов и прогулки на аэростатах на дельтадроме Юца.
- В 2012 году открыт мини-стадион для пляжного футбола[170].
- В сентябре 2017 года в Комсомольском парке открыт профессиональный теннисный корт[171].

Крупные спортивные мероприятия, проводившиеся в Пятигорске
- Третий полуфинал чемпионата СССР по футболу 1968 года в классе «Б».
- Чемпионат России по боксу (12—18 октября 1992 года).
- Кавказские игры — спортивные соревнования между командами республик СКФО (5—7 октября 2013 года)
- Чемпионат России по экстремальным видам горного велосипеда (15—20 июля 2008 года)[172]
- Пятигорский полумарафон — ежегодные беговые соревнования, проходящие в конце апреля — начале мая[173].

## Культура и искусство
Музеи

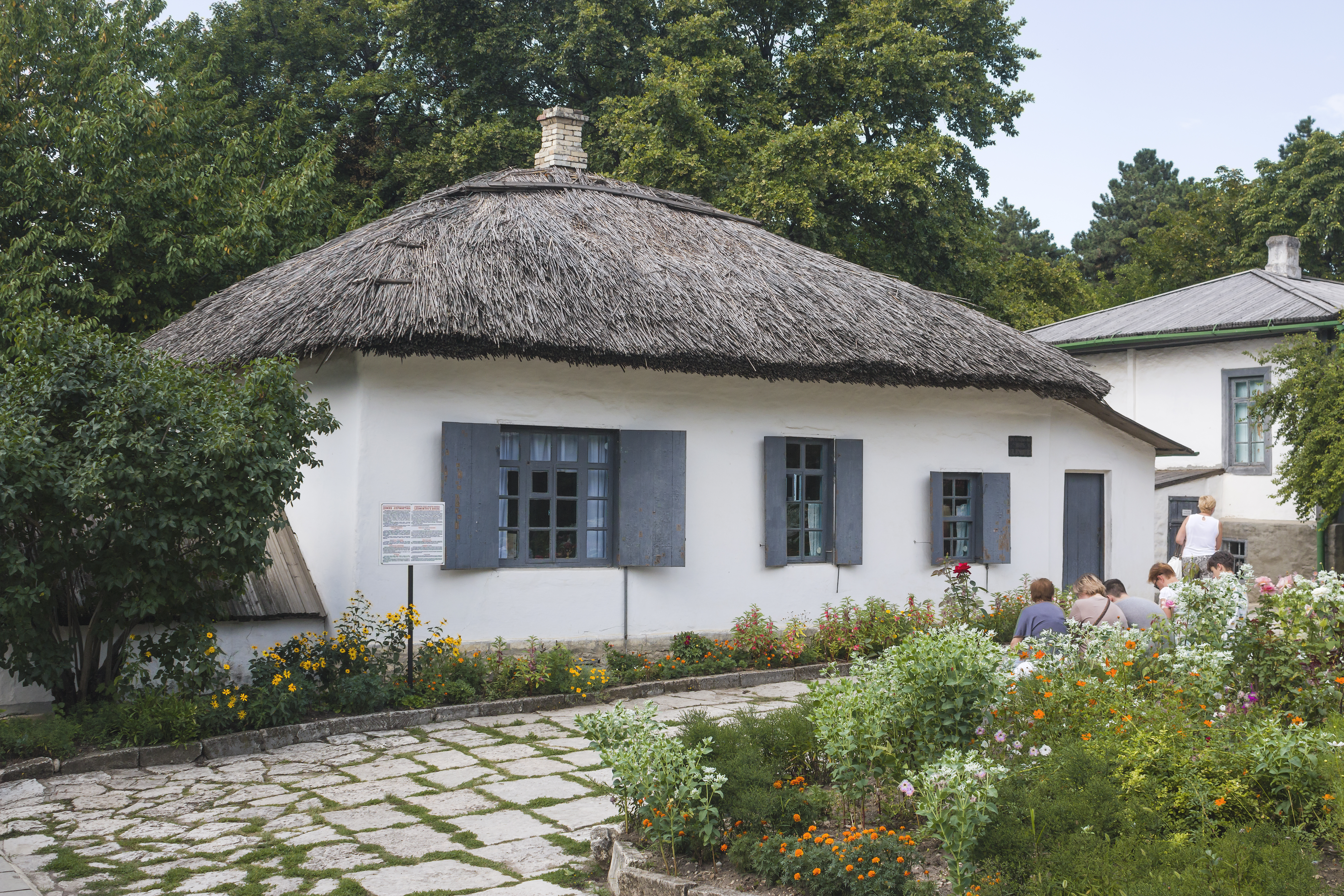
Дом-музей М. Ю. Лермонтова

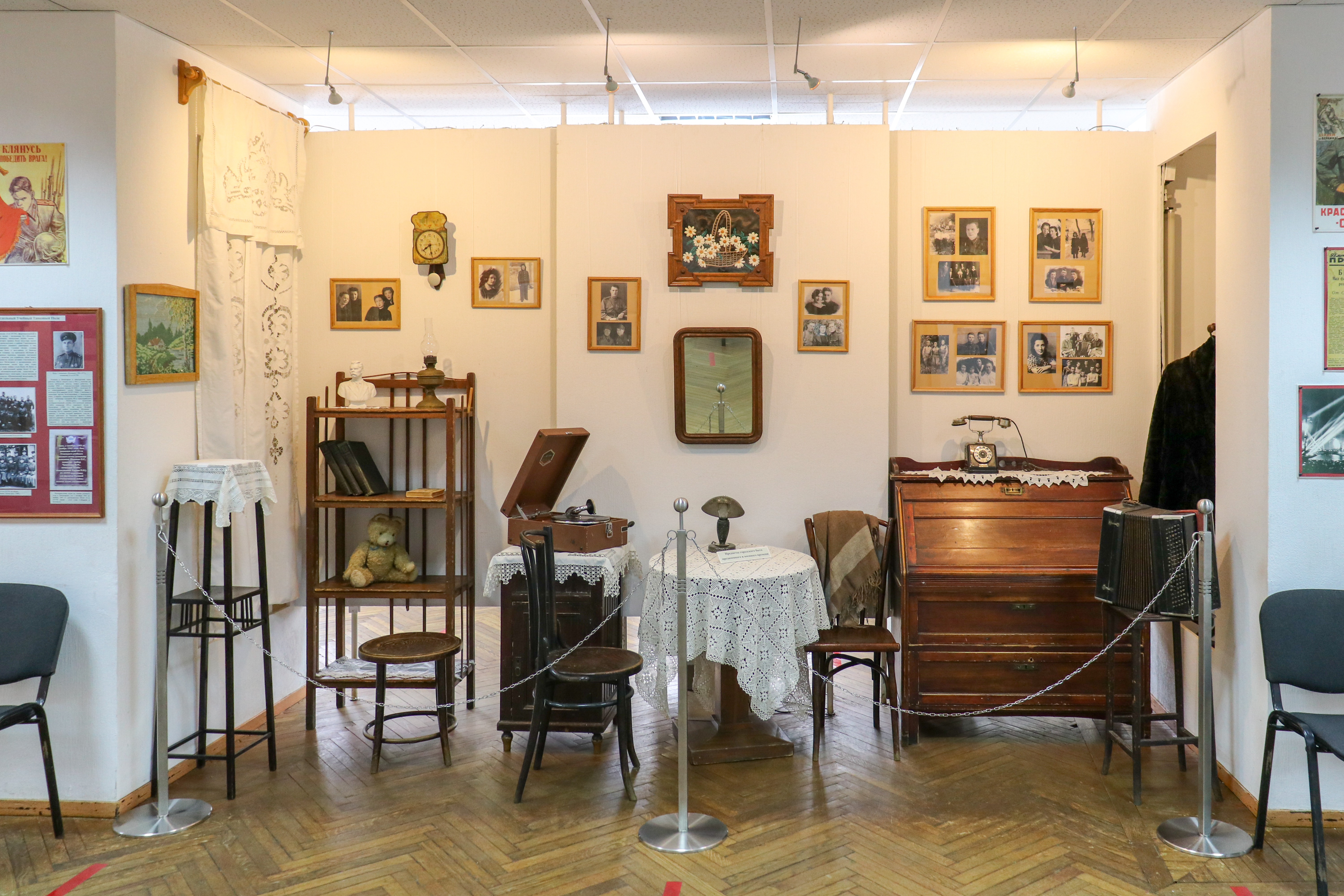
Экспозиции Пятигорского краеведческого музея

- Государственный музей-заповедник М. Ю. Лермонтова. Основан в 1912 году[174];
- Пятигорский краеведческий музей. Открыт в 1903 году[175][176];
- Музей древностей под открытым небом (гора Горячая; филиал Пятигорского краеведческого музея)[177];
- Пятигорская «Курортная выставка» (Михайловская галерея);
- Музей боевой Славы — народный музей при Центре военно-патриотического воспитания молодёжи. Открыт в 1974 году[178];
- Музей «Первые шаги электроэнергетики» — ведомственный музей при ОАО «Пятигорские электрические сети». Основан в 1983 году[179];
- Музей Пятигорского НИИ курортологии;
- Музей «Севкавгипроводхоз»[180];
- Музей телевидения (ГТРК «Ставрополье»);
- Музей истории Пятигорского государственного университета[181];
- Музей пятигорской милиции — полиции[182];
- Музей насекомых[183]. Долгое время находился в здании Академической галереи, в 2019 году переехал в другое здание;
- Горно-литературный музей Кавказского горного общества[184]. В настоящее время экспозиции музея располагаются в помещениях Пятигорского краеведческого музея;
- Музей истории туризма и альпинизма в России при Центре детско-юношеского туризма и экскурсий[185].

История
29 мая	1847 года открыт первый государственный музей на Кавказских Минеральных Водах — «бальнеологический консерваториум». Правопреемником консерваториума считается геогностический музей.
Библиотеки

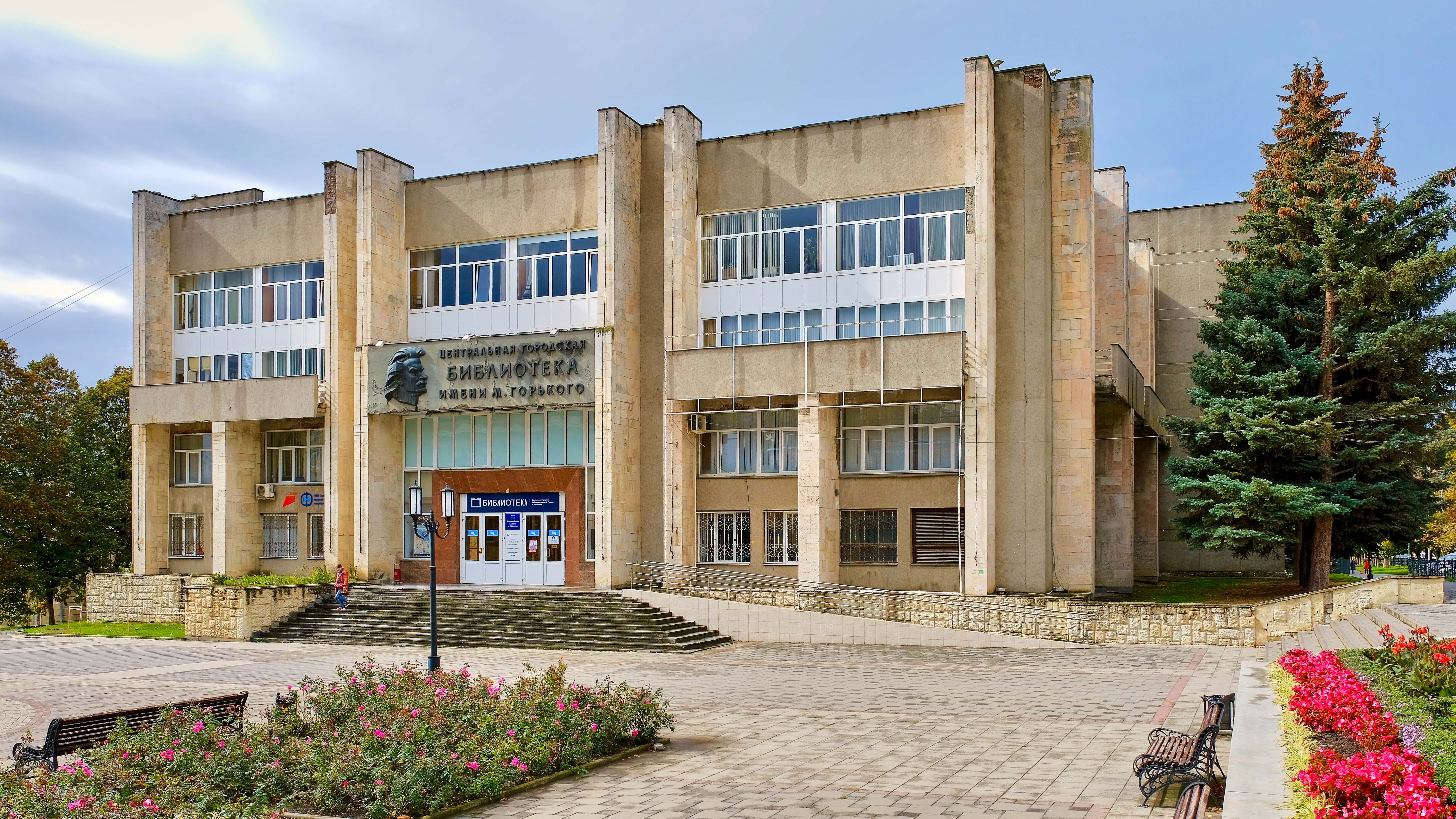
Центральная городская библиотека им. М. Горького

В 1979 году в городе была создана Пятигорская централизованная библиотечная система (ЦБС) во главе с Центральной городской библиотекой им. М. Горького, объединившая Центральную детскую библиотеку им. С. Михалкова и 14 библиотек-филиалов.
Собственными библиотеками располагают и другие учреждения культуры, например, Пятигорский краеведческий музей, музей-заповедник М. Ю. Лермонтова, а также многие лечебно-профилактические учреждения города-курорта. Богатые книжные фонды собраны при библиотеках пятигорских вузов. Специальная научная и учебная литература собирается в фондах библиотек СКФУ, ПГУ, ПФИ.
- Центральная городская библиотека им. М. Горького. Открыта 27 мая 1920 года[125]. Новое здание библиотеки построено в 1982 году, является памятником архитектуры. Авторы проекта и архитекторы — Г. Минайченко, А. Привалова, П. Абидов. Крупнейшая на Кавказских Минеральных Водах библиотека. Фонд учреждения представлен не только современными изданиями, но ценным собранием редких книг (включая часть книжной коллекции, поступившей из закрытой в 2000-х годах Пятигорской курортной библиотеки)[188].
- Центральная курортная библиотека. Основана в 1859 году по распоряжению наместника России на Кавказе князя А. И. Барятинского как библиотека Управления Вод. Первая библиотека на КМВ. С 1872 года располагалась в здании Николаевского вокзала (снесён в 1920 годах, находился рядом с нынешней Лермонтовской галереей)[26]. До закрытия в бывшем здании церковно-приходской школы (проспект Кирова, 22). Содержала в своих фондах раритетные издания, в том числе книги, изданные при жизни авторов. Библиотека закрыта в 2007 году. Часть фондов передана в Центральную городскую библиотеку им. М. Горького[189].

Театр

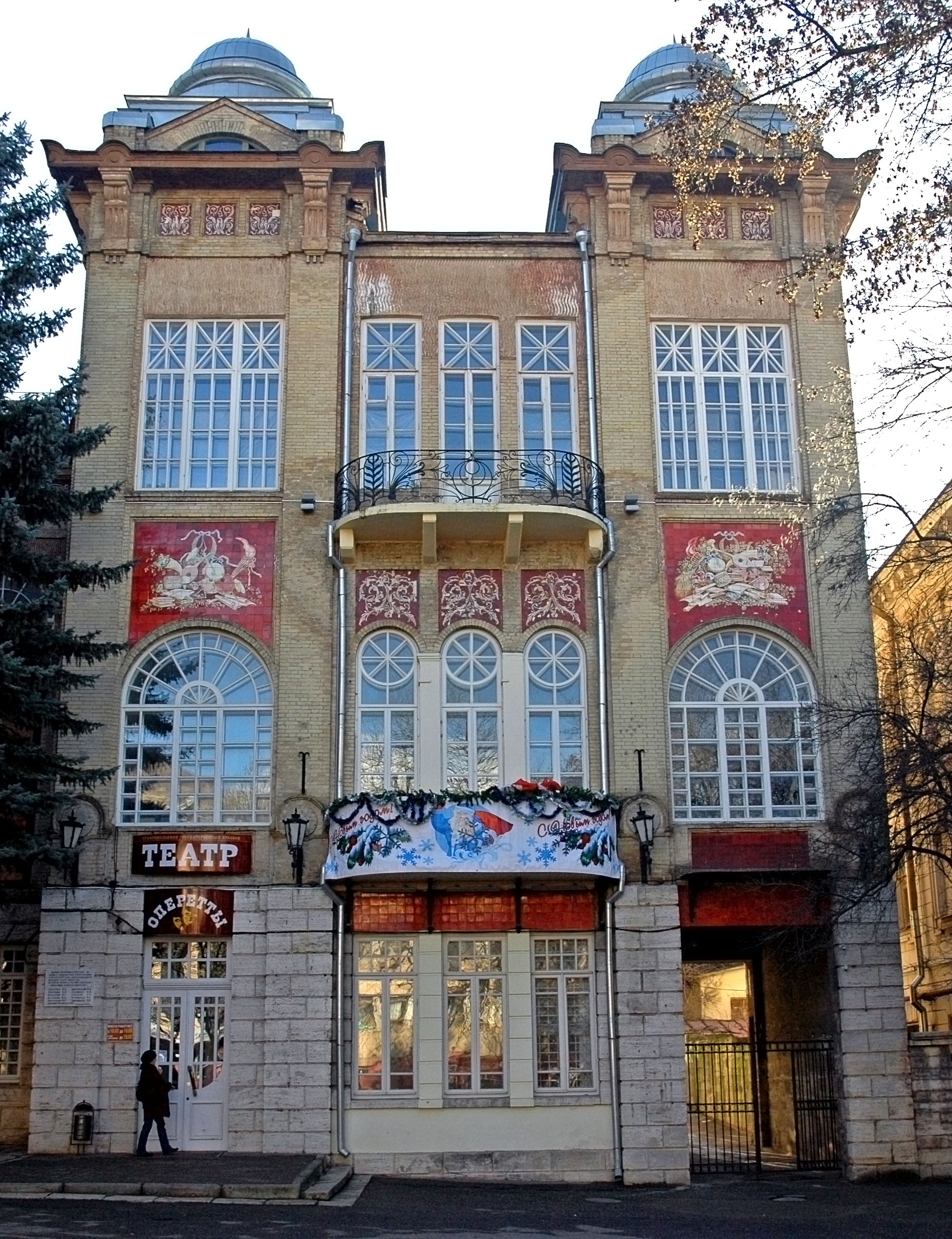
Ставропольский государственный краевой театр оперетты

Ставропольский государственный краевой театр оперетты. 17 мая (по старому стилю) 1915 года было освящено и торжественно открыто здание Всесословного клуба. Построено архитектором А. И. Кузнецовым в стиле неоклассицизма с элементами модерна. Здание построено на средства Общества пособия бедным, которое также содержало в Пятигорске столовую, ночлежный дом, библиотеку, начальную школу и студенческий санаторий. В 1939 году сюда был переведён театр музыкальной комедии Чечено-Ингушской АССР и назывался Пятигорский театр музыкальной комедии.
Филармония
- Концертный зал «Камертон» (Зелёный театр) — ПКиО им. Кирова
- Филармония — парк «Цветник», Лермонтовская галерея (музыкальная гостиная «Благодать»)

Кинотеатры
- Кинотеатр «Другар» (в переводе с болгарского означает «друг», «товарищ»). Открыт 12 января 1974 года, рассчитан на 300 мест[147]. Реконструирован в 2010 году. В 2020 году продолжается реконструкция здания.
- Кинотеатр «Космос». Открыт в феврале 1963 года. Был первым широкоформатным кинотеатром Северного Кавказа на тот момент[192]. Реконструкция в 2012−2013 годах. Должен был стать самым большим кинотеатром СКФО[193]. По состоянию на 2020 год реконструкция не закончена.
- Кинотеатр «Родина»[194].
- Кинотеатр «Кино-Вершина»[195]
- Кинотеатр «Октябрь»[196]
- Кинотеатр «Галерея Синема»[197]

До начала 1990-х годов в Пятигорске работали кинотеатры «Бештау» (улица Спортивная) и «Машук» (угол проспектов Кирова и 40 лет Октября, разрушен при строительстве ТРЦ «Галерея»).
Дом культуры
- Общекурортный Дом культуры;
- Городской Дом культуры № 1 имени поэта Дементьева Андрея Дмитриевича[198]. Действует около 45 клубных формирований, где занимается свыше 1000 человек. Комплекс зданий Дома культуры включает концертный зал на 462 посадочных мест[199].

Международный юношеский конкурс пианистов имени В. И. Сафонова
В июне 1993 года в Пятигорске проведён первый Северо-Кавказский конкурс юных пианистов им. В. И. Сафонова. С 2007 года проходит в ранге международного. С 1 по 6 июня 2023 прошёл XV конкурс.
КВН
- Сборная Пятигорска — чемпион Высшей лиги КВН (2004)
- ГородЪ ПятигорскЪ — чемпион Высшей Лиги КВН (2013)

Праздники
День города — второе воскресенье сентября.

## Другие организации
- СИЗО-2 УФСИН России, ул. Теплосерная, 123. Неофициальное название — Белый лебедь.

В 1904 году был арестный дом на 30 человек и ночлежка на 20 мест. Содержались за счет города, но государство возвращало городу половину суммы через государственное казначейство. Для содержания арестантов в Пятигорске существовала одна смешанная тюрьма на 82 человека с больницей на три места и фельдшер при ней.

## Объекты культурного наследия
Пятигорск имеет богатую историю, запечатлённую в площадях, зданиях, памятниках. Многое в городе связано с именем Лермонтова, становлением Советской власти на Кавказе, Великой отечественной войной.

## Достопримечательности
Домик Лермонтова

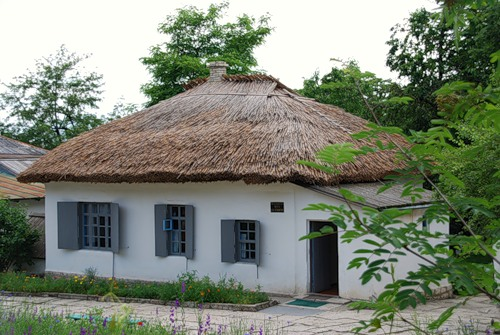
Домик М. Ю. Лермонтова

В этом доме, принадлежавшем капитану, дворянину Василию Ивановичу Чилаеву, в 1841 году последние два месяца своей жизни — с 14 (26) мая по 15 (27) июля 1841 года — прожил великий русский поэт Михаил Юрьевич Лермонтов. Здесь им были написаны последние стихи, отсюда он отправил своё последнее, известное нам письмо, адресованное бабушке. Сюда же с места дуэли привезли его окровавленное тело, отсюда 17 (29) июля 1841 года его провожали в последний путь.
Первые упоминания о домике появились в русской печати в 1859 году. А 5 августа 1884 года по инициативе знаменитого русского драматурга А. Н. Островского на фасаде у входа появилась маленькая мемориальная доска с надписью: «Домъ, въ которомъ жилъ поэтъ М. Ю. Лермонтовъ». В 1908 году в прессе был поднят вопрос о выкупе дома. В результате, благодаря вмешательству в это дело Академии Наук, Пятигорская городская дума вынесла постановление о приобретении домика. В 1912 году Кавказское горное общество выкупило домик за 15 тысяч рублей и в нём был устроен музей.
В 1973 году был создан Государственный музей-заповедник М. Ю. Лермонтова, объединивший лермонтовские места в Пятигорске, Железноводске и Кисловодске. Центром заповедника стал старейший в Пятигорске городской квартал — Лермонтовский квартал, внутри которого находится «домик Лермонтова», дом Верзилиных, дом Уманова и другие исторические постройки. Ежегодно, 15 октября, в день рождения поэта, здесь проводятся лермонтовские праздники поэзии.
В 1997 году в состав музея включён находящийся рядом дом Алябьева. Сейчас в этом доме проходят литературно-музыкальные вечера.

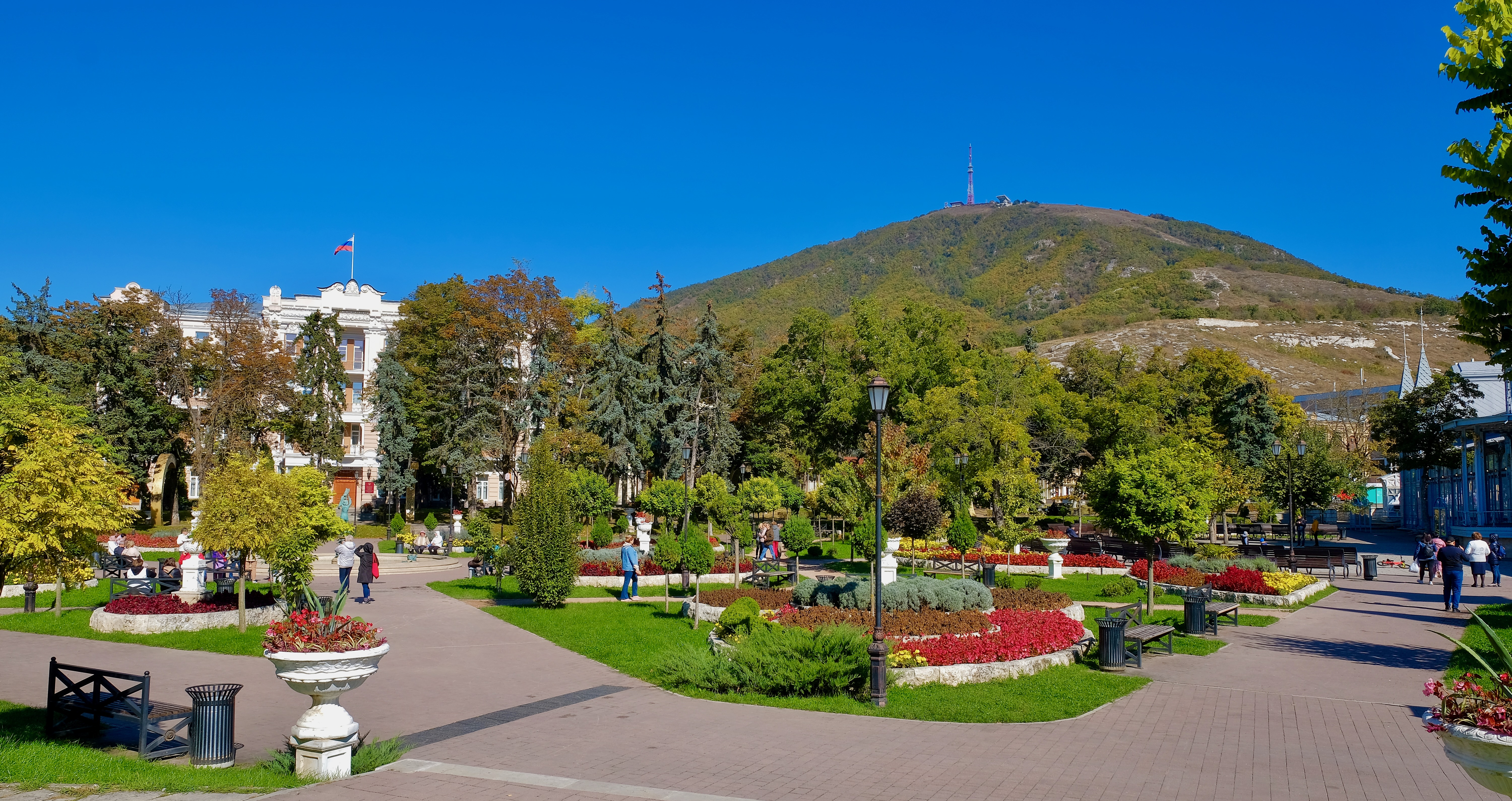
Парк «Цветник»
Заложен в июле 1828 года. Устроен в 1829—1831 годах на месте болот, образовавшихся из стекавших с горы источников. Первоначально назывался «Николаевский Цветник».
Украшением парка являются Лермонтовская галерея, грот Дианы, Ермоловские и Лермонтовские ванны. В пределах парка располагается здание бывшего бювета источника минеральной воды, памятник архитектуры «Кофейня Гукасова».
В июне 2019 года после реконструкции, длившейся меньше года, парк преобразился. Среди прочих насаждений появились неприсущие для ставропольского климата пальмы, установлены новые арт-объекты: необычные солнечные часы, бронзовая скульптура девушки, питьевой бювет-тритон, устроены новые цветники. В оформлении территории активно использован травертин (машукский камень), придающий парку облик старого курорта.
Лермонтовская галерея

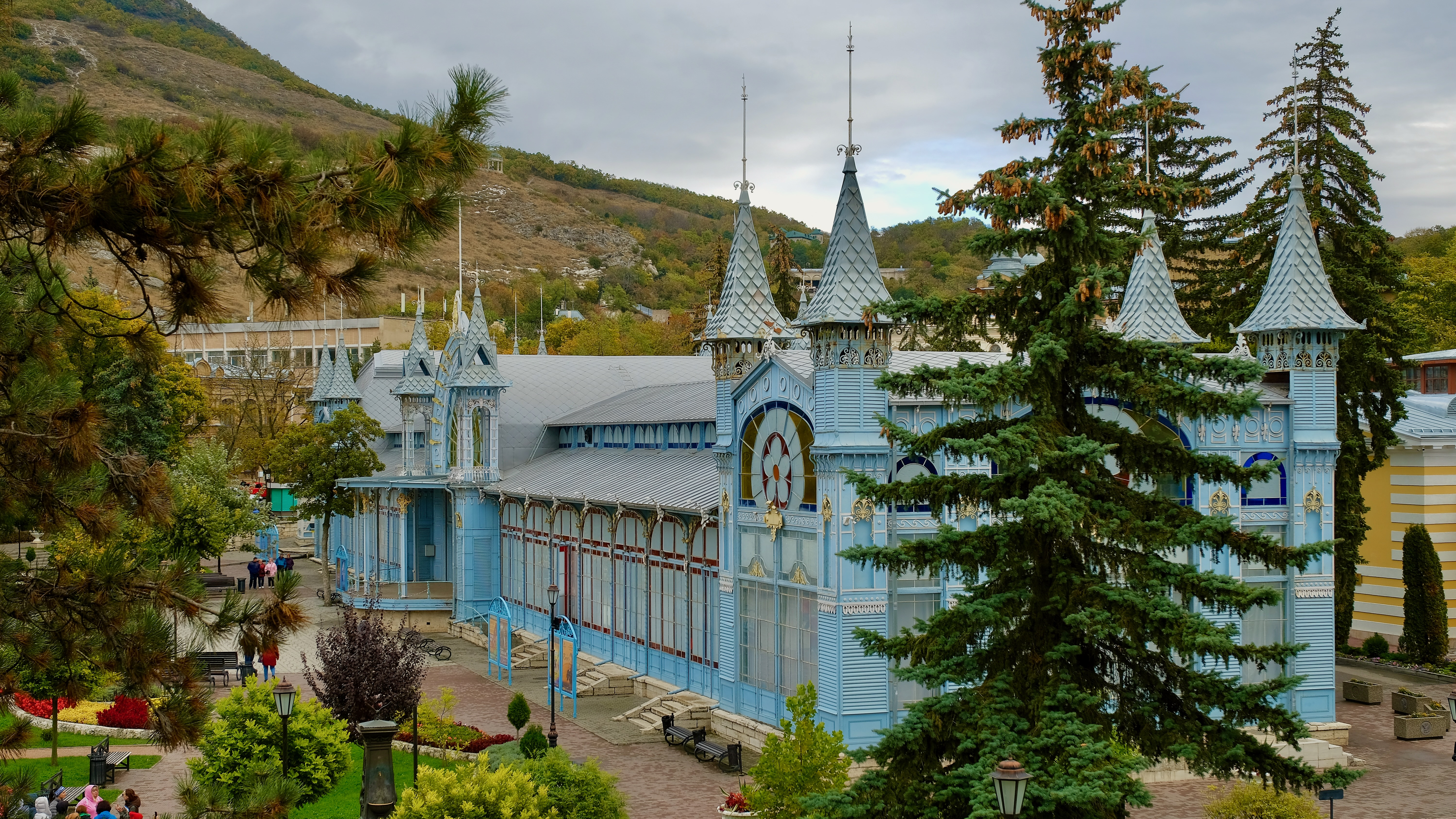
Лермонтовская галерея Государственной филармонии КМВ

В рамках благоустройства курортов в начале XX века, директором Вод В. В. Хвощинским было решено в Пятигорске возвести модную по тому времени постройку из металла и стекла. Вскоре Управление КМВ заключило договор на проектирование, изготовление и монтаж галерей с варшавской фирмой «Вл. Гостынский и Ко» (по установившемуся мнению галерея была куплена на Нижегородской ярмарке, однако этот факт уже опровергнут краеведами). Завершённая галерея (с летним театром, музыкальной эстрадой и большим залом) открылась для посетителей весной 1902 года и получила имя Великого русского поэта М. Ю. Лермонтова (первоначально открытый павильон для посетителей 15 июля 1901 г., в 60-ю годовщину гибели Лермонтова, был назван впоследствии в честь поэта). До наших дней здание дошло почти без изменений. Ныне оно принадлежит Государственной филармонии на КМВ и имеет концертный и выставочный залы. В галерее выступали многие известные люди, в том числе Шаляпин, Ермолова, Собинов, Маяковский, М. Балакирев и другие.

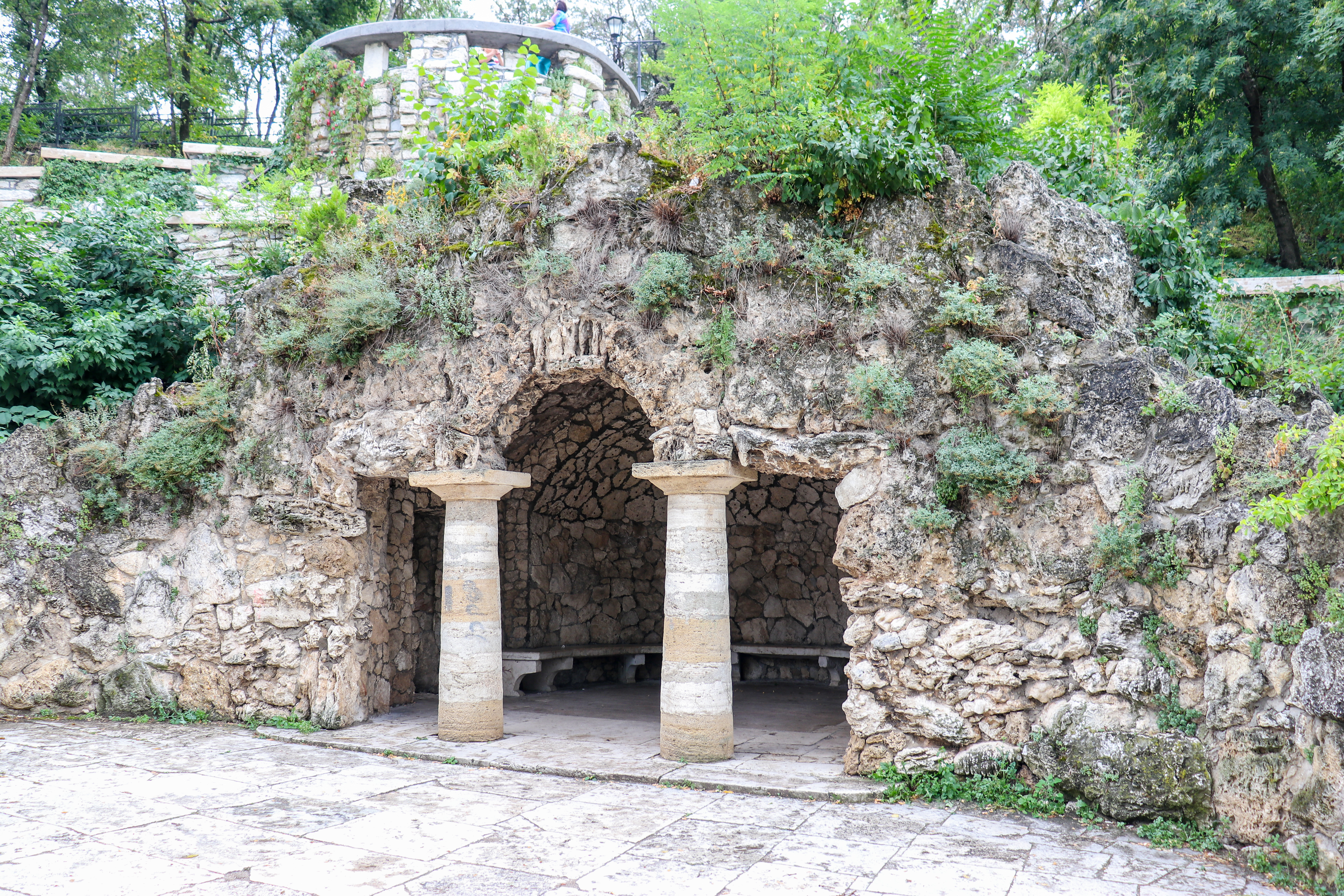
Грот Дианы
Расположен в парке «Цветник», первоначальное название — Грот Эльборус, в память первого восхождения на Эльбрус участников экспедиции под руководством генерала Емануеля в 1829 году. У входа в грот были установлены две чугунные доски с текстами (на русском и арабском языках) об этом восхождении. Чуть позже грот назвали именем Дианы, покровительницы охоты в древнеримской мифологии. Грот сооружён в 1831 году братьями Бернардацци. Это искусственно высеченная в скале пещера на северном склоне горы Горячей украшена колоннами из тёсаного камня. 8 (20) июля 1841 года, за неделю до гибели М. Ю. Лермонтов и его друзья устроили в гроте бал.

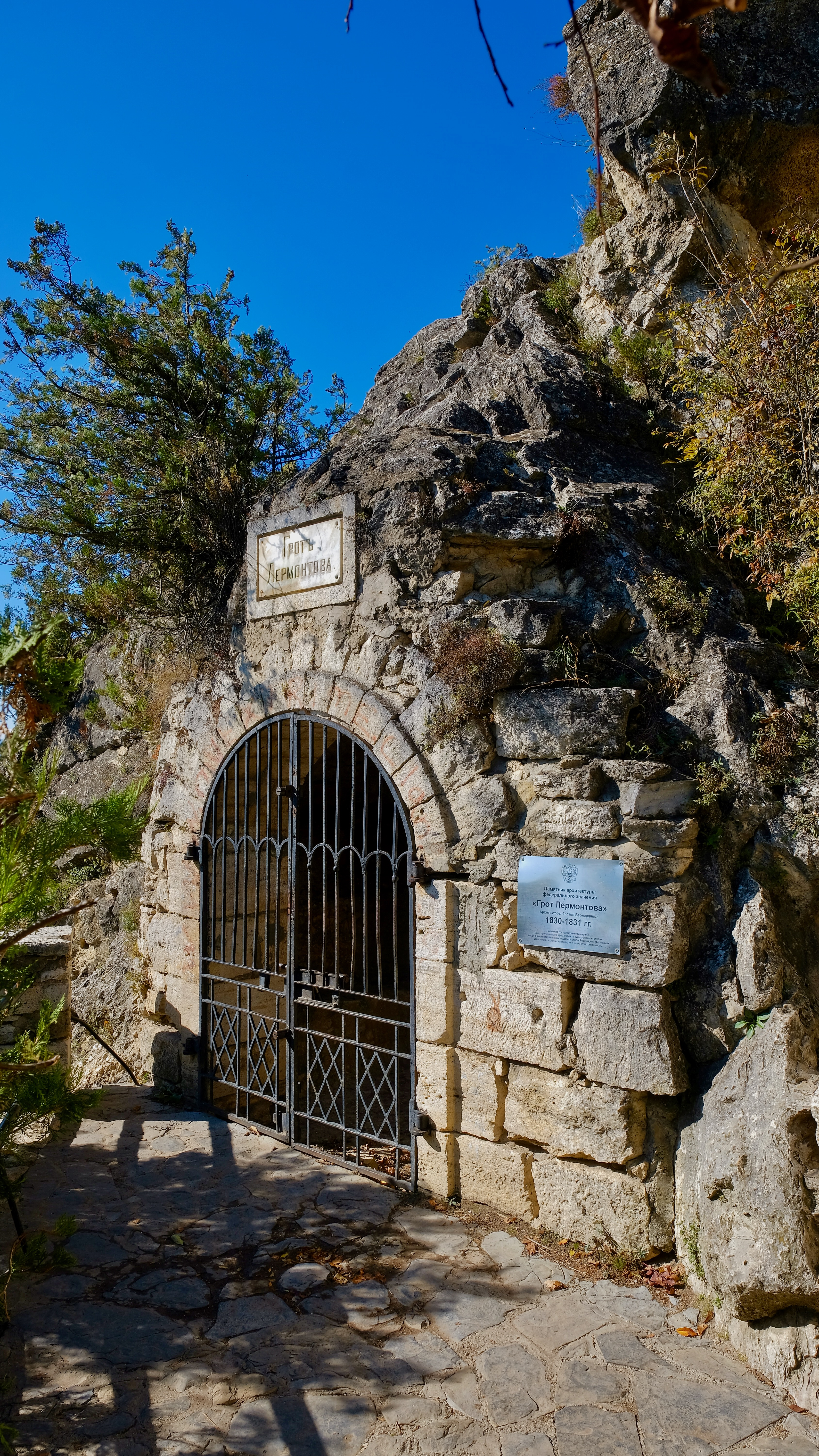
Грот Лермонтова
В 1829 году во время устройства Емануелевского парка братьями Бернардацци были сделаны два романтических грота: большой и малый.
- Большой грот имеет естественное происхождение — небольшую пещеру лишь углубили. В 1860-х годах его начали называть Лермонтовским, так как считали, что отсюда писатель любил наблюдать за «водяным обществом».
- Малый грот был устроен на северном склоне горы Горячая. Есть предположение, что именно этот грот был описан в «Княжне Мери» как место случайной встречи Печорина и Веры. Впоследствии свод грота обрушился, остатки ниши с каменной скамьёй можно обнаружить позади Академической галереи[204].

Беседка «Эолова арфа»

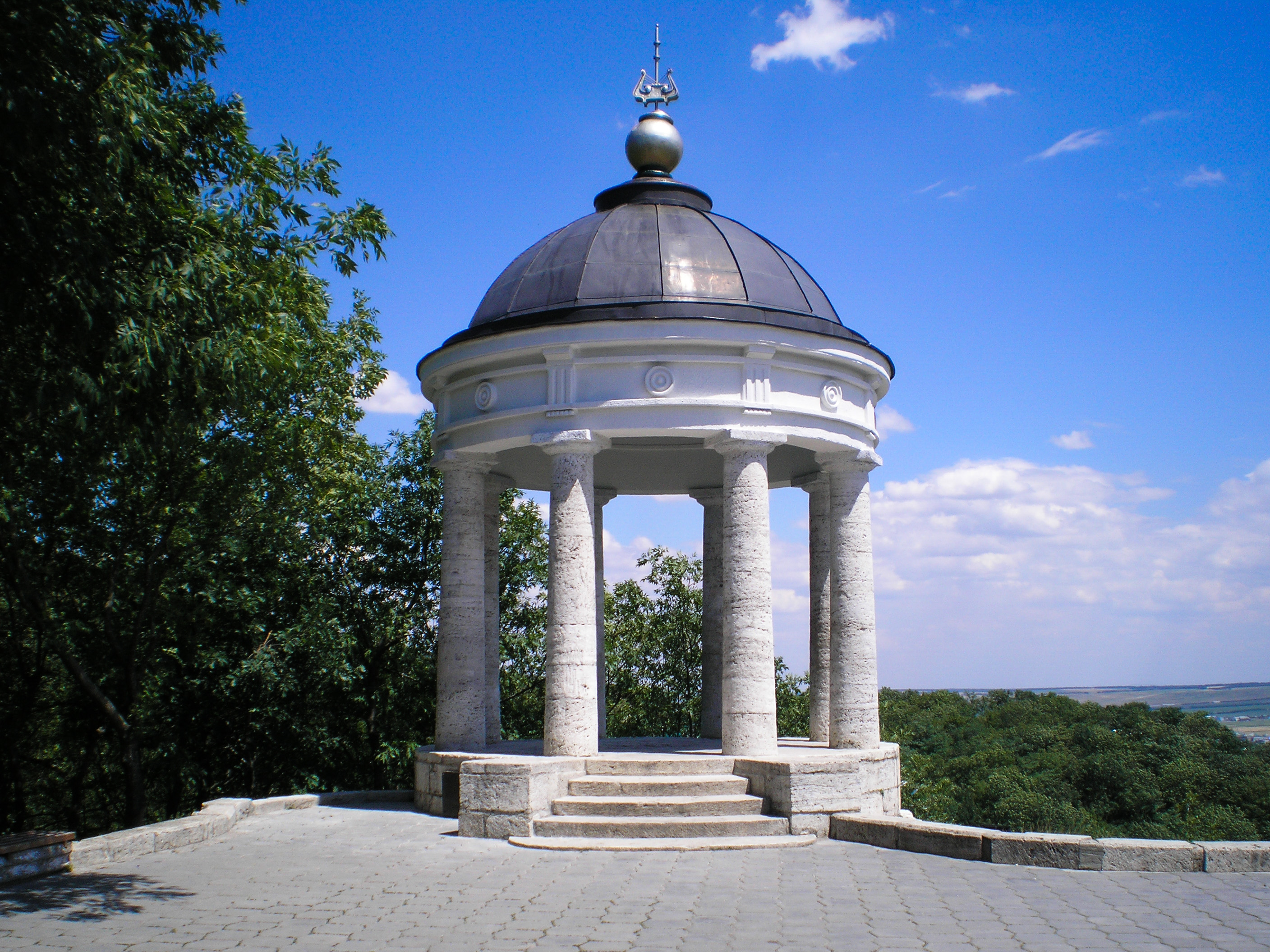
Беседка Эолова арфа в Пятигорске

Строилась с 1830 по октябрь 1831 года по проекту Джузеппе Бернардацци на самой высокой точке Михайловского отрога горы Машук. Прообразом был павильон «Храм Эола» английского архитектора Уильяма Чемберса, построенный в парке Кью под Лондоном. В беседке установили оригинальный музыкальный инструмент — эолову арфу, широко распространённую в Европе. Уличная эолова арфа состояла из пары простых эоловых арф, заключённых в круглый дощатый корпус с особым крылом, которое поворачивало арфы под определённым углом к ветру. Воздушные струи, проникающие через узкие щели в корпусах арф, вызывали колебания жильных струн разной толщины, издающих различные обертоны. Оригинальная арфа простояла до 1861 года. В 1890-х на куполе беседки в летнее время устанавливалась звучащая эолова арфа упрощённой конструкции. В 1972 году на куполе беседки было установлено уникальное электромеханическое музыкальное устройство, управляемое ветром — электронная «эолова арфа», которая звучала на протяжении почти 20 лет. В 2008 году в беседке установлена аудиоаппаратура, которая играет уже независимо от ветра.
С беседки открывается замечательный вид на гору Эльбрус, город Пятигорск и посёлки Горячеводский и Свободы.

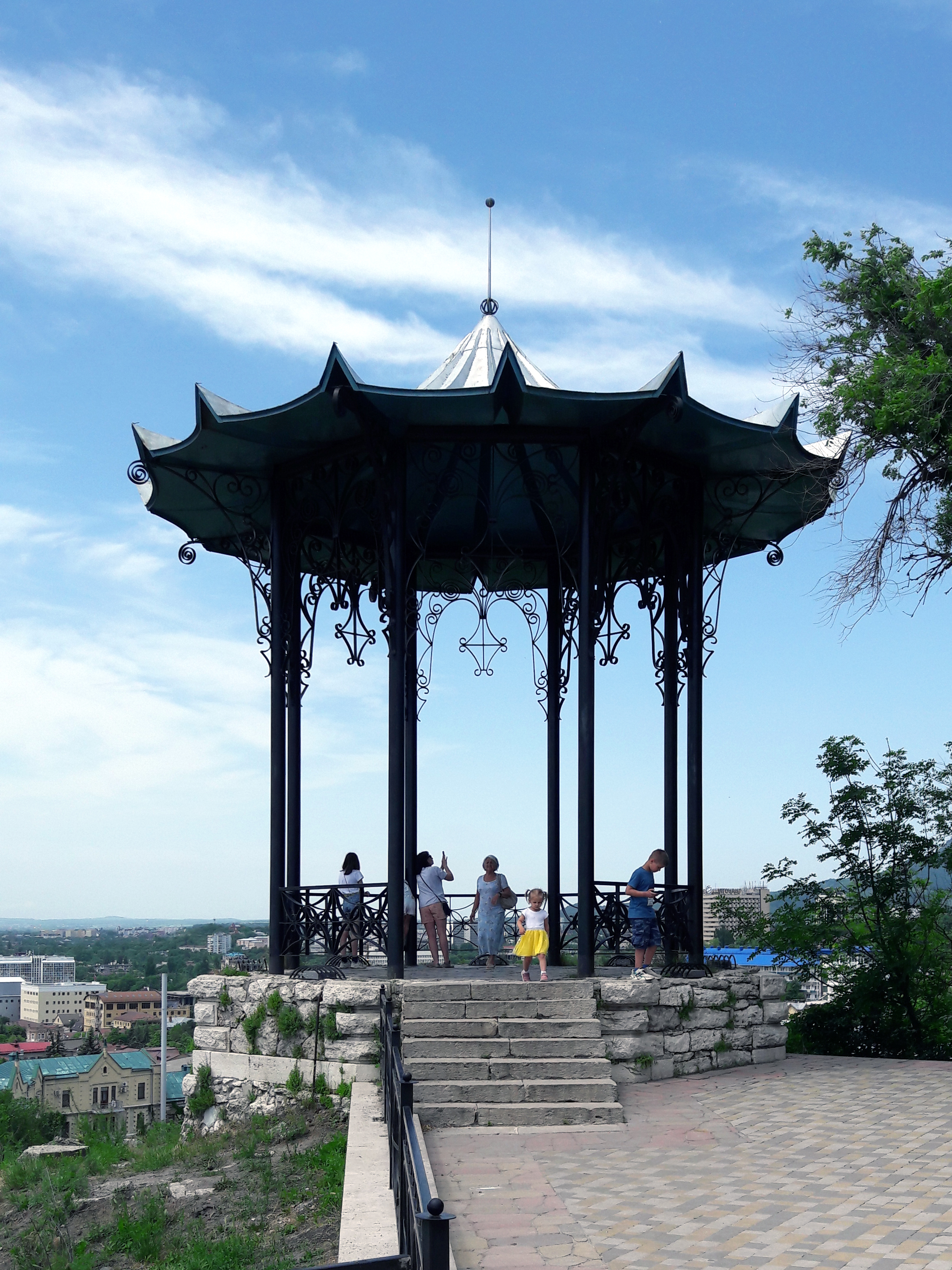
«Китайская» беседка
Из-за её причудливой архитектуры названа «Китайской». Раньше была украшена цветными стёклами, и называлась «Цветной». Появилась здесь в 1902 году, но была утрачена. Позднее скульптор И. Ф. Шаховская спроектировала новую беседку. Она была установлена в 1974 году. С неё открывается прекрасный, как и во времена Лермонтова, вид на горы Эльбрус, Машук и Бештау, реку Подкумок, и на, конечно, собственно живописную панораму города.
Место дуэли М. Ю. Лермонтова

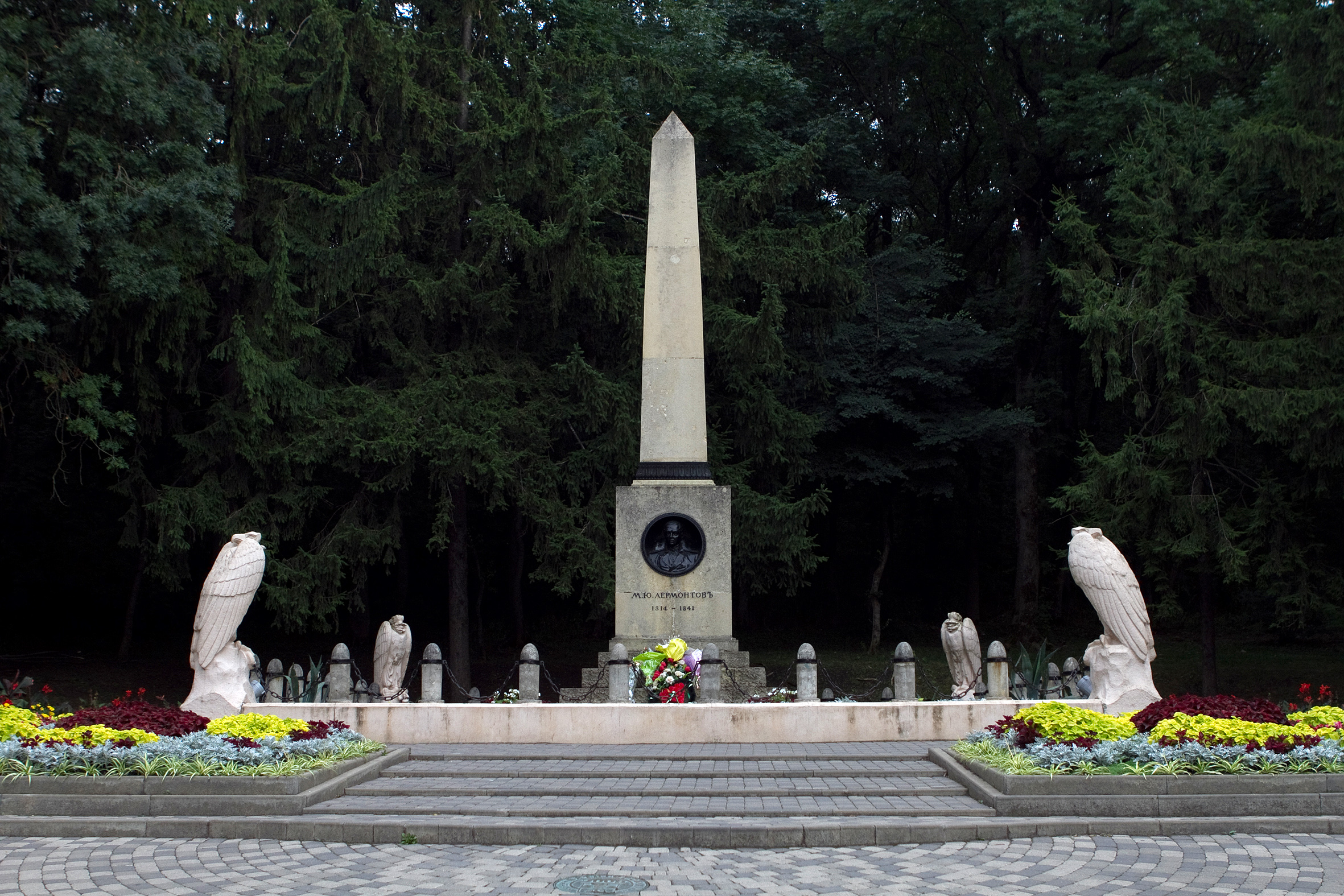
Место дуэли Лермонтова

Поединок поручика М. Ю. Лермонтова с отставным майором Н. С. Мартыновым состоялся ненастным вечером 15 (27) июля 1841 года. Современный памятник воздвигнут по проекту скульптора Б. М. Микешина. Место установки памятника было выбрано, исходя из удобства посещения. Подлинное место дуэли неизвестно.
Название Пятигорска на жестовом языке глухонемых выглядит, как два направленных друг на друга пистолета — то есть как место этой произошедшей здесь дуэли.
Скульптура «Орёл»

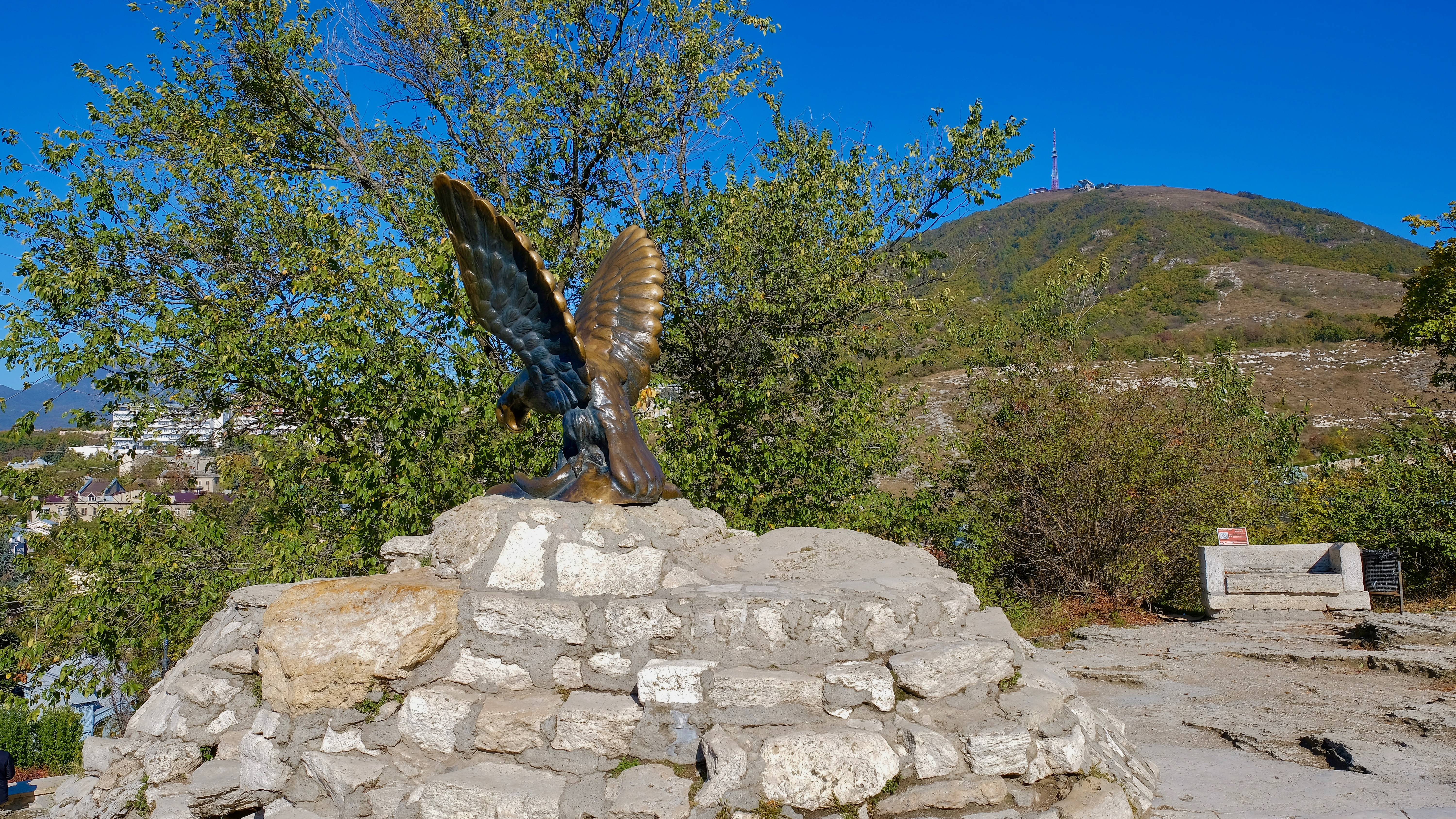
Скульптура Орёл на горе Горячей

Скульптурная композиция, изображающая орла в схватке со змеёй — официальный символ Кавказских Минеральных Вод. Эта композиция была изготовлена скульптором Л. К. Шодким к столетию курорта, открыта 1 мая 1901 года. По мысли автора орёл олицетворяет целебную силу минеральных источников, побеждающих болезни, которые символизирует змея в когтях у могучей птицы. Скульптура не раз меняла облик. Первоначально скульптурная композиция была изготовлена из цемента, но за прошедшие десятилетия цементная фигура не раз приходила в негодность, и её приходилось реставрировать. В 1973 году композиция была заново отлита из бронзы на Ленинградском заводе монументальной скульптуры, и установлена на прежнем месте. Открыта 15 октября 1973 года.
Аналогичные скульптуры установлены во всех городах Кавказских Минеральных вод: Пятигорске, Кисловодске, Ессентуках и Железноводске — но пятигорский орёл пожалуй самый красивый, и самый знаменитый среди них.

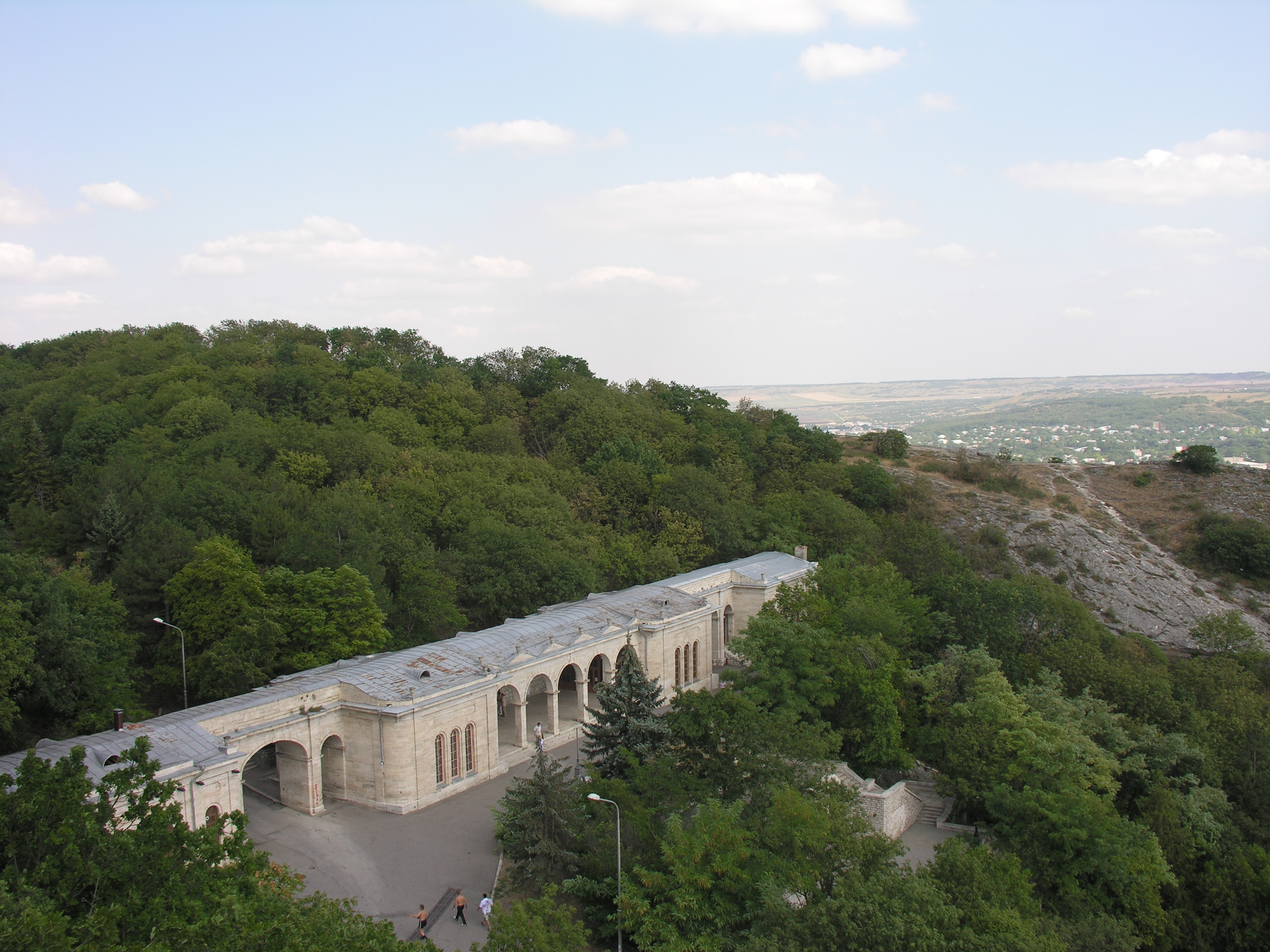
Академическая (Елизаветинская) галерея в Пятигорске

Академическая (Елизаветинская) галерея
От беседки «Эолова арфа» к Академической галерее можно спуститься по тропинке. В середине XIX века в верхней части ущелья, разделяющего гору Горячую и Михайловский отрог горы Машук появилось, как бы соединяя их между собой, здание Елизаветинской галереи. Своё изначальное название галерея получила по наименованию открытого в 1811 году Ф. П. Гаазом Елизаветинского источника. Проект галереи был разработан архитектором С. Уптоном. В правом крыле новой тогда галереи располагались ванны, называемые Товиевскими. В левом крыле находился зал отдыха. Рядом с галереей в то время были выставлены древние каменные изваяния, найденные на Кавминводах археологами-любителями. Ныне в ней располагаются бюветы минеральных (углекислых и углекисло-сероводородных) источников. Галерея была переименована в Академическую в честь двухсотлетия Российской академии наук в 1925 году. К галерее можно также подняться из парка «Цветник», по широкой каменной лестнице, построенной в 1930-е годы. С площадки перед галереей открывается примечательный вид на Пятигорск и его окрестности.
Парк культуры и отдыха им. С. М. Кирова
В 1835 году, ещё на территории Горячих вод, началось устройство садовой школы (или Казённого сада) на площади в четыре десятины за городом, на берегах реки Подкумок. По другим данным парк открылся в 1829 году. К 1912 году Казённый Сад стал напоминать старинный усадебный парк. На пруду можно было кататься на лодках. Тополёвые и каштановые деревья обрамляли тенистые аллеи. После 1917 года Казённый Сад был переименован в Курортный парк Карла Либкнехта. В 1949 году на его территории было создано искусственное озеро. В апреле 1952 года парк был переименован в Парк культуры и отдыха имени С. М. Кирова. В 1952 году архитектор П. П. Еськов победил в конкурсе на лучший проект оформления входа в парк. Полукруглые пилоны, украшающие вход в парк и по сей день, являются образцом провинциальной сталинской архитектуры. В 1953 году по проекту архитектора Б. П. Светлицкого на естественном склоне парка началось строительство Зелёного театра на 2200 мест. В 1980-х годах Зелёный театр был реконструирован — над зрительскими рядами появилась крыша, а вместо деревянных скамеек — пластиковые кресла. После реконструкции Зелёный театр получил название «Летний киноконцертный зал „Камертон“». В настоящее время площадь парка 22,8 гектара, на которых расположены концертный зал «Камертон», кафе, стадион «Центральный» («Труд»), теннисные корты, планетарий, различные аттракционы, озеро с лодочной станцией, контактный зоопарк.
Другие парки города
В городе также имеется Комсомольский парк (Белая Ромашка) и Парк Победы (у Новопятигорского озера), а также Ореховая роща с Поляной песен (выше Студенческого городка).
Пятигорский некрополь

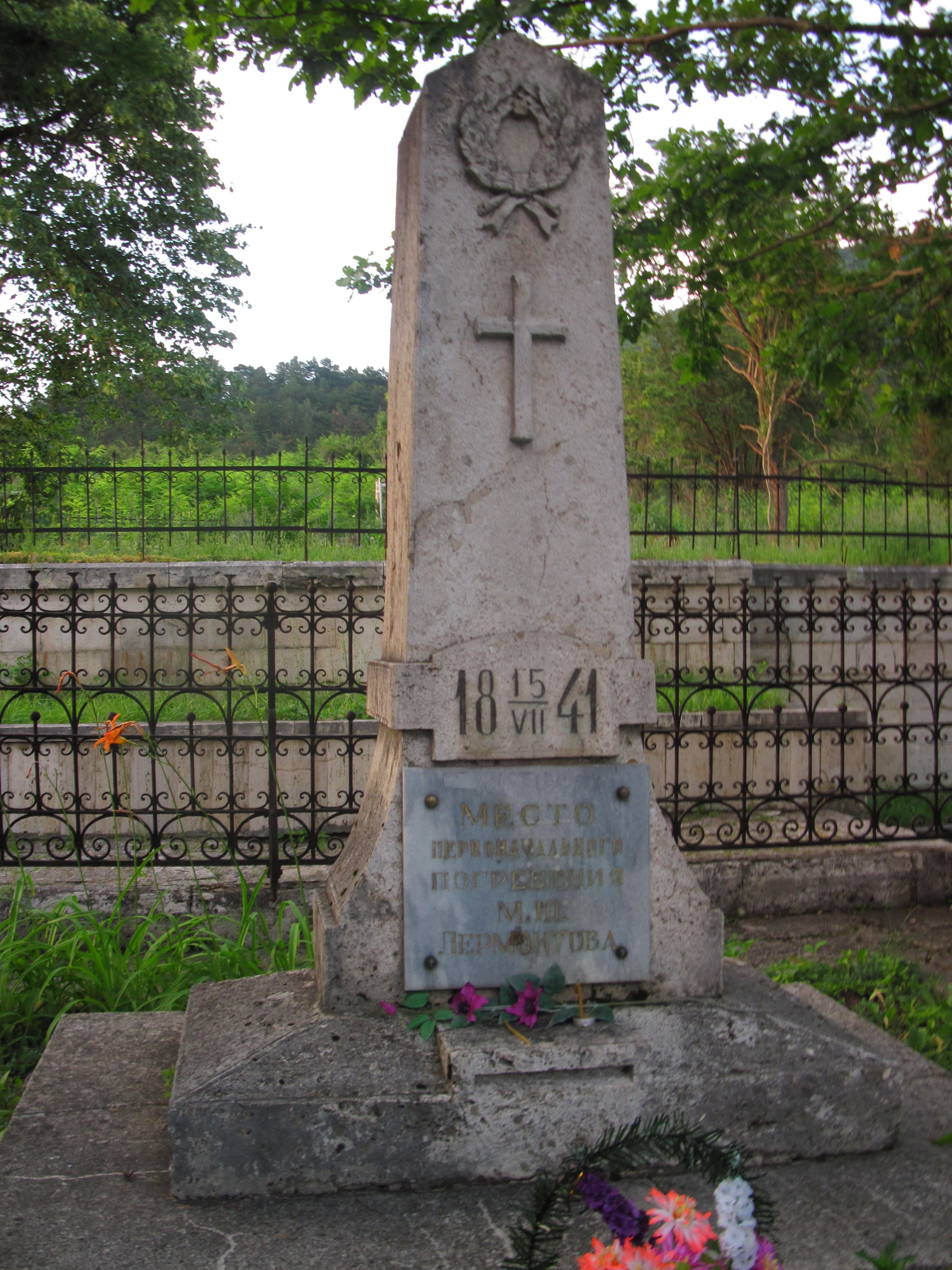
Некрополь. Место первоначального захоронения М. Ю. Лермонтова

Основан в 1824 году, является государственным памятником архитектуры.
Музей под открытым небом — так нередко называют одно из старейших на Северном Кавказе пятигорское кладбище «Некрополь», расположенное у подножия горы Машук.
Возникновение его относится к первой половине XIX века. Губернатор края, командующий войсками Кавказской линии, генерал фон Сталь Карл Фёдорович, предвидя растущее значение молодого курорта, решил сам выбрать территорию для будущего кладбища. Ему особенно понравилось холмистое, живописное место, с которого открывался вид на будущий город, на горную цепь Главного Кавказского хребта с величавым Эльбрусом в центре.
Выбор оказался удачным и был одобрен сопровождающими его лицами. При этом фон Сталь заметил: «Желательно, чтобы первым было захоронено какое-то значительное лицо». Через несколько дней он скончался от кровоизлияния в мозг и был первым похоронен на этом кладбище. Дата его погребения, 28 июля 1824 года, является началом основания пятигорского кладбища «Некрополь».
На территории «Некрополя» много исторических памятников. Это могилы воинов, отдавших жизнь за независимость Родины, могилы видных государственных деятелей, учёных, литераторов, художников, врачей. В Некрополе расположено захоронение братьев Бернардацци, место первоначального погребения поэта М. Ю. Лермонтова и многих других. Пятигорск всегда был многонациональным городом, соответственно, было много и вероисповеданий. Каждая национальность имела свой участок для захоронений.
В начале XX столетия обособилось отдельное воинское полковое кладбище Ширванского полка, которое стало интенсивно заполняться, когда полк, как ненадёжный в политическом отношении, в первую мировую войну был послан на турецкий фронт. На этом кладбище хоронили офицеров, павших в бою (альтернативное название — Воинское мемориальное кладбище).
В настоящее время одно из мест, пользующееся популярностью у неформальных молодёжных движений
Дача «Эльза»
 301410019930005
Весной 1905 года открылись номера дачи «Эльза». Местный предприниматель Аршак Арутюнович Гукасов (1859—1947) возвел её на краю города у Емануелевского парка (ныне — ул. Лермонтова, 15). Спроектирована в эклектическом псевдороманском стиле, архитектор — С. И. Гущин. Дача национализирована в 1922 году и перестроена под санаторий УКМВ «Красная звезда», затем в ней разместился санаторий ВЦСПС «Пролетарий», в послевоенные годы здание было передано санаторию им. Лермонтова. Ныне полуразрушенное здание принадлежит частному лицу.
Дом лесничества
Каменное здание дореволюционной постройки в Перкальском питомнике (подножье Машука). Находится на территории бывшего детского туристического пионерского лагеря «Ровесник». В настоящее время находится в неудовлетворительном состоянии: пережило пожар, обвалилась лестница у центрального входа, нет крыши, в окнах нет стёкол.
Михайловская галерея
Построена в 1848 году в Емануелевском парке (английского стиля) солдатами из охраны курорта под руководством и по проекту Самуила Уптона.
С 1881 года в этом помещении служили панихиду по убиенному М. Ю. Лермонтову, в его память давали концерты, устраивали благотворительные лотереи. Являлась первой на территории КМВ питьевой галереей, построенной по проекту архитектора Уптона в мавританском стиле. Минеральный источник Михайловский, расположенный точно в центре, дал галерее название — Михайловская. В 1925 году в галерее был открыт Курортный музей. В 1990-е годы здание галереи сгорело. В 2001 году после реконструкции в здании открылась частная картинная галерея «Дадашев Арт Галери». Позже в ней располагался бильярдный клуб, кафе.
Озеро Провал

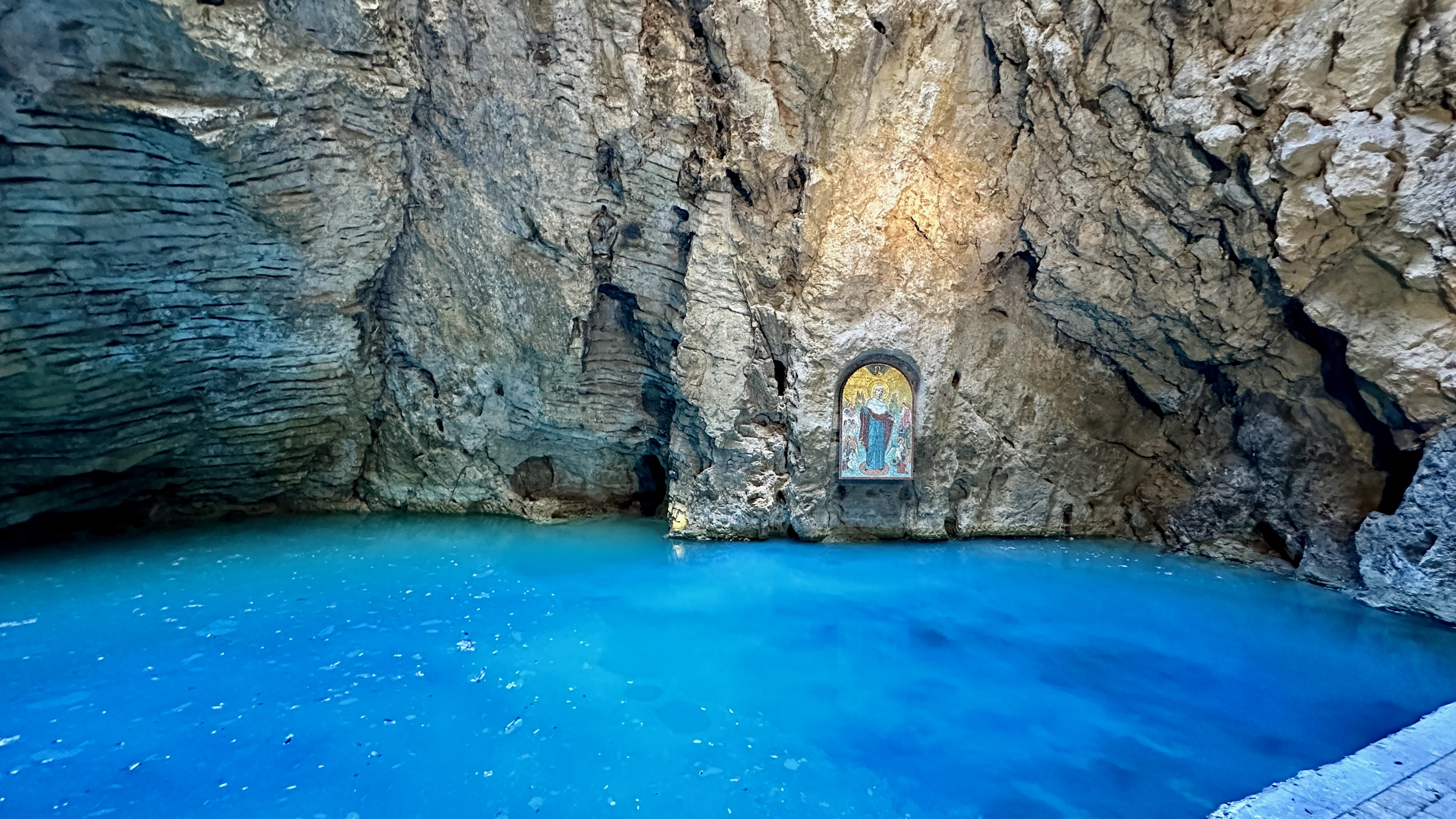
Озеро Провал в горе Машук

Провал представляет собой пещеру в виде конусообразной воронки, на дне которой находится карстовое озеро минеральной воды чистого голубого цвета. Глубина озера 11 м, ширина 15 м. Температура воды от 26 до 42 °C. Голубой цвет воде придают содержащиеся в ней сера (сероводород) и особые бактерии. После пробития в 1858 году тоннеля длиной около 58 м, воду стали принимать в лечебных целях. После торжественного освящения тоннеля и озера в 1885 году в гроте Провала в специальной нише была установлена икона Божией Матери Всех Скорбящих Радости, которая затем была заменена на икону Великомученика и Целителя Пантелеимона.
Канатная дорога
Построенная в 1971 году, пятигорская канатная дорога стала одной из главных достопримечательностей города. Обязательным пунктом визита в город Пятигорск является посещение вершины Машука, что оказалось интереснее всего совершить на таком необычном виде транспорта, как канатная дорога.
Фонтаны

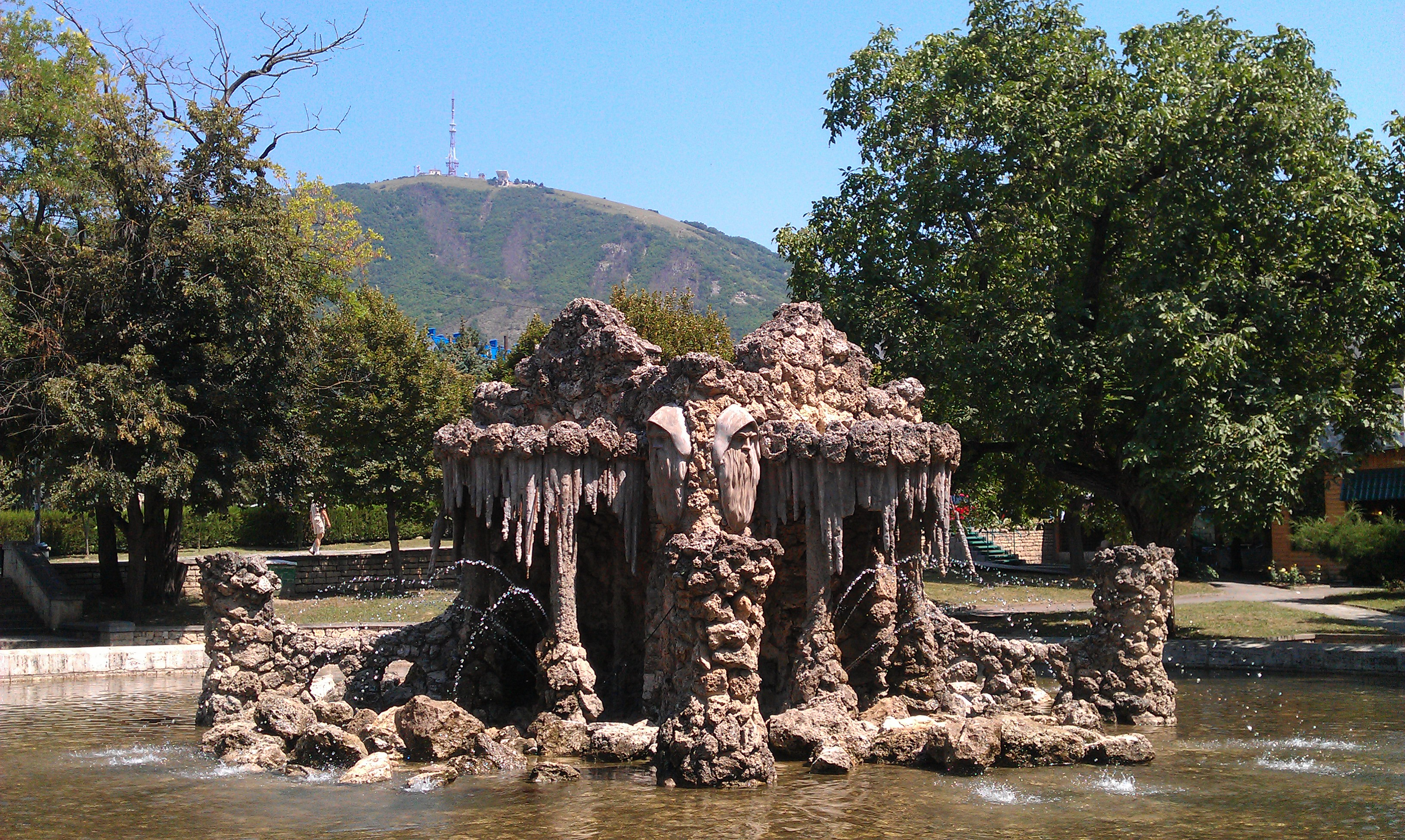
Фонтан Деды. Пятигорск

Первый городской фонтан в Пятигорске появился в 1890 году когда от источника пресной воды у горы Юца был поведён многокилометровый водопровод. В центре городского сквера в квартале, ныне ограниченном ул. Рубина, Дзержинского, Соборной и пр. Кирова была построена круглая каменная чаша фонтана. Позже небольшие фонтаны появились в разных частях города, в основном, в парках, скверах и на городских бульварах.
В советское время были построены новые фонтаны на площади перед администрацией в сквере «Дружбы», на ул. Лермонтова, фонтан «Подкова», у здания городской библиотеки и многие другие. В 1990-е многие фонтаны были утрачены и восстановлены только в 2000-е. Был реконструирован фонтан в сквере перед зданием администрации, фонтан в сквере им. Г.  Г. Анджиевского, у городской библиотеки, поющий фонтан напротив здания Пятигорского краеведческого музея. У кафе и ресторанов в центральной части города появилось множество небольших фонтанов.
Планетарий
Пятигорский планетарий расположен в Парке культуры и отдыха имени С. М. Кирова. Открыт 27 февраля 1960 года. В начале 1990-х учреждение было закрыто, в здании размещалось кафе. В 2012 году после реконструкции Пятигорский планетарий был вновь открыт. Он оснащён пятью купольными проекторами, которые дают объёмное цифровое изображение. Из фильмов и лекций посетители узнают много нового и интересного из жизни нашей Вселенной: как родилась Солнечная система, что собой представляют планеты, как был изобретён телескоп и многое другое. Пятигорский планетарий — единственное на Северном Кавказе учреждение подобного рода.
Новопятигорское озеро
Заполнение построенного в районе Новопятигорска озера длиной 1200 м и шириной 800 м началось в 1961 году. Официальное торжественное открытие состоялось в июне 1965 года. В настоящее время озеро является крупнейшим на Кавминводах разрешённым местом для купания. Вокруг озера расположилось несколько летних кафе. Оборудована станция спасателей, медпункт и пост полиции. Разрешёнными местами для купания являются пляжи на северном и восточном берегу озера. Они оборудованы буями.

## Религия
См. также Национально-культурные объединения Пятигорска, Перечень православных храмов Пятигорска
Из справки 1961 года: В Пятигорске официально функционируют три православные церкви, один молитвенный дом баптистов. Кроме того, имеются нелегальные секты молокан, пятидесятствующих субботников, хлыстов, разрозненные группы адвентистов седьмого дня и адвентистов-реформистов.
Русская православная церковь
Пятигорск — Кафедральный город (с 22 марта 2011) Пятигорской и Черкесской епархии

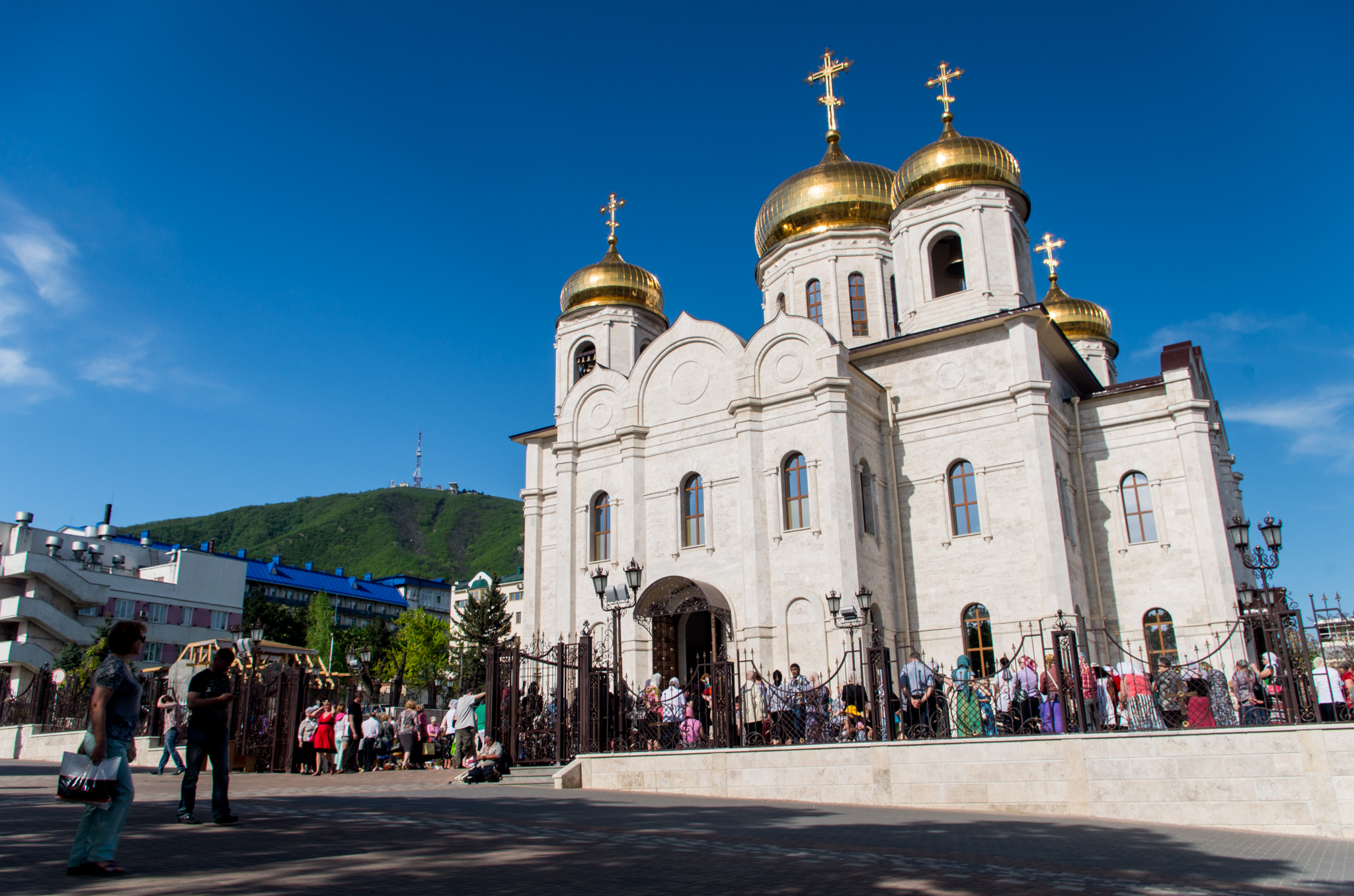
Спасский Кафедральный собор

- Кафедральный собор во Имя Христа Спасителя, исцеляющего расслабленного при Овчей купели (Спасский Собор). Освящён в декабре 2012 года Святейшим Патриархом Московским и всея Руси Кириллом[214]

Спасский Собор на этом же месте первоначально был освящён в июне 1869 года. В феврале 1865 года Священный Синод выделил 10 000 рублей на завершение работ по сооружению Спасского собора.
- Скорбященская церковь (Церковь Иконы Божией Матери «Всех Скорбящих Радость»)
- Церковь Георгия Победоносца.

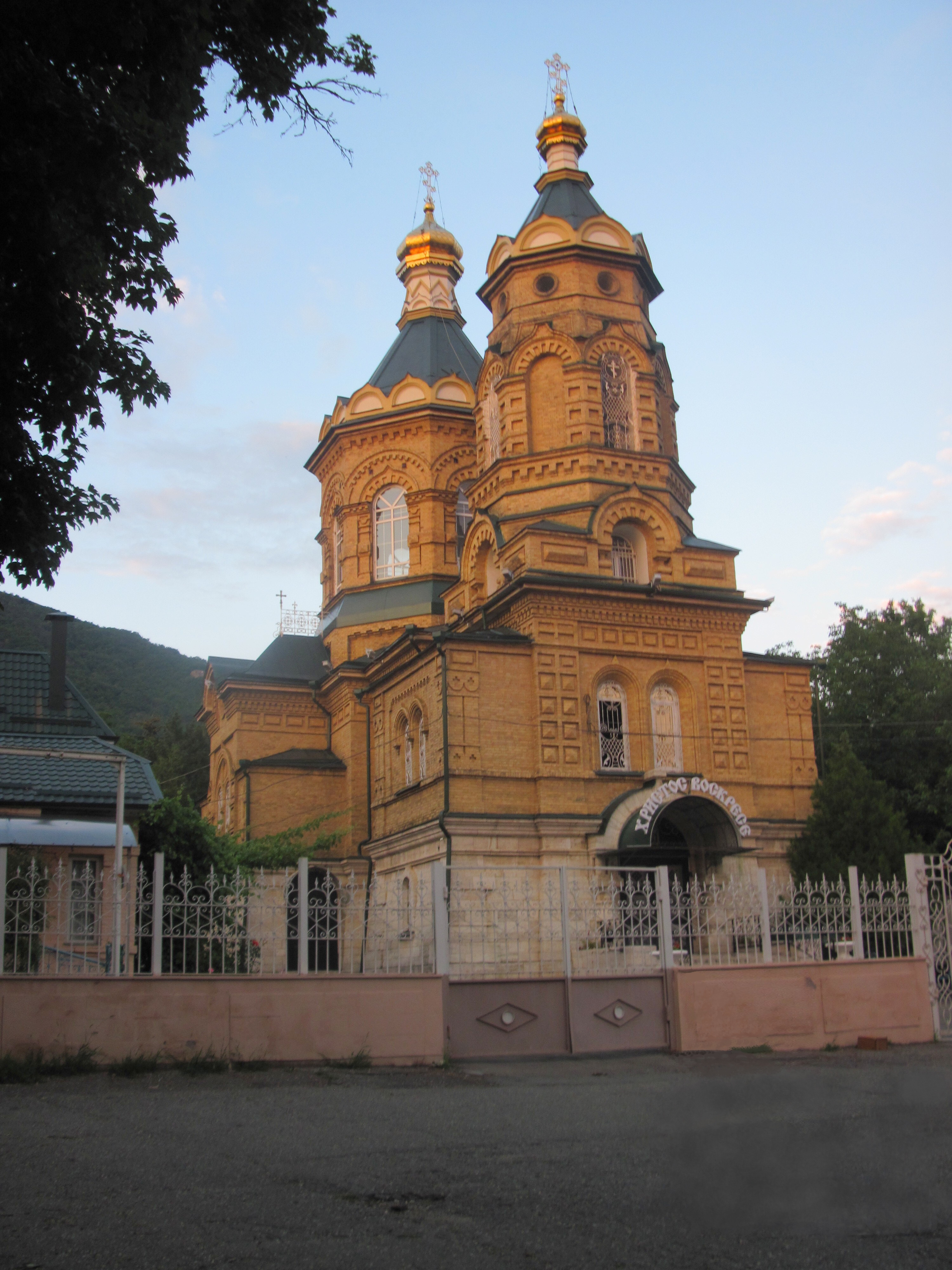
Лазаревская кладбищенская церковь

- Лазаревская церковь (храм Святого Праведного Лазаря). Церковь в честь Праведного Лазаря, епископа Китейского. Другое название Лазаревская кладбищенская церковь
- Храм-часовня в честь святителя Луки, Архиепископа Симферопольского на территории городской больницы № 1[217].
- Михаило-Архангельский собор. Построен в конце XIX-го века.
- Церковь святителя Николая Чудотворца (Свято-Никольская церковь) — Ново-Пятигорск.
- Часовня Олега Брянского[218].
- Церковь Покрова Пресвятой Богородицы — пгт Свободы. В 1825 году, когда из станицы Александровской переселялись 385 семей казаков на Кавказские Минеральные Воды, эта церковь была перевезена в Кисловодскую станицу. В конце XIX века церковь покупает А. К. Курилов за 6000 рублей. Её разбирают, перевозят в Пятигорск и устанавливают на вершине холма в 1903 (по другим данным в 1910) году. Крестообразный в плане храм под восьмигранным куполом со звонницей над притвором. Не закрывалась. Во второй половине XX века обложена кирпичом[219]. Реконструкция закончена в 2016 году[220].
- Храм Святителя Тихона Патриарха Московского и Всея Руси — ст. Константиновская.
- Церковь Трёх Святителей Великих — пос. Горячеводский.
- Успенская церковь — пгт Горячеводский.
- Второ-Афонский мужской монастырь — у подножия горы Бештау.
- Молитвенная комната в честь архиепископа Луки Войно-Ясенецкого в Ставропольском краевом госпитале для Ветеранов войн[221].

Армянская апостольская церковь
- Церковь Сурб Саркис (Святого Саркиса) (гора Пост).
- Церковь Сурб Таргманчац (Святых переводчиков Саака и Месропа). 22 ноября 1942 года освящена после возвращения верующим армянам города. Располагалась до сноса (в начале 1960-х) напротив главпочтамта[103].

Римско-католическая церковь
В 1813 году организовалась католическая община, в которой большей частью были поляки, сосланные на Кавказ за участие в наполеоновском походе на Россию 1812 года.
Храм Преображения Господня.
Протестантские церкви

Церковь адвентистов седьмого дня

- Молитвенный дом евангельских христиан-баптистов. В 1920 году был национализирован дом баптистов, находившийся на пересечении Крайнего и Кирова[131].
- Молитвенный дом адвентистов седьмого дня.

Ислам
- Мечеть

Иудаизм
- Синагога. Первая синагога была построена в 1909 году на ул. Садовой. Утрачена[223].

Прочие
- Зал Царства Свидетелей Иеговы.

## Связь
Связь, как отрасль экономики в регионе КМВ зародилась вместе со строительством в последней четверти XVIII века крепостей Азово-Моздокской оборонительной линии. Все донесения, приказы и частная переписка проделывала длинный и долгий путь.
В 1804 году был учреждён Кавказский почтовый тракт от Старочеркасска, через Ставрополь до Георгиевска. Для почтового обслуживания было нанято по 16 лошадей на 16 почтовых станциях. Почтовое сообщение с Константиногорской крепостью осуществлялось из Георгиевска. В 1824—1825 годы по указанию генерала А. П. Ермолова на Горячие Воды был построен новый почтовый тракт из Георгиевска. Новая дорога пролегала вдоль левого берега реки Подкумок. В 1826 году была учреждена экстра-почта из Москвы в Тифлис. В середине XIX века курорты КМВ были соединены первым общественным транспортом — омнибусом. На нём также перевозили почтовую корреспонденцию. В 1863 году от Ростова-на-Дону до Ставрополя была проложена телеграфная линия. Пятигорск получил возможность получать телеграммы из Петербурга.
В 1873 году Управление КМВ по соглашению с Международным телеграфным агентством стало получать телеграммы о политических событиях в мире. Они выставлялись для обозрения публики в Николаевском вокзале, который располагался в парке «Цветник». В 1875 году в Пятигорске была открыта почтовая станция. для сообщения с железнодорожной станцией Минеральные Воды. Почта стала ежедневно отправляться из Пятигорска к поездам на станции Минеральные Воды. В 1876 году на здании гостиницы «Минеральные Воды» (бывшая Ресторация) и в Николаевском вокзале (парк «Цветник») были поставлены два почтовых ящика. На рубеже XIX—XX веков в Пятигорске появились телефоны. Они устанавливались в государственных учреждениях, на предприятиях. Состоятельные лица — владельцы дач на Провале могли себе позволить установить телефонный аппарат. Некоторое время городская почта находилась на одноимённой Почтовой улице (сегодня улица Рубина). В начале XX века почта была перенесена в здание на улицу Церковную. В октябре 1934 года была установлена прямая телефонная связь с Москвой. В марте 1936 года в Пятигорске была открыта автоматическая телефонная станция на 200 номеров.
В январе 1943 года при отступлении немцев здание почты на улице Анджиевского (бывшей Церковной) было взорвано. В 1960 году на углу улицы Крайнего и проспекта Кирова было построено здание Главпочтамта. Переговорный пункт располагался выше по улице на первом этаже здания напротив Нижнего рынка. В начале 2000-х годов переговорный пункт для телефонных звонков был упразднён. В 2010-е годы почти полностью были демонтированы городские таксофоны.
Сотовая связь 2G/3G/4G
МегаФон, Билайн, МТС, YOTA.
Интернет—провайдеры
Ростелеком, ПОСТ ЛТД, Тивиком, Билайн, КМВТелеком (Поток), Мегалог-Плюс.
Операторы кабельного телевидения
ПОСТ ЛТД, Тивиком, Билайн, Ростелеком.
Почта
Главпочтамт и отделения связи.

## СМИ
Телевидение

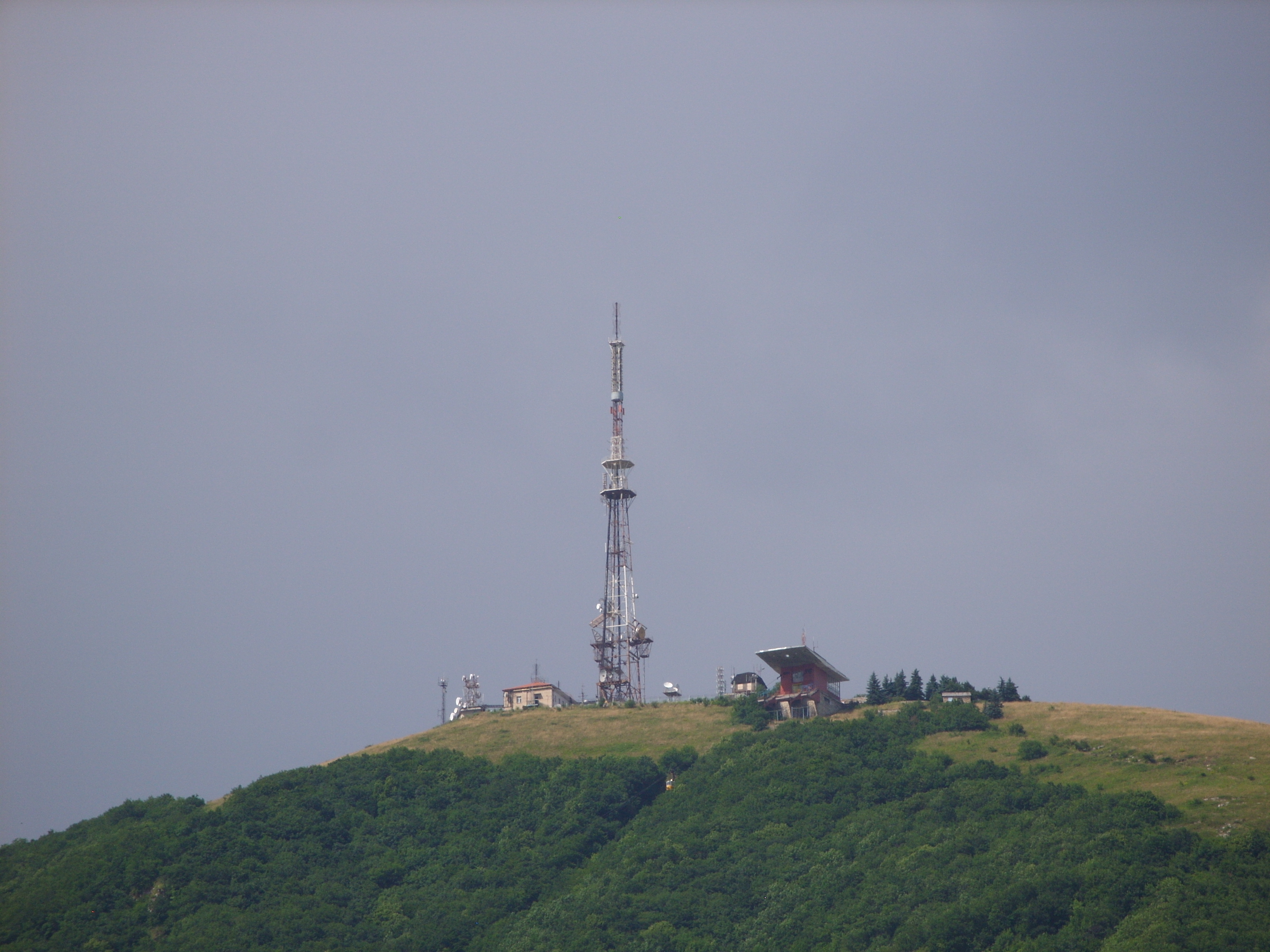
Телевизионный и радиотранслятор на вершине горы Машук

Пятигорская телебашня была построена на вершине горы Машук в 1959 году и на тот момент являлась самой высокой в Европе. Сама телебашня имеет высоту 113 метров, общая высота горы и башни составляет 1107 метров над уровнем моря. 25 сентября 1959 года организован телевизионный центр (с 5 марта 1969 года — радиотелецентр).
Печатная пресса
История
Первая в Пятигорске и Терской области газета «Листок для посетителей Кавказских Минеральных Вод» начала издаваться в 1863 году. Она также стала также первой в России курортной газетой.
До 1917 года в Пятигорске выходило более 35 газет и журналов (в скобках указаны годы издания):
- газеты «Вестник курортов» (1915), «Голос курортов» (1914), «Голос Минераловодского районного и Пятигорского Советов рабочих и солдатских депутатов» (1917), «Еженедельное иллюстрированное приложение к газете „Кавказский край“» (1914), «Жизнь» (1917), «Жизнь курортов» (1907), «Заём Свободы» (1917), «Кавказская мысль» (1917), «Кавказский курортный листок» (1908), «Курорт» (1907), «Курортная жизнь» (1908—1909), «Курортный листок» (1915), «Курортное эхо» (1916), «Международная брачная газета» (1911), «Народ» (1905), «Народная правда» (1905), «Народное эхо» (1917, прежде — "Пятигорское эхо), «Посредник» (1912—1913), «Пятигорское эхо» (1904—1916), «Пятигорье» (1905—1906), «Пятигорский курьер» («Вечер курортов») (1912), «Реклама» (1908), «Сезонный листок Кавказских Минеральных Вод» (1894—1901), «Свободное слово» (1917), «Флирт» (1912, прежде — «Международная брачная газета»); журналы «Брызги нарзана» (1910), «Записки Русского бальнеологического общества в Пятигорске» (1863—1904), «Курортная игла» (1914), «Кавказский журнал» (1914—1917), «Отклики мировой войны» (1917)[230].
- Ежегодник Кавказского горного общества. Выходил в 1904—1915 годах. Выпущено 5 выпусков[28].
- Кавказский край. Газета. Начала выходить как газета «Голос курортов» 9/22 мая 1910 года, с 1 января 1911 года переименована в «Кавказский край» и стала второй по значению в Пятигорске. По февраль 1917 года выходила ежедневно. Закрыта в феврале 1919 года, возобновлено при белогвардейцах. После освобождения города войсками Красной Армии издание газеты прекратилось[28].
- Кавказские курорты. Журнал. Первый номер еженедельного иллюстрированного литературно-общественного журнала «Кавказские курорты» вышел 3/16 июня 1912 года. Выходил до 1917 года. Выпущен 161 номер[28].
- Кавказские Минеральные Воды. Газета. Выходила ежедневно с 1/14 мая 1902 по 14/27 сентября 1906 года[140].
- Листок для посетителей Кавказских Минеральных Вод. Газета. Первый выпуск вышел 18 мая 1863 года. Содержание включало пофамильный список вновь прибывших лиц на курорты региона, список практикующих врачей, объявления мест размещения. В 1880-е годы содержание газеты расширилось публикацией исторических справок, сведений об источниках минеральной воды[230]. Выходила до 1893 года
- Пятигорский листок. Бесплатная ежедневная городская газета. Первый выпуск 1/14 февраля 1904 года. Печатный орган Пятигорского отделения партии кадетов. Газета выходила в 1904—1905 годах, затем несколько раз переименовывалась при продолжении нумерации[28].

В советское время периодическая печать была подчинена государству, количество изданий, выходивших в городе, резко сократилось:
- Бюллетень Терской Товарной Биржи. Выходил с марта 1922 года два раза в неделю[131]
- Красная Заря. Газета. Первый номер вышел 21 августа 1920 года. Орган Пятигорского исполкома Советов рабочих, казачьих и крестьянских депутатов и Пятигорского окружкома РКП(б)[131].
- Красное Пятигорье. Газета. Начала выходить в 1920 году[131]
- Северо-Кавказский большевик. Газета. Выходила ежедневно с 27 февраля 1934 по 1937 годы в Пятигорске, затем в Ворошиловске (Ставрополе)[131].
- Советский Кавказ. Газета. Начала выходить в 1920 году. Орган Севкавревкома[131]
- Терек. Газета. Первый номер вышел 15 января 1922 года. Ежедневный орган Терского губисполкома и губкома РКП(б)[131]

23 марта 1934 года в Пятигорске вышел первый номер газеты «Молодой ленинец». Издание выходило два раза в неделю. Во время Великой Отечественной войны газета была закрыта, но в 1950 году её издание возобновлено. Из наиболее значительных изданий необходимо вспомнить газету «Пятигорская правда» (1937—1959). Первый выпуск газеты вышел 12 декабря 1937 года. Во время Великой Отечественной войны её выход был прекращён, но в 1943 году возобновлён. Редакция газеты находилась в Пятигорске, тираж печатался в типографии имени Г. Г. Анджиевского. В 1959 году газета была закрыта.
В 1942 году в Пятигорске оккупационными властями издавалась газета «Пятигорское эхо». Её название было позаимствовано у издания, выходившего в городе с 1904 по 1916 год. Также в период оккупации три раза в неделю выходила газета «Кавказский вестник» и газета «Панцер — форан!» («Танки — вперед!») на немецком языке — официальное издание 1-й танковой армии генерала Клейста.
1 января 1960 года вышел первый номер газеты «Кавказская здравница» и прекратилось издание «Пятигорской правды», ессентукской «За Родину», кисловодской «Советской здравницы» и других. Её редакция находилась в Пятигорске, первые годы печать тиража производилась в типографии имени Г. Г. Анджиевского.
В 1990-е годы периодическая печать Пятигорска оживилась. В 1995 году была возрождена газета «Пятигорская правда». Она стала официальным печатным органом администрации города. Приложением к газете является еженедельник «Бизнес пятница». В 2008—2018 годы при поддержке администрации города выходила информационная газета «Пятигорский городовой». На правах частного издания продолжает издаваться российская курортная газета «Кавказская здравница», редакция которой располагается в Пятигорске. В 2016—2019 годы редакция выпускала журнал «Кавказская здравница. Здоровье». В разные годы выходили, а некоторые продолжают издаваться и сейчас информационные и рекламные газеты: «Вечерний коктейль», «Кавказский край», «Вечерние Кавминводы», «Кавказская неделя», «Всё для Вас. Кавминводы», «Телесам 5. Кавминводы», «Из рук в руки. Кавминводы», «Меридиан КМВ».
Журналы, ведомственные издания, листки, бюллетени
- Журнал «Научные проблемы гуманитарных исследований» — издавался Пятигорским государственным технологическим университетом
- Журнал «Современный Кавказ» — издавался Пятигорским государственным технологическим университетом
- Альманах «Голос Кавказа» — ежеквартальный литературно-публицистический и художественный альманах

- «Кавказское гостеприимство» — журнал о туризме на Юге России. Учредитель М. Боташев.
- «PRO КМВ»
- «PRO Край»
- «ПЕЧОРИН»
- «Fashion Club»
- «FASHION MAMA»
- «Мы молоды»
- «Элитный Кавказ» — рекламное издание
- «Ня-ня+» — семейный журнал. Учредитель издательство «Колибри».
- С 2003 по 2012 год издавался региональный журнал для чтения «Мужской характер».

- Краеведческий листок «Вершины Бештау» — издаётся с февраля 2010 года[236].
- Научные издания Пятигорского государственного университета: «Молодая наука», «Вестник ПГУ», «Университетские чтения», «Cyberspace»[237].
- Научный журнал «Актуальные проблемы экономики, социологии и права» — выпускается АНО «Международная академия финансовых технологий».
- Научный журнал «Курортная медицина» Пятигорского государственного научно-исследовательского института курортологии Федерального медико-биологического агентства[238].
- Научно-практический журнал «Фармация и фармакология» Пятигорского медико-фармацевтического института.

Радио
Судьба местных радиостанций (Пятая вершина) до конца не выяснена. Радио «Провинция» вещает на частоте 100,9 МГц. Ещё в 2009 году по проводному радио вещало «Радио Ставрополья» и «Радио Пятигорска». В настоящее время проводные радиосети практически перестали существовать.

## Общественные инициативы
- Ежегодный Всекавказский молодёжный форум «Машук». Проходит ежегодно с 2010 года на Комсомольской поляне на восточном склоне горы Машук.
- Экологическая протестная акция Хватит пилить Машук! представителей общественности и горожан Пятигорска и Ставропольского края в защиту горы Машук от вырубки и застройки.

## В литературе и кинематографе
- Пятигорск является основным местом действия повести «Княжна Мери» романа «Герой нашего времени» (М. Ю. Лермонтов). Съёмки одноимённого сериала 2006 года проходили в Пятигорске.

Памятник О. Бендеру возле «Провала»

- Часть сюжета романа «12 стульев» (И. Ильф, Е. Петров) протекает в Пятигорске[240]. В экранизации Леонида Гайдая присутствуют натурные съёмки в Цветнике, рядом со статуей орла, грот Лермонтова выдаётся за Провал. А эпизод, где Киса Воробьянинов просит подаяние якобы в «городском парке», снимался перед грязелечебницей имени Семашко в Ессентуках. Фрагмент фильма, где главные герои садятся на стулья под вывеской «Прокурор Пятигорска» снимались в центре Пятигорска на улице Чкалова.
- В юмористическом сериале Наша Russia есть линия сюжета про Пятигорск c вымышленным ведущим местных новостей Жориком Вартановым (Михаил Галустян). На вершине горы установлена тантамареска, стилизованная под рабочее место Жорика.
- В 2017 году на территории Пятигорска проходили съёмки многосерийного фильма «Хождение по мукам»[241].
- В 2019 году в Пятигорске проходили съёмки двух телесериалов «Алекс Лютый» и «Адвокат Ардашев. Убийство на Водах».

## В филателии

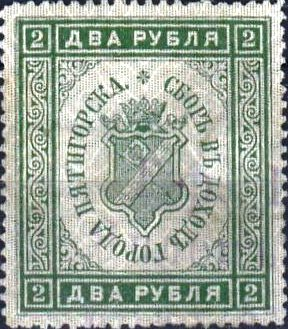
Непочтовая марка

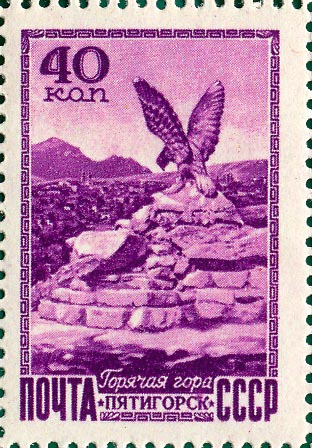
Скульптура «Орёл» на почтовой марке СССР 1949 года

До 1917 года в качестве оплаты различных сборов для городской администрации Пятигорска использовались непочтовые марки. Их можно найти на многих архивных документах, связанных с экономической жизнью города. Марки представляли собой бумажные листки прямоугольной формы со стороной до 30 мм. Края марок имели перфорацию. От номинала зависел цвет марки: 1 рубль — коричневого цвета; 2 рубля — зелёного цвета. В центре марки был изображён герб города Пятигорска; вокруг него надпись «Сбор в доход города Пятигорска». Углы прямоугольника, куда вписано изображение герба украшены вензелями. Всё изображение обрамлено прямоугольником куда вписан растительный орнамент, а в углах цифра с номиналом марки. В настоящее время установлено существование непочтовых марок Пятигорска двух номиналов.
В Советском Союзе было выпущено несколько почтовых марок, посвящённых городу Пятигорску. В 1949 году в серии «Виды Кавказа и Крыма» была выпущена марка с номиналом 40 копеек «Пятигорск. Гора Горячая». На изображении розово-лилового цвета размером 21,5×32,5 мм художник Ю. Андреев нарисовал скульптуру Орла на каменном постаменте, историческую часть города и гору Бештау. Серия была выпущена тиражом 2 млн в листах 10х10. Интересно, что в серию почтовых марок «Курорты СССР», выпущенную в 1939 году Пятигорск не был включён. В ту же серию 1947 года был включён только Кисловодск.
В 2014 году в Центральноафриканской республике была выпущена юбилейная серия из двух блоков (4 марки + 1 марка), посвящённая 200-летию М. Ю. Лермонтова. На марке номиналом 900 франков КФА ВЕАС поэт изображён на фоне мемориального дома в Музее-заповеднике М. Ю. Лермонтова.

## Почётные граждане
Список почётных граждан города:

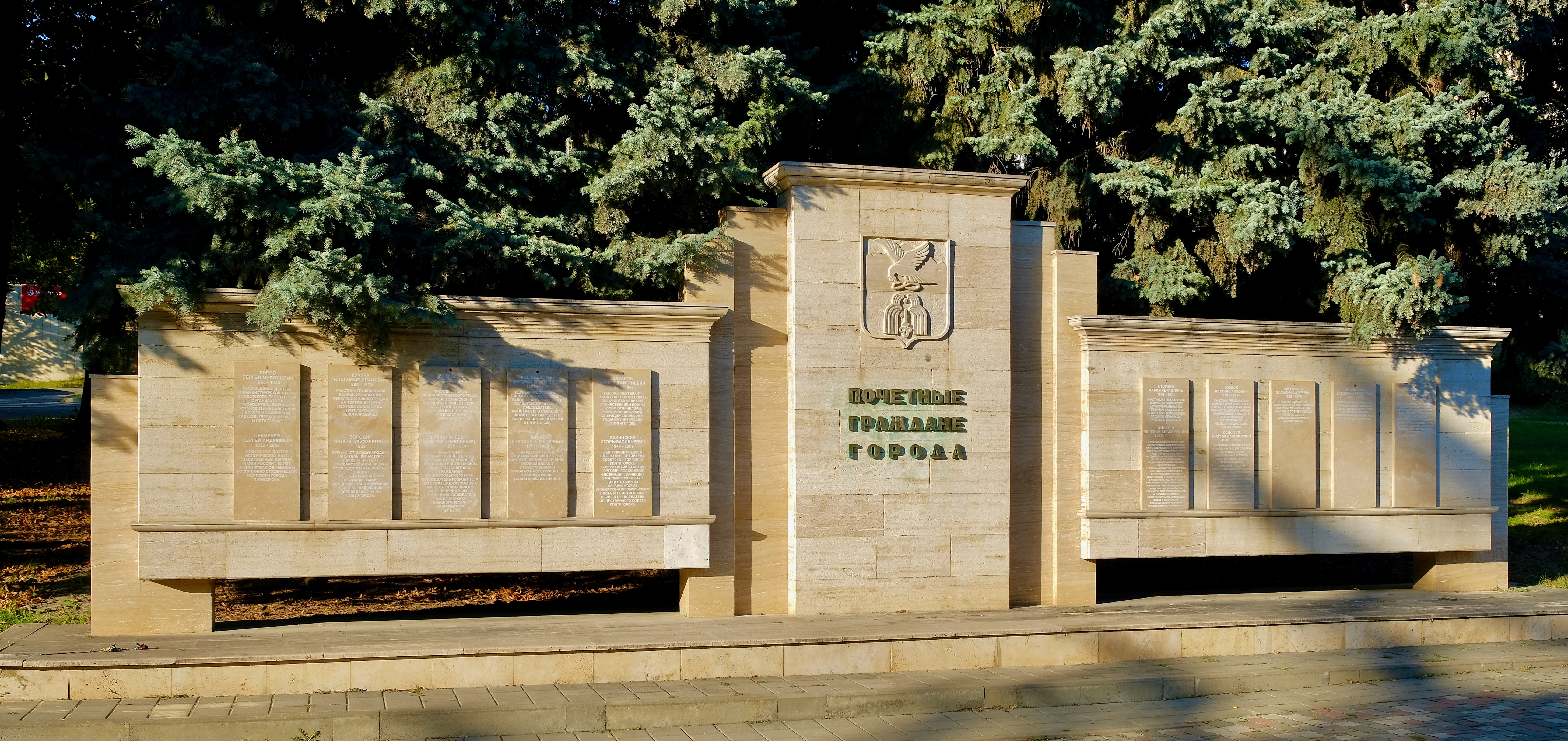
Стела с именами почётных горожан на площади Ленина

- Анджиевский, Григорий Григорьевич (1897—1919) — активный участник борьбы за Советскую власть на Северном Кавказе, председатель Пятигорского окружного комитета РСДРП (б), член ЦИК Северо-Кавказского ревкома в 1917—1918 годах;
- Боровик, Генрих Авиэзерович (1929) — журналист-международник, писатель, драматург, дважды лауреат Государственной премии Российской федерации, удостоен высокого звания «Легенда Российской журналистики», академик, общественный деятель. Основатель благотворительного фонда им. Артёма Боровика. Выпускник средней школы № 1 им. М. Ю. Лермонтова города Пятигорска;
- Дьяков, Анатолий Фёдорович (1936—2015) — российский энергетик, доктор технических наук, министр топлива и энергетики РСФСР (1991);
- Захаров, Фёдор Дмитриевич (1894—1969) — Герой Советского Союза, генерал-лейтенант, участник первой мировой, гражданской и Великой Отечественной войн. Проводил большую работу по военно-патриотическому воспитанию среди молодёжи;
- Казначеев, Виктор Алексеевич (1935—2010) — доктор исторических наук, профессор, академик, президент Пятигорского государственного технологического университета, председатель Совета ректоров Ставропольского края, действительный член трёх международных академий;
- Калинский, Игорь Васильевич (1949—2009) — кандидат экономических наук, Заслуженный работник торговли РФ, предприниматель, заместитель главы Пятигорска (1998—2005)[247];
- Киров, Сергей Миронович (1886—1934) — советский государственный и политический деятель;
- Козлов, Пётр Михайлович (1893—1944) — советский военачальник, генерал-лейтенант, Герой Советского Союза. В период Великой Отечественной войны командовал 37 Армией, части которой освобождали Пятигорск от немецко-фашистских захватчиков в январе 1943 года;
- Конинский, Василий Алексеевич (1901—1973) — ветеран гражданской и Великой Отечественной войн, генерал-майор. Жил и работал в Пятигорске. Один из организаторов комсомольско-пионерского поста № 1 у Огня Вечной славы;
- Кучура, Владимир Иванович (1875—1979) — активный участник гражданской войны на Северном Кавказе. Командовал полком, который 16 марта 1920 года одним из первых освобождал Пятигорск от белогвардейцев;
- Михалков, Сергей Владимирович (1913—2009) — советский и российский поэт и писатель, автор текста гимнов Советского Союза и Российской Федерации. Герой Социалистическою труда. Учился в Пятигорске. Здесь начал свою литературную деятельность;
- Сергацков, Василий Фадеевич (1898—1975) — участник Великой Отечественной войны, генерал-лейтенант. Командовал 351 стрелковой дивизией, части которой освобождали Пятигорск от немецко-фашистских захватчиков в январе 1943 года;
- Соломко, Виктор Васильевич (1946—2018) — Заслуженный работник торговли РФ, депутат Думы Ставропольского края, директор Пятигорского хладокомбината (1985—1992), генеральный директор АО «Холод» (1992—2018)[248];
- Стогний, Мария Абрамовна (1892—1974) — активная участница гражданской войны. Много и плодотворно работала по организации здравоохранения на Северном Кавказе и в Пятигорске;
- Хнычёв, Валерий Альбертович (1938) — Почётный работник жилищно-коммунального хозяйства России, Заслуженный энергетик РФ, генеральный директор ОАО «Пятигорские электрические сети» (с 1979 года)[249];
- Чекменёв, Сергей Андреевич (1922—2008) — академик Академии педагогических и социальных наук, ректор Пятигорского института иностранных языков (ныне ПГУ);
- Шило, Николай Алексеевич (1913—2008) — советский и российский геолог, академик АН СССР, Герой Социалистического Труда, лауреат Государственной премии СССР.

## Города-побратимы
Города-побратимы Пятигорска (в скобках указана дата установления официальных связей):
- Дилижан, Армения (2018)[252]
- Дэчжоу, Китай (2021)[253]
- Дубьюк (США) (1989). В 2022 году, по требованию украинской диаспоры Дубьюка, договор сотрудничества с Пятигорском из-за вторжения России на Украину был бессрочно приостановлен[254].
- Кочин, Индия (2012)[255]
- Панагюриште, Болгария (1972)
- Трикала, Греция (1995)[256]
- Хевиз, Венгрия (2012)[257]
- Шверте, Германия (1992)[258]

## Кладбища

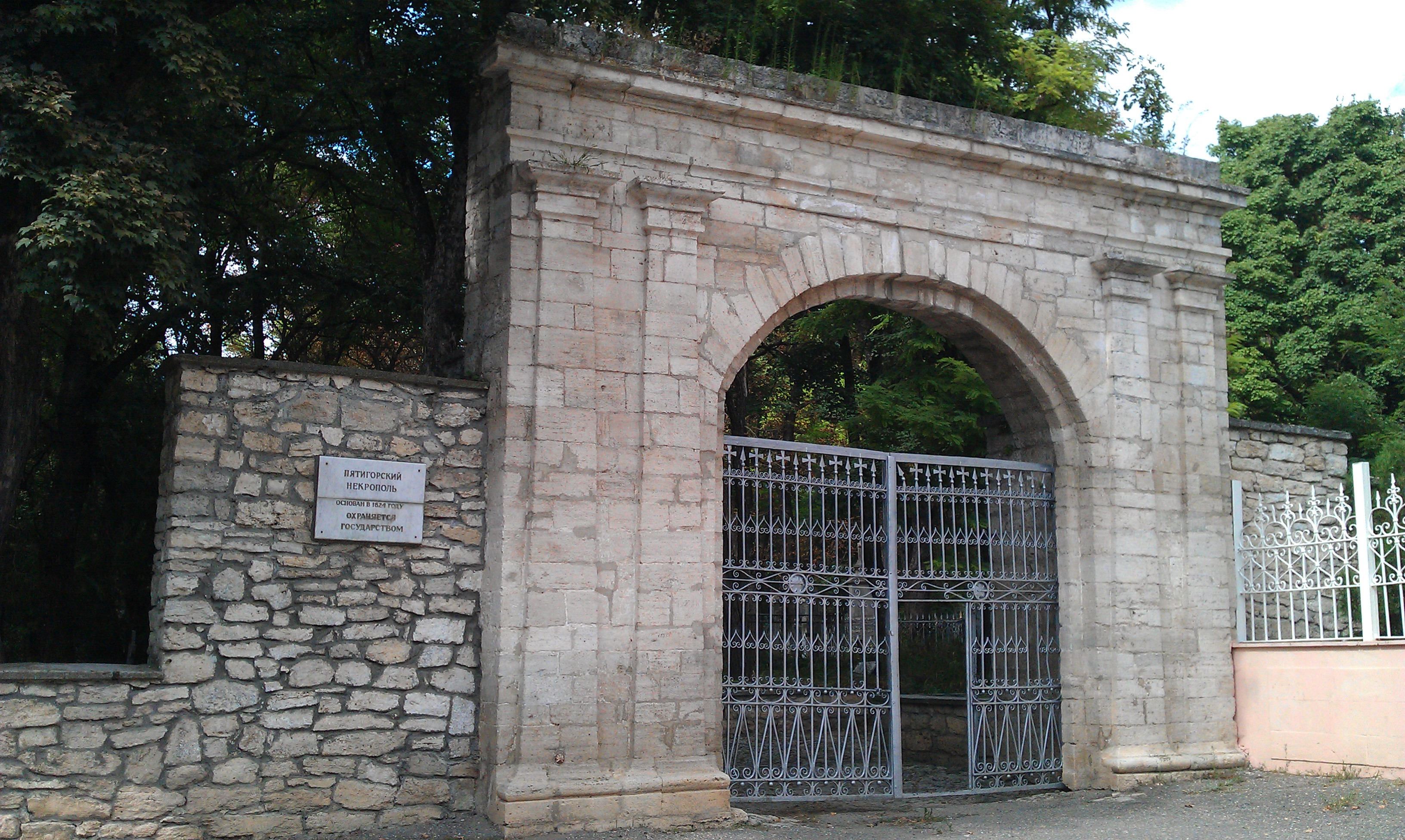
Вход в Пятигорский некрополь

Первоначально захоронения производились близи этой Константиногорской крепости на склоне кургана, сохранившегося до наших дней, около железнодорожной станции Новопятигорск. С развитием города было принято решение производить захоронения на участке, где сейчас построен телецентр. Позднее возникло кладбище у «резницы» (бойнн), где сейчас располагается мясокомбинат. С утверждением плана застройки Пятигорска в начале 1820-х годов, была выбрана территория для нового кладбища — ныне Некрополь.
- Некрополь (улица Пастухова) — одно из старинных кладбищ города. Считается, что первое захоронение было произведено в 1824 году.
- Краснослободское (улица Ессентукская). В южной части кладбища имеются отдельные старинные захоронения конца XIX — начала XX века и мемориал «Борцам за Советскую власть». В нём захоронено свыше 10 тысяч человек.
- Новогорячеводское (Нальчикское шоссе)
- Горячеводское (Левадинский спуск). На кладбище имеются захоронения XIX — начала XX века. Похоронены многие известные казаки и атаманы станицы Горячеводской.
- пос. Свободы (улица Пожарского)
- Коммунарское кладбище (улица Фабричная).

18 сентября 1920 года банда есаула Третьякова напала на коммуну «Водопад» (родоначальница колхоза «Пролетарская воля»), разрушила её и зверски убила 13 коммунаров. Через три дня в Пятигорске состоялись похороны жертв бандитского налета. Похоронили коммунаров в братской могиле не левом берегу Подкумка на холме у подножия Машука.
В 1970-е годы перезахоронены у Вечного огня. На кладбище остался только один памятник об этом.
- Хорошевское (512-й километр федеральной трассы «Кавказ» Р-217)
- около хутора Новая Пролетарка
- около станицы Константиновской (новое — в северной части станицы; старое — на левом берегу реки Подкумок)
- около посёлка Нижнеподкумского
- около села Золотушка (хутора Казачьего)
- Константиногорское офицерское. Было расположено у полы и на склонах Новопятигорского кладбища. Захоронения производились в последней четверти XVIII — начале XIX века. Не сохранилось.
- Константиногорское солдатское. Было расположено на кургане в районе ул. Спортивной. Захоронения производились в последней четверти XVIII — начале XIX века. Не сохранилось.
- Некрополь у Успенского храма. Сейчас Горячеводская площадь. Кладбище уничтожено после разрушения храма.
- В разных частях города имеются разновременные захоронения вне кладбищ. На улица Ермолова напротив территории ОАО «Пятигорский хлебокомбинат» расположено единичное захоронение времён ВОВ. В могиле похоронен сержант Ф. И. Золотых[260]. На кольцевой дороге вокруг горы Машук на восточном склоне расположено братское захоронение жертв оккупации города в 1942—1943 гг. На территории воинского мемориала на ул. Лермонтова также находятся захоронения. На территории католического храма, кирхи и ряда православных храмов есть захоронения.

## Факты
- В честь города была названа малая планета 2192 Pyatigoriya, открытая 18 апреля 1972 г. в Крымской обсерватории.